# Schaffhausen
Schaffhausen (ⓘ) ist eine Stadt am Hochrhein. Sie ist der Hauptort des Schweizer Kantons Schaffhausen und mit 38'666 Einwohnern (2022) auch die grösste Gemeinde des Kantons.
Im einheimischen Dialekt lautet der Ortsname Schafuuse, Schaffuuse, Schafhuuse [ˌʃaˈfuːz̥ə] [ˌʃaˈfːuːz̥ə] [ˌʃafˈhuːz̥ə]; französisch Schaffhouse, italienisch Sciaffusa, und rätoromanisch Schaffusaⓘ.

## Geographie
Schaffhausen ist die nördlichste Stadt der Schweiz und neben Basel, dem Städtchen Stein am Rhein, Neunkirch und Eglisau im Kanton Zürich eine der wenigen Schweizer Städte nördlich des Hochrheins entlang der Grenze zwischen Deutschland und der Schweiz. Schaffhausen liegt südöstlich des Randen an der Mündung der aus Norden kommenden Durach in den Rhein.
Die Altstadt weist zahlreiche Renaissancegebäude auf. Den Beinamen Erkerstadt bekam Schaffhausen aufgrund der 300 vorhandenen Erker. Ausserhalb der ursprünglichen Stadtmauern – durch die Expansion nun inmitten der Stadt – befindet sich der Munot, eine Festung des 16. Jahrhunderts. Südwestlich der Stadt, aber nicht mehr im Stadtgebiet befindet sich der Rheinfall, der grösste Wasserfall Europas. Von den 41,78 km² Gemeindefläche gehören 19,9 % zur Bauzone; 29,1 % werden landwirtschaftlich genutzt und 51 % sind bewaldet.

### Nachbargemeinden
Seit der Eingemeindung von Hemmental im Jahr 2009 grenzt die Stadt Schaffhausen an 13 Gemeinden im Kanton Schaffhausen, Kanton Zürich und Deutschland.
| Beggingen (SH) Schleitheim (SH) | Merishausen (SH) Büttenhardt (SH)           | Stetten (SH)                               |
| Siblingen (SH) Beringen (SH)    | Kompassrose, die auf Nachbargemeinden zeigt | Thayngen (SH) Dörflingen (SH) Büsingen (D) |
| Neuhausen am Rheinfall (SH)     | Flurlingen (ZH)                             | Feuerthalen (ZH)                           |

### Stadtquartiere
Die Stadt Schaffhausen besteht aus den folgenden Quartieren:
| - Altstadt/Rheinhalde - Steig - Urwerf/Mühlenen - Breite/Hohlenbaum - Sommerhalde/-wies - Hochstrasse/Geissberg - Mühlental/Birch | - Schweizersbild/Mutzentäli - Emmersberg/Gruben - Buchthalen/Im Freien - Niklausen/Ebnat - Herblingen/Gennersbrunn - Hemmental |

Stadtteile gemäss Bundesamt für Statistik:
| Quartier    | Nr. | BFS-Code | Einwohner Ende 2015 | Bemerkungen                                | Quartiere von Schaffhausen |
| Rhein       | 1   | 2939001  | 3866                |                                            | Quartiere von Schaffhausen |
| Breite      | 2   | 2939002  | 7859                |                                            | Quartiere von Schaffhausen |
| Hochstrasse | 3   | 2939003  | 7859                |                                            | Quartiere von Schaffhausen |
| Herblingen  | 4   | 2939004  | 5145                | 1964 mit der Stadt Schaffhausen fusioniert | Quartiere von Schaffhausen |
| Gruben      | 5   | 2939005  | 5791                |                                            | Quartiere von Schaffhausen |
| Buchthalen  | 6   | 2939006  | 4682                | 1947 mit der Stadt Schaffhausen fusioniert | Quartiere von Schaffhausen |
| Hemmental   | 7   | 2939007  | 599                 | 2009 mit der Stadt Schaffhausen fusioniert | Quartiere von Schaffhausen |

### Postleitzahlen
Schaffhausen gehört zum Leitkreis 8 des Schweizer Postleitzahlsystems.
| Postleitzahl | Stadtteil                    |
| ------------ | ---------------------------- |
| 8200         | Schaffhausen                 |
| 8201         | Schaffhausen 1 Fächer        |
| 8202         | Schaffhausen 2 Unterstadt    |
| 8203         | Schaffhausen 3 Buchthalen    |
| 8204         | Schaffhausen 4 Breite Fächer |
| 8205         | Schaffhausen 5 Hochstrasse   |
| 8206         | Schaffhausen 6               |
| 8207         | Schaffhausen 7 Herblingen    |
| 8208         | Schaffhausen 8               |
| 8210         | Schaffhausen 10 Pickpost     |
| 8231         | Schaffhausen Hemmental       |

### Klima
Schaffhausen befindet sich am Rande des Mittellandes und im Bereich der gemässigten Klimazone. Die Stadt liegt im Regenschatten von Schwarzwald, Randen und des Reiats. Besonders der Schwarzwald hält die regenreichen Westwinde ab.
Die Jahresmitteltemperatur für die Normalperiode 1991–2020 beträgt 9,9 °C, wobei im Januar mit 0,7 °C die kältesten und im Juli mit 19,3 °C die wärmsten Monatsmitteltemperaturen gemessen werden. Im Mittel sind hier rund 78 Frosttage und 18 Eistage zu erwarten. Sommertage gibt es im Jahresmittel rund 51, während normalerweise 11 bis 12 Hitzetage zu verzeichnen sind. Die MeteoSchweiz-Wetterstation liegt auf einer Höhe von 438 m ü. M.
|                        | Jan  | Feb  | Mär  | Apr  | Mai  | Jun  | Jul  | Aug  | Sep  | Okt  | Nov | Dez  |   |       |
| Mittl. Temperatur (°C) | 0,7  | 1,7  | 5,8  | 9,9  | 14,0 | 17,6 | 19,3 | 18,8 | 14,5 | 9,8  | 4,7 | 1,5  | ⌀ | 9,9   |
| Mittl. Tagesmax. (°C)  | 3,3  | 5,4  | 10,7 | 15,4 | 19,5 | 23,1 | 25,1 | 24,6 | 19,7 | 14,0 | 7,5 | 3,8  | ⌀ | 14,4  |
| Mittl. Tagesmin. (°C)  | −1,7 | −1,6 | 1,5  | 4,7  | 8,9  | 12,4 | 14,1 | 13,9 | 10,2 | 6,4  | 2,1 | −0,9 | ⌀ | 5,9   |
|                        |      |      |      |      |      |      |      |      |      |      |     |      |   |       |
| Niederschlag (mm)      | 72   | 60   | 64   | 68   | 100  | 95   | 103  | 95   | 72   | 77   | 73  | 86   | Σ | 965   |
|                        |      |      |      |      |      |      |      |      |      |      |     |      |   |       |
| Sonnenstunden (h/d)    | 1,4  | 2,7  | 4,2  | 5,5  | 5,9  | 6,4  | 7,1  | 6,6  | 5,0  | 2,8  | 1,4 | 1,1  | ⌀ | 4,2   |
|                        |      |      |      |      |      |      |      |      |      |      |     |      |   |       |
| Regentage (d)          | 10,2 | 8,7  | 10,0 | 9,4  | 11,3 | 10,9 | 11,4 | 10,8 | 8,9  | 10,5 | 9,9 | 11,1 | Σ | 123,1 |
|                        |      |      |      |      |      |      |      |      |      |      |     |      |   |       |
| Luftfeuchtigkeit (%)   | 84   | 80   | 73   | 68   | 70   | 70   | 70   | 72   | 78   | 83   | 85  | 85   | ⌀ | 76,5  |

| −1,7 |

| −1,6 |

| 1,5 |

| 4,7 |

| 8,9 |

| 12,4 |

| 14,1 |

| 13,9 |

| 10,2 |

| 6,4 |

| 2,1 |

| −0,9 |

| −1,7 |

| −1,6 |

| 1,5 |

| 4,7 |

| 8,9 |

| 12,4 |

| 14,1 |

| 13,9 |

| 10,2 |

| 6,4 |

| 2,1 |

| −0,9 |

## Bevölkerung
In der Stadt Schaffhausen leben 36'641 Menschen (Stand: Ende 2019).
| Staat               | 31.12.2010 | 31.12.2019 |
| ------------------- | ---------- | ---------- |
| Schweiz             | 73,3 %     | 71,8 %     |
| Deutschland         | 5,9 %      | 6,3 %      |
| Italien             | 3,3 %      | 3,2 %      |
| Kosovo              | 1,4 %      | 1,8 %      |
| Türkei              | 2,3 %      | 1,7 %      |
| Kroatien            | 2,0 %      | n.n.       |
| Nordmazedonien      | 1,6 %      | n.n.       |
| Sri Lanka           | 1,3 %      | n.n.       |
| Serbien/ Montenegro | 1,1 %      | n.n.       |

Mit ihrer Grösse belegt die Stadt Schaffhausen den 15. Platz im Schweizer Städteranking.
Die Stadt Schaffhausen bildet das Zentrum des Kantons Schaffhausen. Zur Agglomeration Schaffhausen gehören auch das nördliche Zürcher Weinland, der Bezirk Diessenhofen im Kanton Thurgau sowie das deutsche Büsingen. In der Agglomeration Schaffhausen leben ca. 100‘000 Einwohner.
| Jahr      | 1771  | 1850  | 1870   | 1888   | 1900   | 1920   | 1941   | 1950   | 1960   | 1970   | 1980   | 1990   | 2000   | 2010   | 2020   |
| --------- | ----- | ----- | ------ | ------ | ------ | ------ | ------ | ------ | ------ | ------ | ------ | ------ | ------ | ------ | ------ |
| Einwohner | 6‘969 | 7‘700 | 10‘214 | 12‘315 | 15‘275 | 20‘064 | 22‘498 | 27‘261 | 32‘840 | 37‘035 | 34‘250 | 34‘225 | 33‘072 | 35'045 | 36'971 |

## Kirchen/Religionen
25,8 % der städtischen Bevölkerung waren Ende 2022 evangelisch-reformiert (Vorjahr 27,1 %, −306), 20,3 % römisch-katholisch (Vorjahr 20,9 %, −92) und 0,2 % christkatholisch (Vorjahr 0,2 %).
Ende 2020 waren 28,1 % der städtischen Bevölkerung evangelisch-reformiert (Vorjahr 29,07 %), 21,8 % römisch-katholisch (Vorjahr 22,1 %) und 0,2 % christkatholisch.
Ende 2019 betrug der Anteil der evangelisch-reformierten Mitglieder an der gesamten Stadtbevölkerung 29,1 % (2018: 29,8 %). Zur römisch-katholischen Kirche gehörten 22,1 % (2018: 22,6 %), zu christkatholischen Kirchen 0,2 %.
In Schaffhausen gibt es sechs evangelisch-reformierte Kirchgemeinden: Münster/St. Johann, Buchthalen, Herblingen, Steig, Zwingli und Hemmental.
Die römisch-katholische Kirchgemeinde Schaffhausen im Bistum Basel gliedert sich in drei Pfarreien: Santa Maria, St. Peter und St. Konrad. Ausserdem gibt es eine Gemeinde der christkatholischen Kirche.
Zur Evangelischen Allianz Schaffhausen und Umgebung gehören: Baptistengemeinde, Chrischonagemeinde, Evangelisch-methodistische Kirche, Heilsarmee Zentrum Tannerberg, International Christian Fellowship, Immanuelgemeinde, Kirche des Nazareners, Pfingstgemeinde und Salem Life.
In Schaffhausen gibt es auch eine Adventgemeinde und die Gemeinde Christi Schaffhausen.
Seit 1914 werden in der überkonfessionellen Abdankungshalle im Waldfriedhof die meisten Abdankungen durchgeführt. Neben dem zentralen Waldfriedhof finden noch heute Bestattungen auf den ehemaligen Dorffriedhöfen der eingemeindeten Quartiere Buchthalen, Herblingen und Hemmental statt.

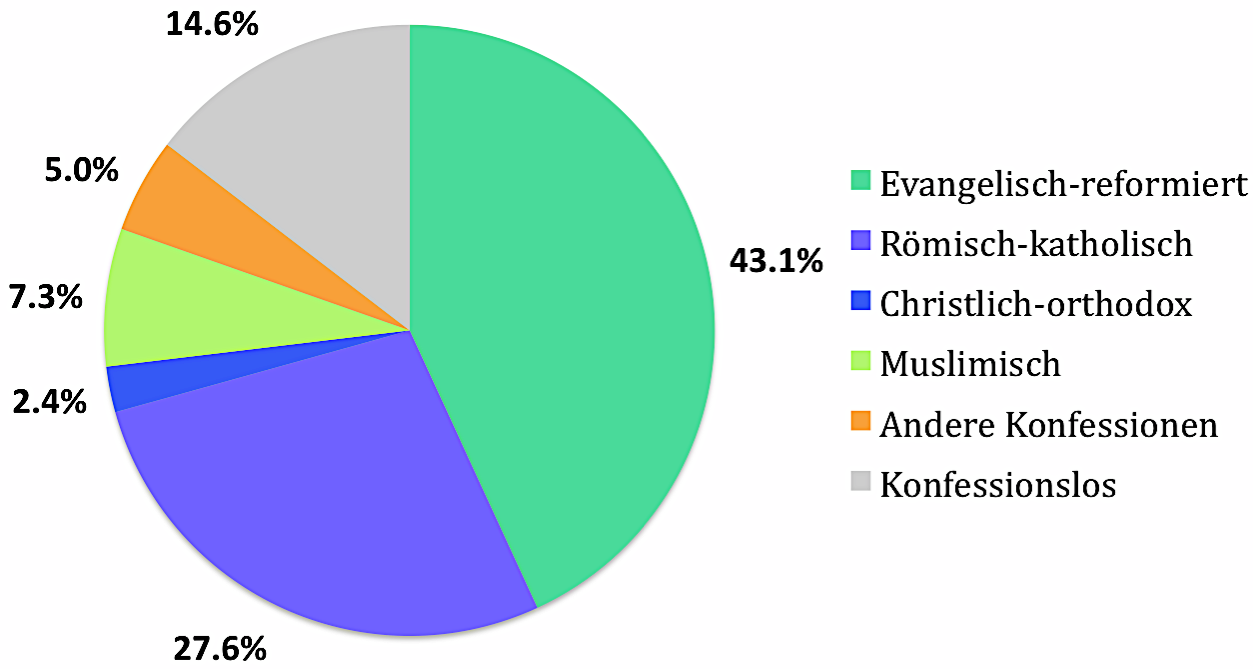
Konfessionsbild der Stadt Schaffhausen (Stand: Volkszählung 2000)

| Anteil an der Bevölkerung             | VZ 2000 | 2011    |
| ------------------------------------- | ------- | ------- |
| Christentum                           | 78,1 %  | 68,96 % |
| Landeskirchen                         | >70,7 % | 59,84 % |
| Evangelisch-reformierte Kirche        | 43,1 %  | 34,91 % |
| Römisch-katholische Kirche            | 27,6 %  | 24,76 % |
| Christkatholische Kirche              | n. n.   | 0,17 %  |
| Freikirchen und christliche Gemeinden | 7,4 %   | 9,13 %  |
| Judentum                              | n. n.   | 0,03 %  |
| Jüdische Liberale Gemeinde            | n. n.   | 0,02 %  |
| Israelitische Cultusgemeinde          | n. n.   | 0,01 %  |
| Islam                                 | 7,3 %   | 8,09 %  |
| Hinduismus                            | n. n.   | 0,09 %  |
| Buddhismus                            | n. n.   | 0,06 %  |
| Andere oder nicht notiert             | 14,6 %  | 22,76 % |

## Geschichte

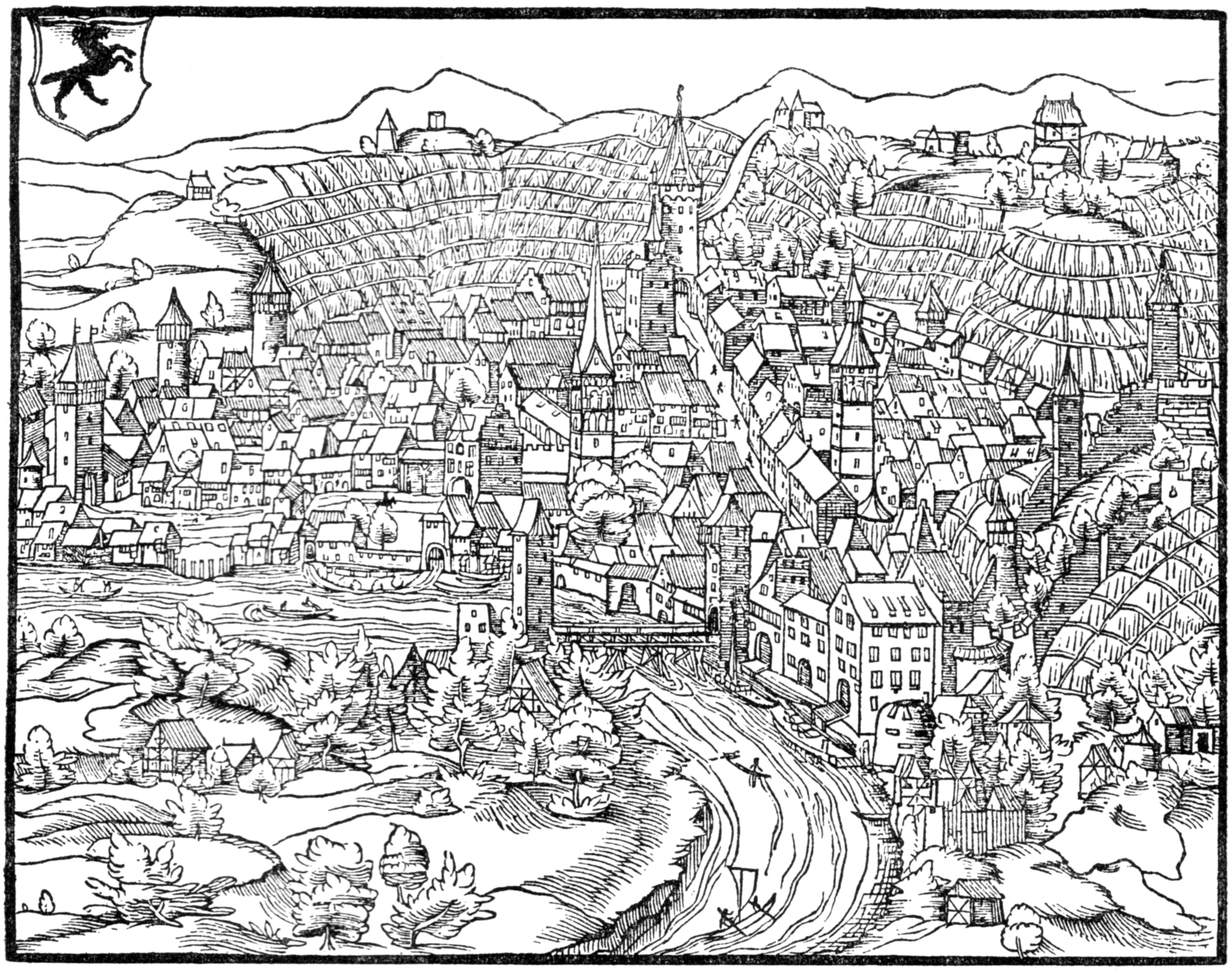
Die Stadt Schaffhausen in der Chronik von Johannes Stumpf 1548

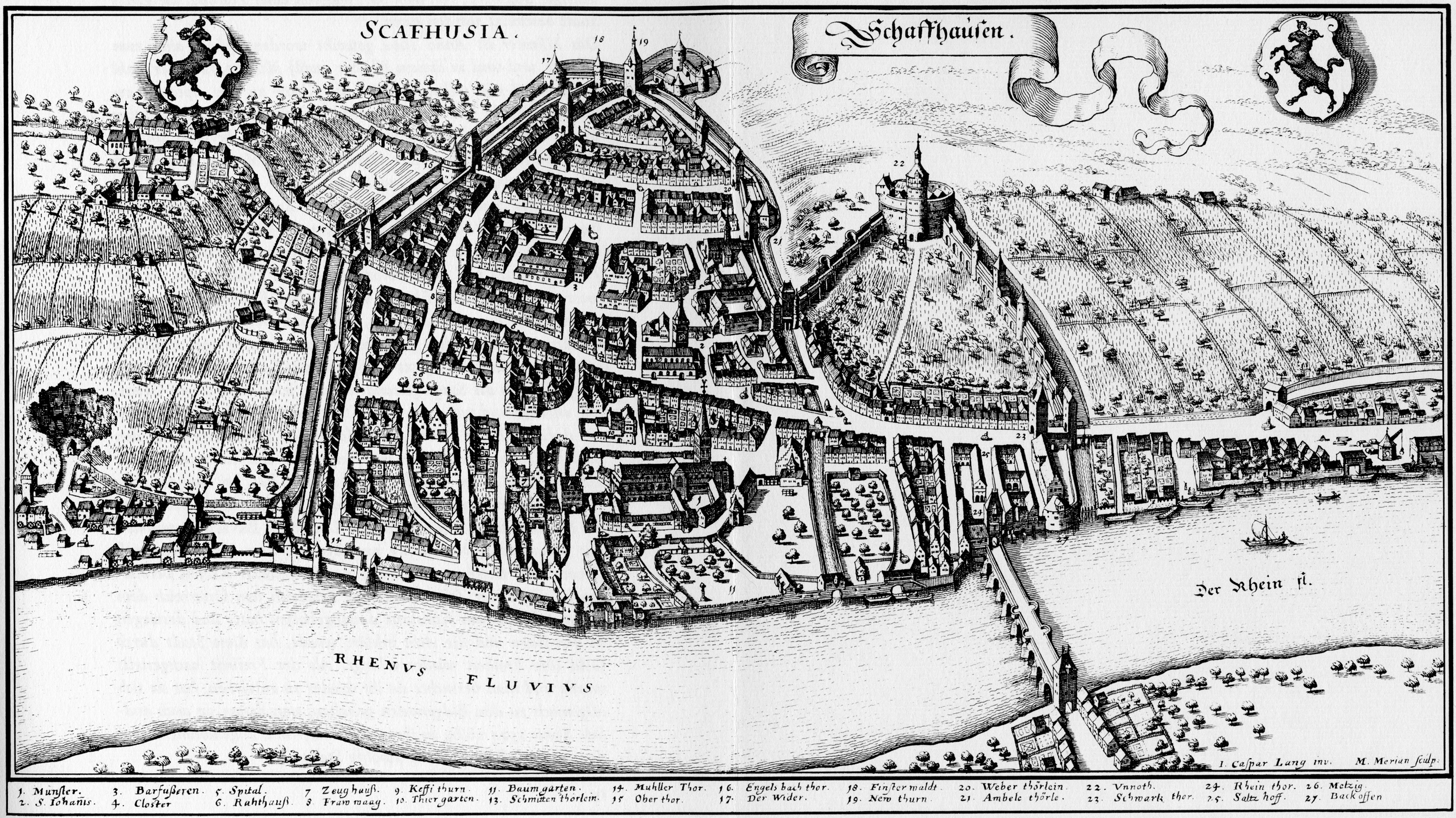
Planvedute der Stadt Schaffhausen von Matthäus Merian d. Ä., 1642

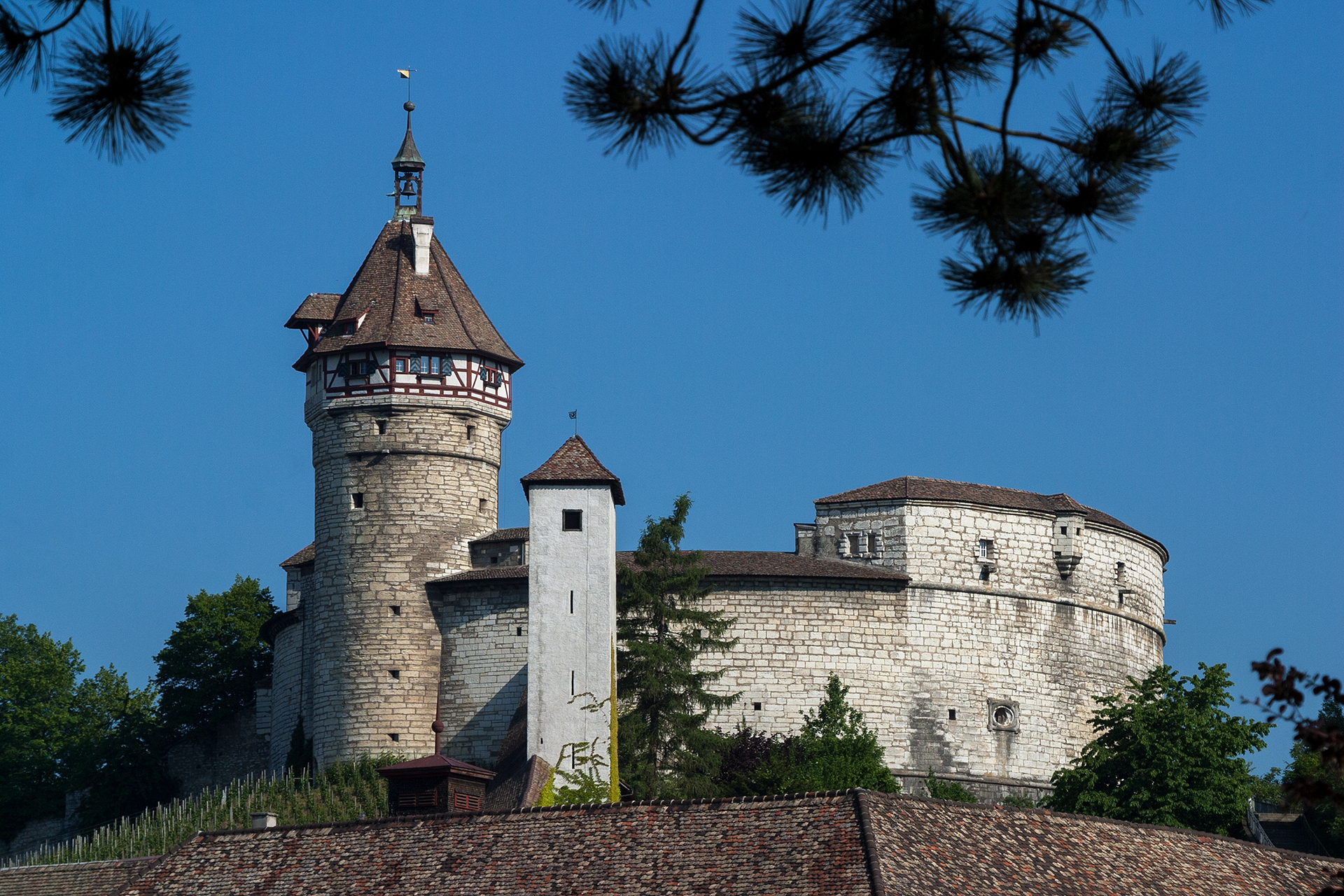
Die Festung Munot.

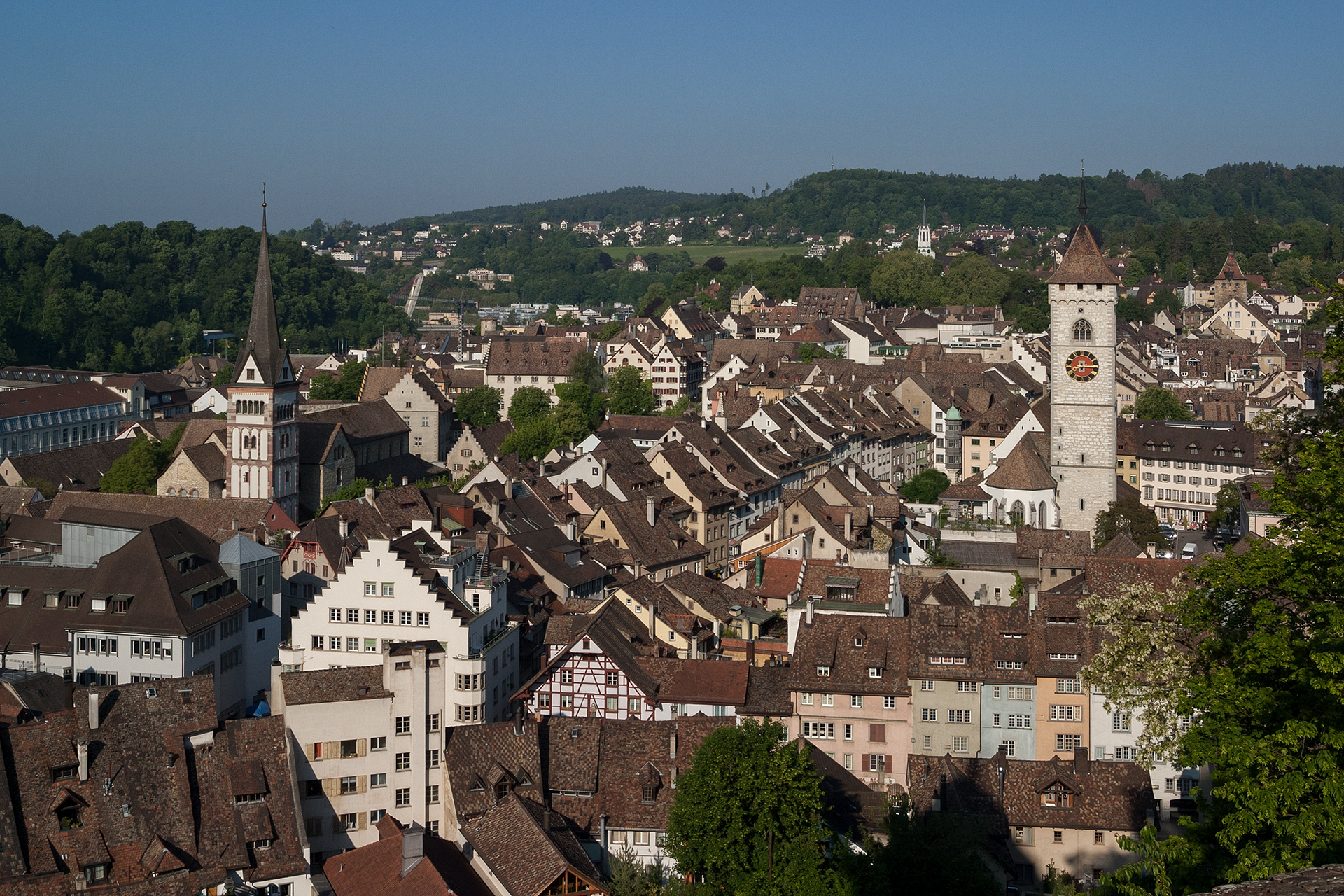
Blick über die Altstadt mit Münster- und St. Johannturm

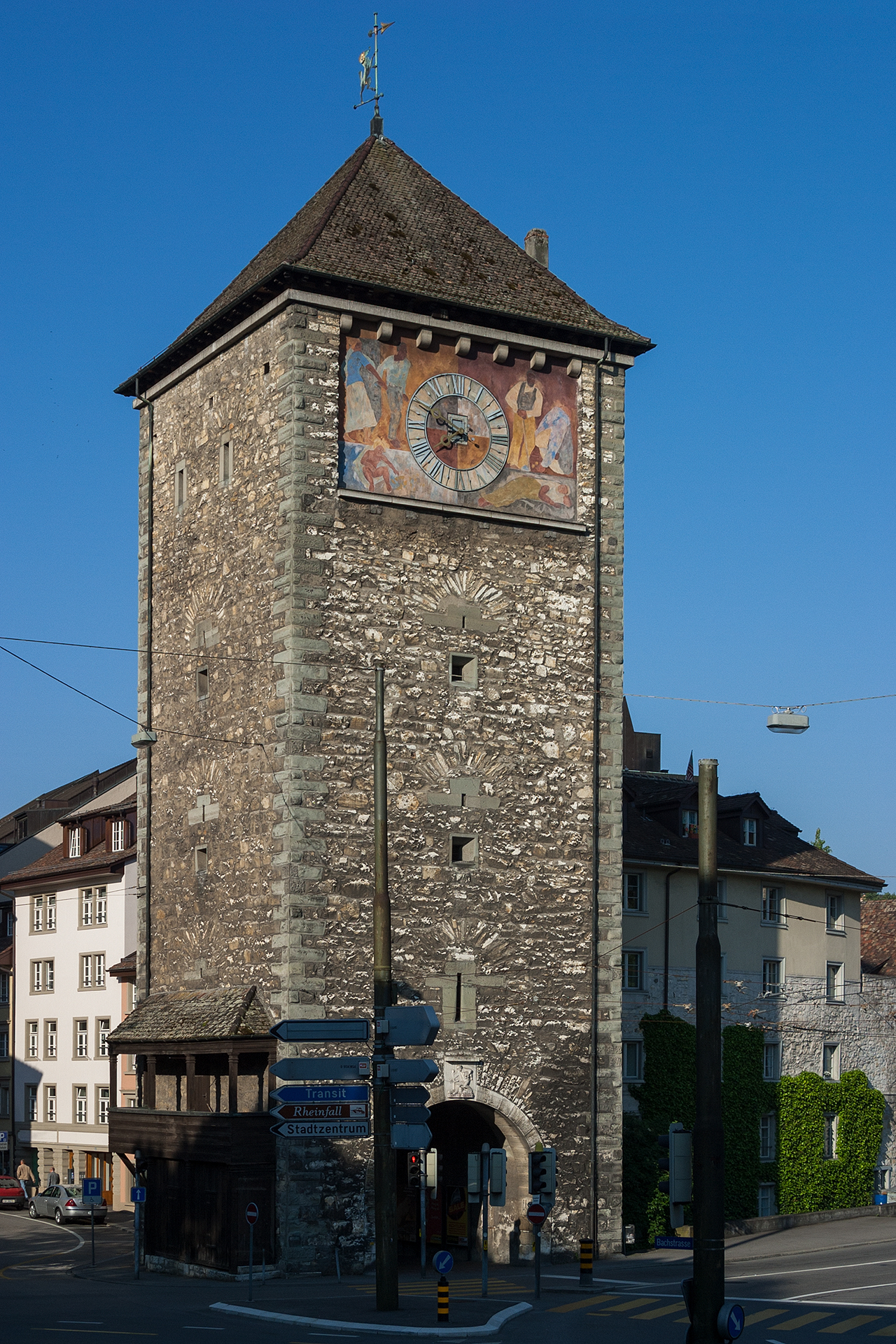
Schwabentorturm

### Prähistorische Besiedelung
Vor 10'000 bis 15'000 Jahren benutzten Menschen in der Steinzeit das Abri Schweizersbild auf heutigem Stadtgebiet als Lagerplatz.
Im Gegensatz zu anderen Ortschaften im Kanton fehlen auf dem Stadtgebiet Spuren aus der Bronzezeit, von den Kelten oder den Römern.

### Berslingen, das vergessene Dorf
Um 600 n. Chr. errichteten alemannische Siedler am Ausgang des Merishausertals, im Norden der Stadt Schaffhausen beim heutigen Logierhaus, ein Pioniergehöft. Daraus entwickelte sich das mittelalterliche Dorf Berslingen, das um 1200 aufgegeben wurde. Heute sind keine Spuren von Berslingen mehr sichtbar.

### 11. bis 13. Jahrhundert – Stadtwerdung, Name und Klostergründung
Die Stadt Schaffhausen entstand etwa um 1000 aufgrund der speziellen geografischen Lage des Ortes. Zu dieser Zeit war der Rhein auf der Höhe von Schaffhausen breit und sehr flach. Hier war einer der wenigen Orte, wo man den Rhein mit Pferden überqueren konnte. Diese Furt und die darauf folgenden Schnellen und der Rheinfall unterbrachen die Wasserstrasse vom Bodensee in Richtung Basel (→ Hochrheinschifffahrt). Die Schiffe mussten entladen werden. Die Waren wurden auf dem Landweg bis unterhalb des Rheinfalls transportiert. Schaffhausen wurde dadurch zu einem wichtigen Umschlagplatz in der Region.
1045 verlieh König Heinrich III. in Köln Graf Eberhard VI. von Nellenburg das Münzrecht für die am Rhein gelegene Siedlung Scafhusun. Die Ernennungsurkunde wird im Stadtarchiv Schaffhausen aufbewahrt. Der Name der Stadt ist in seiner Herkunft unklar; als mögliche Deutungen gelten: ‚bei den Schafställen‘ (zu althochdeutsch scāf ‚Schaf‘; schon im 12. Jahrhundert so verstanden und als Ovidomus ins Lateinische übersetzt; die aus derselben Zeit stammenden, ältesten erhaltenen Schaffhauser Münzen zeigen einen Widder, vgl. auch Fahne und Wappen des Kantons Schaffhausen), ‚bei den Häusern am Röhricht‘ (zu althochdeutsch scaft ‚Schaft, Speer, Rohr‘) und ‚bei den Häusern mit Schöpf- oder Lagergefässen‘ (zu althochdeutsch sca(p)f ‚Schöpfgefäss, Getreidemass, Scheffel‘; Hinweis auf Warenumschlag). Die ebenfalls schon mittelalterlich belegte und seit der Renaissance beliebte Rückführung des Vorderglieds auf althochdeutsch scafa ‚kleines Schiff(?)‘ bereitet inhaltliche und lautliche Schwierigkeiten.
Im Jahr 1049 wurde das Kloster zu Allerheiligen von Ita und Eberhard von Nellenburg gegründet. Die Klostergebäude wurden 1064 fertiggestellt. Ab 1090 bis 1105 wurde das romanische Münster als neue Klosterkirche errichtet. Der Münsterturm wurde in der zweiten Hälfte des 12. Jahrhunderts hinzugefügt. Der Altar und der Bauplatz wurden von Papst Leo IX. geweiht. Der Sohn von Eberhard, Graf Burkhard von Nellenburg, schenkte 1080 dem Kloster Allerheiligen die Stadt Schaffhausen samt Markt- und Münzrecht. Der jeweilige Abt war somit Herr über die Stadt. Im selben Jahr stiftete Graf Burkhard von Nellenburg für seine Mutter, Gräfin Ita († nach 1100), das Kloster Sankt Agnesen. Im Jahre 1190 wurde das Kloster Allerheiligen und die Stadt reichsunmittelbar, d. h. sie unterstanden direkt dem römisch-deutschen Kaiser Heinrich VI. Das Barfüsserkloster wurde 1250 als drittes Kloster in der Stadt gegründet. Auf einem Siegel von 1253 erscheint erstmals ein aus einem Tor herausschreitender Schafbock. Eine feste Brücke über den Rhein wurde im Jahre 1259 erstmals urkundlich erwähnt. 1278 sicherte König Rudolf I. von Habsburg den Bürgern zu, dass sie ausschliesslich vor ein Schaffhauser Gericht gestellt werden können. Die Bürger fühlten sich somit als Bewohner einer freien Stadt. 1299 zählte die Stadt 376 Häuser und 6 Türme. Ab 1324 hatte Schaffhausen die Schutzvogtei über das Kloster Paradies übernommen.

### 14. bis 15. Jahrhundert
Im Jahre 1312 schloss Schaffhausen zur Verbesserung der Handelsbeziehungen und zur gegenseitigen Beistandspflicht mit Zürich, St. Gallen und Konstanz ein auf vier Jahre befristetes Bündnis. König Ludwig der Bayer verpfändete 1330 nebst Rheinfelden auch die Stadt Schaffhausen an die Herzöge Albrecht II. und Otto von Habsburg. Zahlreiche Vorrechte als Reichsstadt gingen damit verloren. Schaffhausen wurde für die nächsten 85 Jahre zu einer österreichischen Landstadt und musste den habsburgischen Vögten jedes Jahr Abgaben leisten. Fast drei Viertel aller Häuser in Schaffhausen wurden 1372 bei einem verheerenden Stadtbrand ein Raub der Flammen. 1386 musste Schaffhausen an der Seite der Habsburger in der Schlacht bei Sempach gegen die Eidgenossen kämpfen. Mehrere Mitglieder des Stadtadels verloren dabei ihr Leben. In Schaffhausen fand im Jahr 1402 einer der ersten bekannten Hexenprozesse statt.
Juden wohnten seit der 2. Hälfte des 13. Jahrhunderts in Schaffhausen. 1349 fand ein erstes Pogrom statt. 1401 führten ein Gerücht und eine falsche Beschuldigung zu einem Blutbad an der jüdischen Bevölkerung. 30 Juden wurden nach schwerer Folter auf dem Scheiterhaufen verbrannt. Bereits einige Jahre später liessen sich wieder Juden in der Stadt nieder. Die Stadt kündigte den Juden 1472 das Wohnrecht auf. Dieses Wohnverbot dauerte abgesehen von einem kurzen Unterbrüchen im 16. Jahrhundert bis zum Ende der Alten Eidgenossenschaft 1798.
Neben dem Kleinen Rat mit einem „Unter“-Bürgermeister bestand der Grosse Rat, dem ab 1411 ein „Ober“-Bürgermeister vorstand. Daneben gab es noch das wichtige Amt des Säckelmeisters. Ab 1853 führen die Bürgermeister den Titel Regierungspräsident (siehe Liste der Bürgermeister im Abschnitt Politik).
Am Pfingstmontag des Jahres 1418 reiste der am Konzil von Konstanz frisch gewählte Papst Martin V. auf dem Weg nach Rom durch Schaffhausen.

#### Zünfte

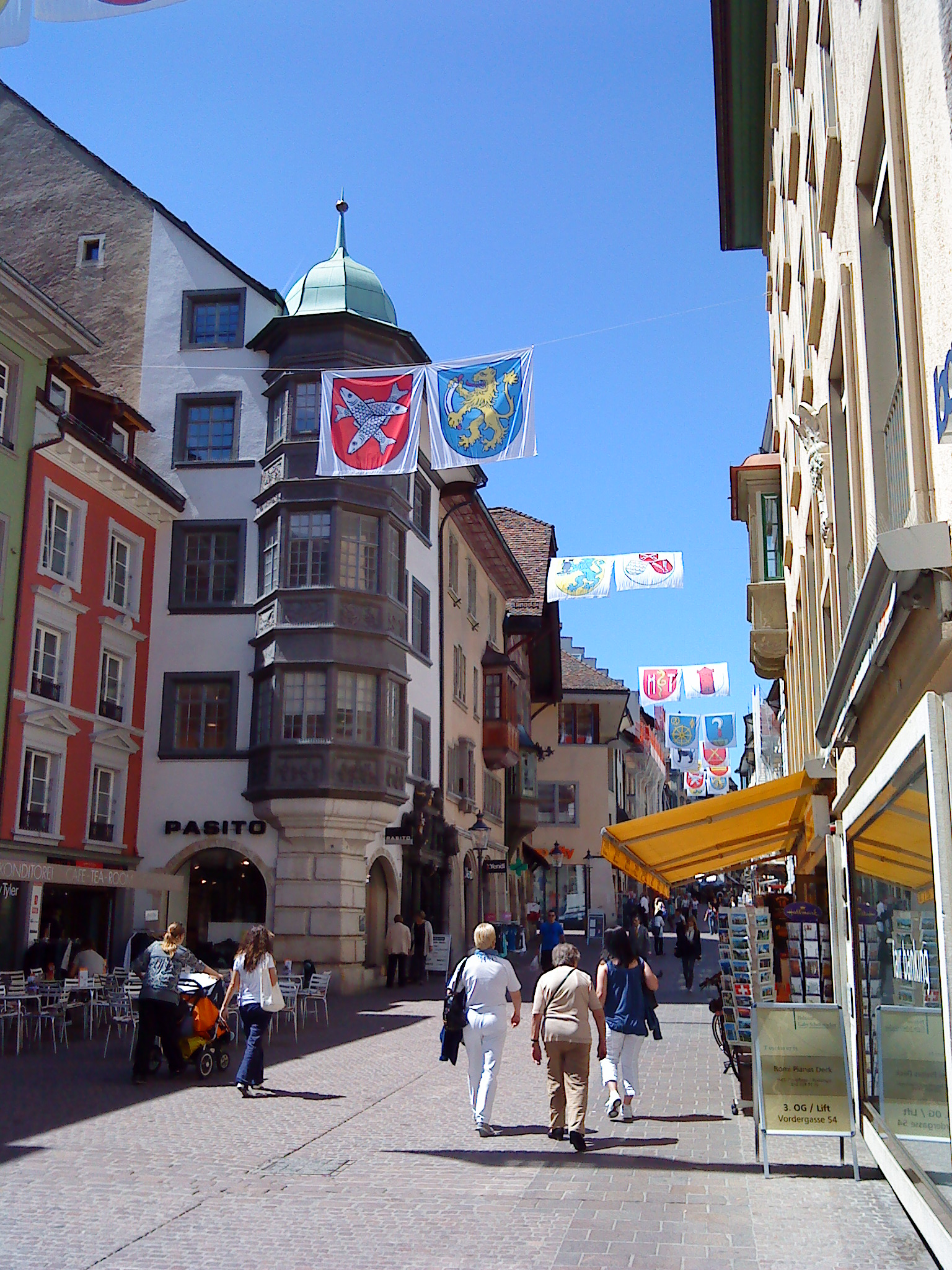
Die Vordergasse, festlich geschmückt mit den Wappen der 12 Schaffhauser Zünfte und Gesellschaften.

Am 1. Juli 1411 gewährte Friedrich IV. von Österreich den Schaffhauser Handwerkern und Händlern das Recht, Zünfte zu bilden. Die Schaffhauser Zünfte bestimmten von nun an für über 400 Jahre über Handel und Politik der Stadt. Es bestanden 10 Handwerkerzünfte (Zunft zun Fischern, Zunft zun Gerbern, Zunft zun Schuhmachern, Zunft zun Schneidern, Zunft zun Schmieden, Zunft zun Becken, Zunft zun Rebleuten, Zunft zum Rüden, Zunft zun Metzgern, Zunft zun Webern). Daneben formierten sich zusätzlich die beiden Gesellschaften zun Herren (der Patrizierfamilien) sowie zun Kaufleuten.

#### Der Weg in die Eidgenossenschaft
1415 wurde Herzog Friedrich beim Konzil von Konstanz geächtet. Er hatte dem unrechtmässigen Papst Johannes XXIII. zur Flucht verholfen. Der römisch-deutsche König Sigismund machte Schaffhausen wieder zur Reichsstadt und stellte sie 1418 unter den Schutz der Städte Bern, Zürich und Solothurn. Dieser Schritt war eine wichtige Annäherung an die Eidgenossenschaft. Während des Alten Zürichkrieges kühlte das Verhältnis zur Eidgenossenschaft ab, und Schaffhausen orientierte sich nach Norden. Es schloss sich 1445 dem Schwäbischen Städtebund an.
Herzog Albrecht von Österreich verhängte gegen die Eidgenossen eine Blockade. Um dieser Nachdruck zu verleihen, beauftragte er Alwig X. von Sulz, keine Handelswaren mehr durch sein Gebiet passieren zu lassen. 1449 eskalierte der Streit durch die Beschlagnahmung kostbarer Tücher aus Ulm. Süddeutsche Städte forderten Schaffhausen auf, diesem Treiben Einhalt zu gebieten. Am 23. September 1449 stürmten die Schaffhauser die Burg Balm. Herzog Albrecht von Habsburg, Schutzherr der Grafen von Sulz, beschwerte sich bei König Friedrich III. in Wien. Dieser warf Schaffhausen in die Reichsacht. Jedermann im Reich durfte nun ungestraft gegen Schaffhausen vorgehen. Die süddeutschen Städte mussten sich verpflichten, Schaffhausen nicht mehr beizustehen. Ausserdem musste Schaffhausen eine hohe Wiedergutmachung bezahlen. Diese Summe wollten die Schaffhauser nicht selbst aufbringen und forderten ihre Partner im Schwäbischen Städtebund auf, sich an der Busse zu beteiligen. Da der Schwäbische Städtebund nicht zu einer Zahlung bereit war, stellte Schaffhausen seine Beitragszahlungen ein. Dadurch isolierte sich Schaffhausen stark. Diese Isolation wollten die Habsburger nutzen, um Schaffhausen wieder unter ihre Herrschaft zu bekommen. In seiner Not forderte der Schaffhauser Rat per Boten Unterstützung bei den befreundeten schwäbischen Städten und bei den Eidgenossen an. Da Schaffhausen faktisch aus dem Schwäbischen Bund ausgetreten war, entsandte dieser nur 20 Soldaten. Die Eidgenossen schickten (vermutlich) ein Hilfskontingent von einigen hundert Soldaten. In der Folge kam es am 1. Juni 1454 zu einem ersten offiziellen Bündnis zwischen Schaffhausen und den eidgenössischen Orten Zürich, Bern, Luzern, Zug, Glarus und Schwyz. Eine städtische Übermacht befürchtend beteiligten sich Uri und Unterwalden nicht daran. Das Bündnis wurde auf 25 Jahre geschlossen und war der erste Schritt zum ewigen Bund. Aus Angst vor den eidgenössischen Truppen zogen die Habsburger aus der Gegend um Schaffhausen ab.
Mit Unterstützung der Eidgenossen eroberte Schaffhausen 1455 einen Teil des Reiats und nahm Graf Ulrich von Stoffeln die Herrschaft über Thayngen weg. 1457 kaufte sich das Städtchen Stein am Rhein von den Herren von Klingenberg frei und schloss 1459 ein Bündnis mit Zürich und Schaffhausen. An der Seite der Eidgenossen halfen die Schaffhauser bei der Eroberung des Thurgaus mit. Schaffhausen entsandte 106 Soldaten zur Unterstützung der Eidgenossen zur Schlacht bei Grandson gegen den burgundischen Herzog Karl den Kühnen. Eine Teilnahme an der Schlacht bei Murten ist nicht verbürgt.
1479 wurde das Bündnis mit den Eidgenossen für weitere 25 Jahre verlängert, diesmal auch mit Uri und Unterwalden. Obwohl die Schaffhauser vom römisch-deutschen König und späteren Kaiser Maximilian I. während des Schwabenkrieges aufgefordert wurden, mit ihm gegen die Eidgenossen zu kämpfen, hielt sich Schaffhausen an das Bündnis. Schaffhausen war ein wichtiger Stützpunkt der Eidgenossen im Norden. Ein starkes Kontingent eidgenössischer Soldaten schützte Schaffhausen während des Schwabenkrieges vor Angriffen. Trotz mehreren erfolgreicher Eroberungs- und Plünderungszügen eidgenössischer Kontingente in den Klettgau, den Hegau und den Sundgau konnten durch den Schwabenkrieg keine grösseren Gebietsgewinne realisiert werden. Schaffhausen versuchte zwar mehrfach zusammen mit Zürich und Solothurn, die anderen Eidgenossen zur längerfristigen Besetzung und Sicherung der eroberten Gebiete zu bewegen. Das Misstrauen zwischen den Land- und den Stadtkantonen verhinderte aber jeden langfristigen Gebietserwerb. Die Grausamkeit der Kriegführung entfremdete zudem die Bevölkerung in den Grenzgebieten der Eidgenossenschaft, so dass mit der Unterstützung einer Annexion durch die lokale Bevölkerung nicht mehr zu rechnen war. Trotz der von ihm verlorenen Schlacht bei Dornach forderte König Maximilian I. bei den Friedensverhandlungen 1499 die Auflösung des Bundes mit der Eidgenossenschaft. Der Schaffhauser Bürgermeister Konrad Barter drängte darauf, dass Schaffhausen nun mit der Eidgenossenschaft ein ewiges Bündnis eingehen solle.
Am 10. August 1501 wurde der Stadtstaat Schaffhausen als zwölfter Ort vollwertiges Mitglied im Bund der Eidgenossen. 1513 trat noch Appenzell der Eidgenossenschaft bei. Diese Dreizehn Alten Orte bildeten bis 1798 (Beginn der Helvetik) die Alte Eidgenossenschaft.

### 16. bis 18. Jahrhundert

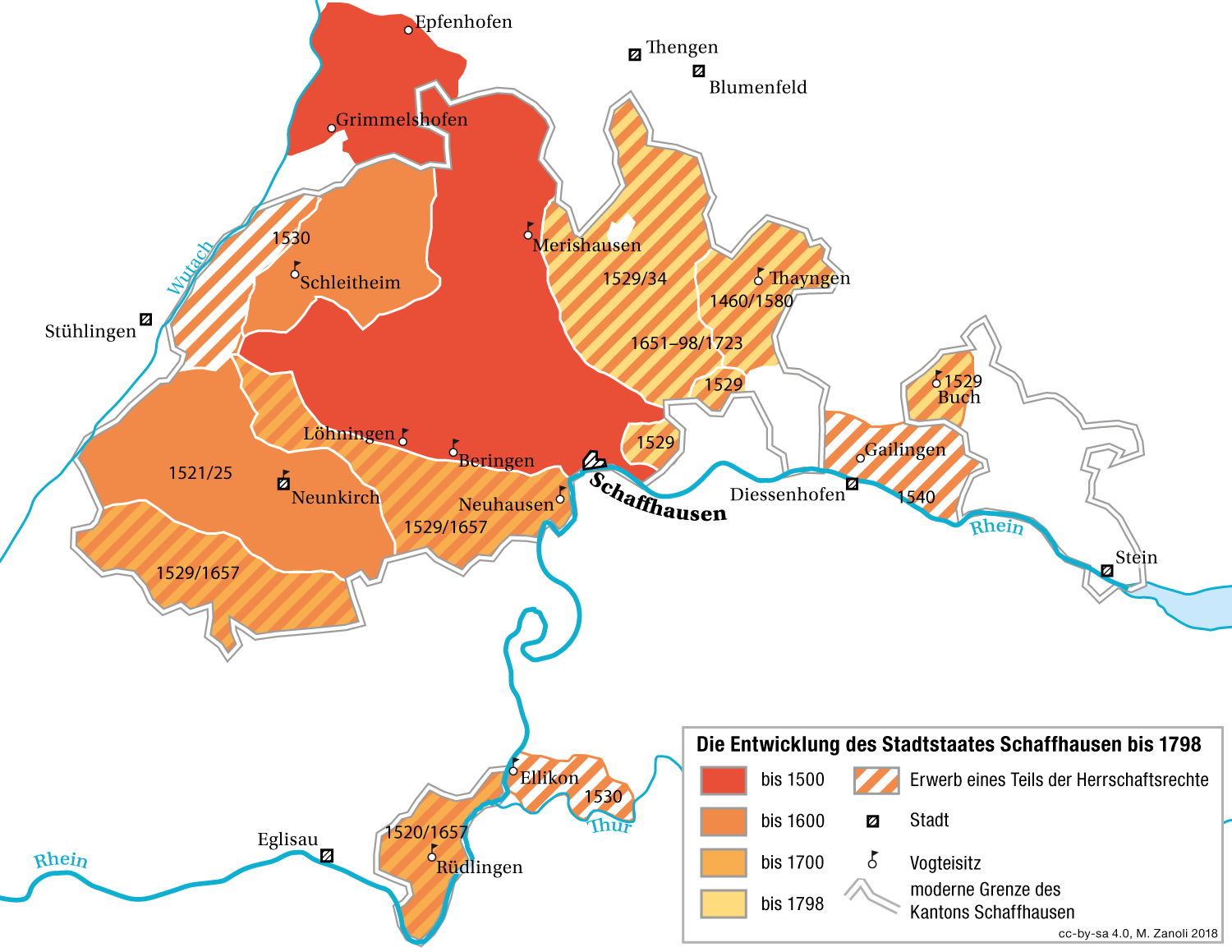
Entwicklung des Stadtstaates Schaffhausen bis 1798

1522 hatte der Stadtstaat Schaffhausen die Gelegenheit, sein Territorium Richtung Norden zu erweitern. Die Grafen von Tengen waren in Schulden geraten und boten ihre Herrschaft für den geringen Betrag von 8310 Gulden (umgerechnet 1985 ca. CHF 100 000) samt der hohen Gerichtsbarkeit und der niederen Gerichtsbarkeit der Obrigkeit von Schaffhausen zum Kauf an. Das Gebiet reichte von der Durach bei Merishausen über Kommingen bis an die Aitrach, einen Nebenfluss der Donau. Die Räte lehnten das Angebot ab, da Graf Christoph von Tengen bei der Stadt Schaffhausen noch 5000 Gulden schuldig war. Der Rat schickte 300 Mann in den Hegau, um den Bankrotteur gefangenzunehmen. Dieser wandte sich empört an den Kaiser Karl V. und verkaufte den aufstrebenden Habsburgern die Grafschaft für denselben Preis.
Das Kloster Allerheiligen wurde 1524 aufgehoben. Die Stadt Schaffhausen erwarb 1525 vom Bischof von Konstanz die Hoheitsrechte über Neunkirch, Oberhallau und Hallau. Pfarrer Sebastian Hofmeister verbreitete seit einigen Jahren die Idee der Reformation. Der Rat beschloss 1529 den Übertritt der Stadt zum neuen Bekenntnis. Nach erfolgter Reformation wurden auch das Barfüsserkloster sowie das Kloster Sankt Agnesen aufgehoben. In den Gebäuden des Klosters Sankt Agnesen wurde ein Spital untergebracht. Die Güter und Hoheitsrechte über etliche Dörfer um Schaffhausen gingen so auf eine juristisch nicht einwandfreie Art von den drei Stadtklöstern auf den Stadtstaat Schaffhausen über. Dieser konnte sein Territorium und seinen Einfluss entsprechend erweitern. Im selben Jahr erwarb die Stadt Schaffhausen vom Frauenkloster Paradies noch die niedere Gerichtsbarkeit über die Dörfer auf dem Reiat, 1521 bzw. 1534 die Niedervogteirechte über Herblingen und die Dörfer im unteren Reiat.
Im Jahr 1530 gingen Schleitheim und Beggingen im Tausch gegen Grafenhausen und Birkendorf von der Landgrafschaft Stühlingen an die Stadt Schaffhausen über.
In den Jahren 1563 bis 1585 wurde auf dem Emmersberg im Stil von Albrecht Dürers Rondellbefestigung die Festung Munot erbaut.
Die Stadtbefestigung wurde zwischen 1618 und 1648 zum Schutz vor bayerischen und schwedischen Truppen während des Dreissigjährigen Krieges weiter ausgebaut. Am 30. September 1633 zogen der General Johann von Aldringen und der Feldherr Gómez Suárez de Figueroa, duque de Feria nach der Belagerung von Konstanz in den Klettgau. Von Stühlingen aus bedrohten sie die Stadt Schaffhausen. Sie befehligten zusammen ein Heer von etwa 30'000 Mann. Nach Verhandlungen zogen sie am 8. Oktober nach Tiengen, das sie den Schweden abnahmen, und belagerten danach Rheinfelden.

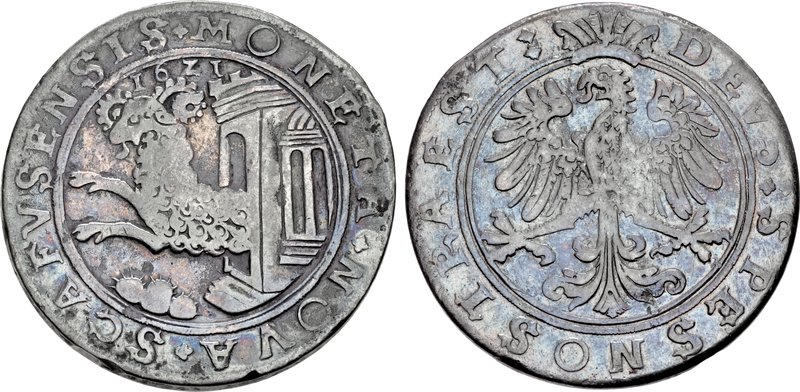
Bockstaler von 1621, Schaffhausen

Im 16. und 17. Jahrhundert wurden die Anhänger der Täuferbewegung auch im Stadtstaat Schaffhausen wegen ihres Glaubens verfolgt. Mit dem Schleitheimer Artikel entstand 1527 die erste ausformulierte Bekenntnisschrift der Täuferbewegung.
Die Pest erreichte 1629 ihren Höhepunkt. An ihr starben in diesem Jahr 2'595 Einwohner, dies entsprach ungefähr der Hälfte der Stadtbevölkerung.
1667 kaufte Schaffhausen vom Grafen von Sulz die hohe Gerichtsbarkeit und damit die Herrschaft über den nördlichen Teil der Landgrafschaft Klettgau. Die Stadt erhielt somit die Macht über die Dörfer Wilchingen, Osterfingen, Gächlingen, Trasadingen, Löhningen, Neuhausen am Rheinfall, Rüdlingen und Buchberg. Zu einem hohen Preis von 221 744 Gulden (1 Stadthaus kostete etwa 2000 Gulden) erwarb die Stadt Schaffhausen 1723 von der österreichischen Landgrafschaft Nellenburg die hohe Gerichtsbarkeit und somit die Landeshoheit über die Dörfer des Reiats, mit Ausnahme von Büsingen. Dieses sollte nie mehr zu Schaffhausen zurückkehren; hier liess Schaffhausen 1693 den österreichischen Lehnsherrn Eberhard Im Thurn nach Schaffhausen entführen und einsperren. Erst auf massiven Druck durch Österreich wurde er 1699 freigelassen. Diese politische Begebenheit aus der Geschichte Büsingens ist ein Grund, weshalb der Ort noch heute eine deutsche Exklave ist.
Im 16. und 17. Jahrhundert liess Schaffhausen Taler prägen, die Bockstaler oder Schaffhauser Taler genannt wurden. Die Taler zeigen auf der Vorderseite das Wappenbild von Schaffhausen mit einem aus einem Tor eines Turms springenden Widder, den der Volksmund Bock nannte. Auf der Rückseite ist der einfache oder doppelte Reichsadler zu sehen. Das Vorderseitenbild des Talers ist bereits im Motiv auf mittelalterlichen Brakteaten (Pfennigen) Schaffhausens vorhanden: ein Widder, der aus einem Turm springt.

#### Kriegswirren 1798 bis 1799

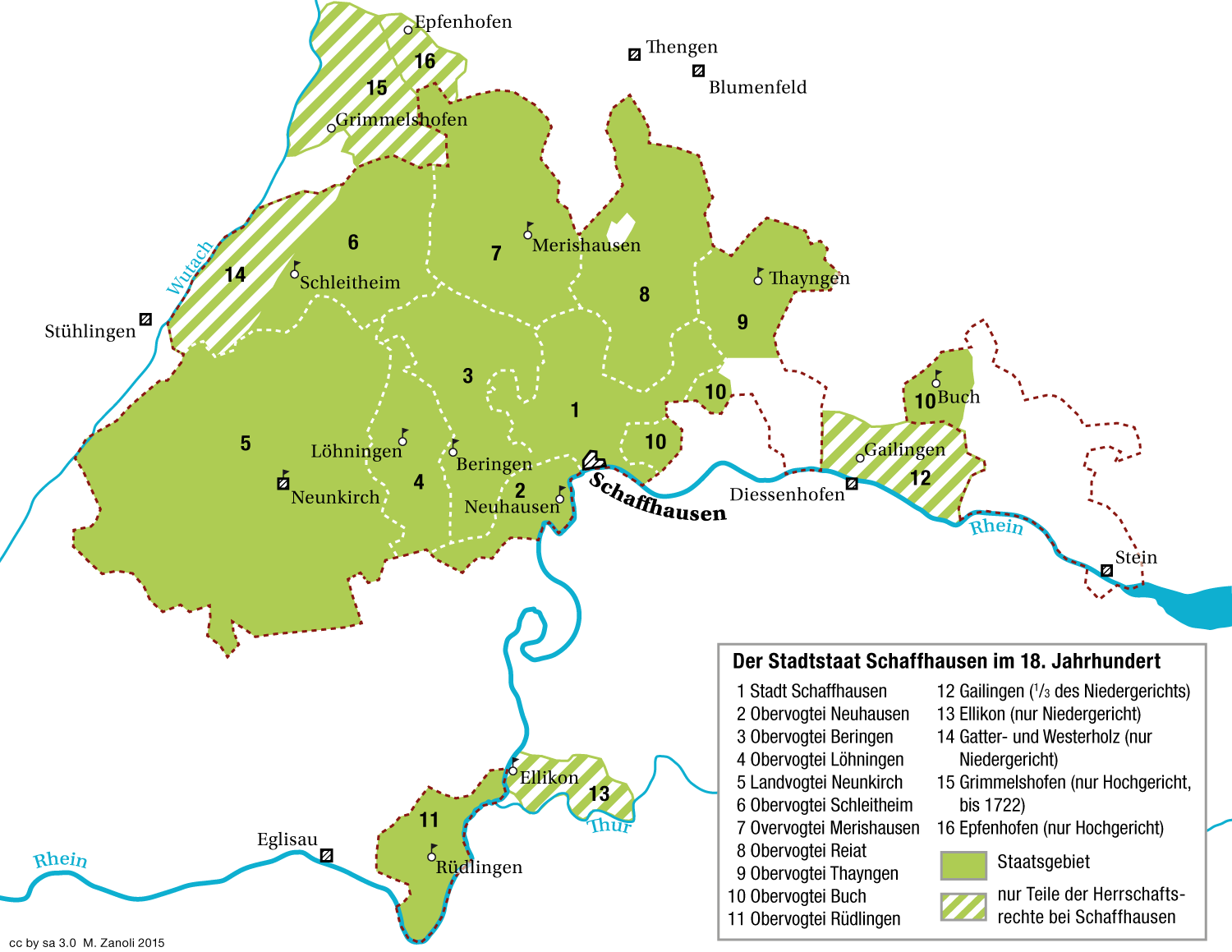
Karte der Verwaltung der Landschaft durch die Stadt Schaffhausen im 18. Jahrhundert

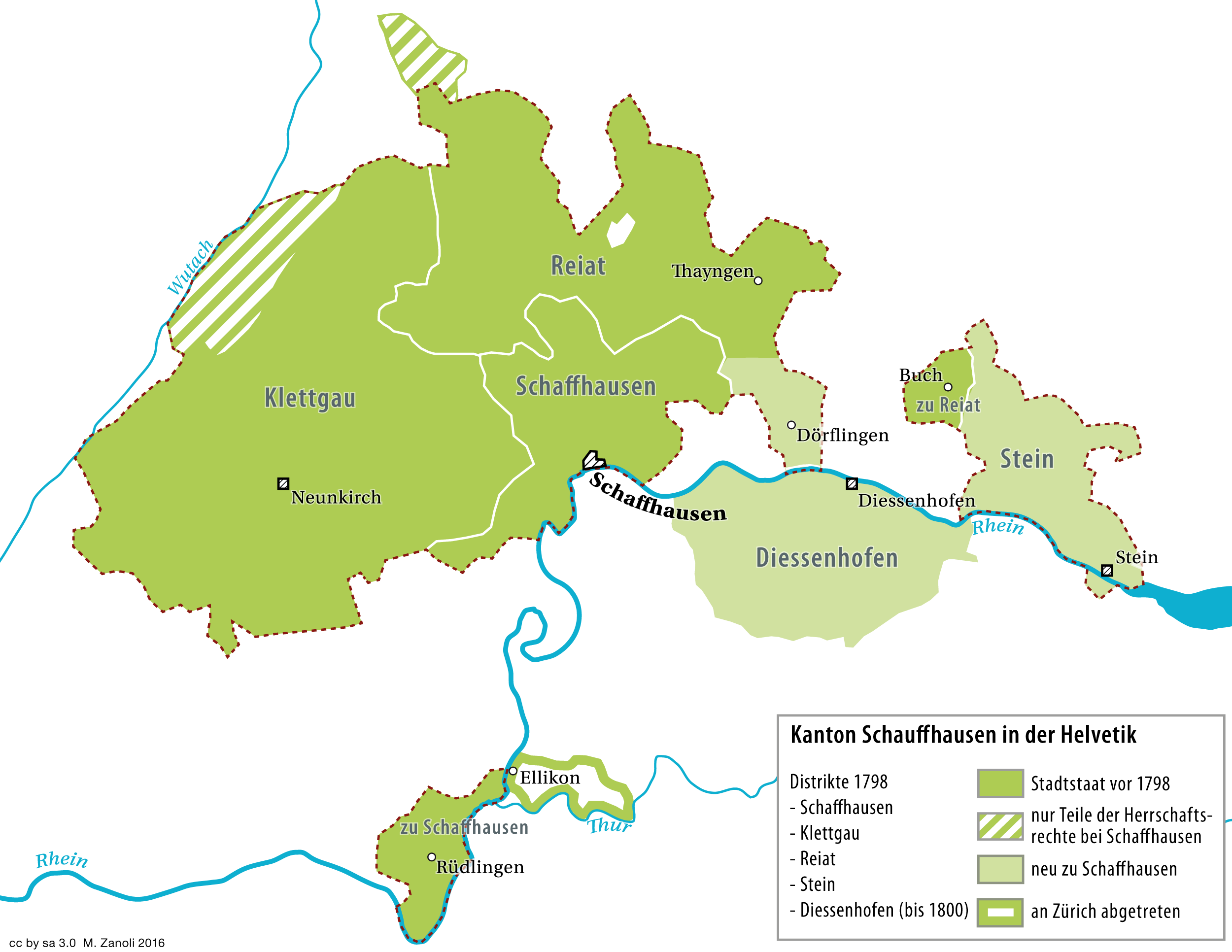
Der Kanton Schaffhausen in der Helvetischen Republik 1798–1803

Anfangs 1798 herrschte die Stadt über die zehn folgenden Vogteien auf dem Lande:
- Epfenhofen unterstand direkt der Stadt Schaffhausen
- Obervogtei Reiat
- Obervogtei Schleitheim
- Obervogtei Löhningen
- Obervogtei Beringen
- Obervogtei Merishausen
- Obervogtei Neuhausen am Rheinfall
- Obervogtei Neunkirch
- Obervogtei Buch
- Obervogtei Thayngen
- Obervogtei Rüdlingen-Buchberg

1798 marschierten französische Truppen während des Zweiten Napoleonischen Koalitionskrieges in Schaffhausen ein. Am 12. April 1798 wurde durch französischen Revolutionsexport auf dem Boden der Alten Eidgenossenschaft die Helvetische Republik als Tochterrepublik von Frankreich errichtet. Dies war der Untergang des Stadtstaats Schaffhausen und der Beginn des Kantons Schaffhausen. Im selben Jahr kämpften französische Truppen gegen Österreich und Russland.
Der durch die Helvetische Republik neugeordnete Kanton Schaffhausen bestand nun aus den Distrikten Schaffhausen, Klettgau, Reiat, Stein und Diessenhofen. Neu zum Kantonsgebiet kamen die vorher zu Zürich gehörenden Gebiete von Dörflingen und Stein am Rhein. Das Niedergericht über Ellikon ging an Zürich. Das Gebiet von Diessenhofen wurde von der ehemaligen Landvogtei Thurgau zu Schaffhausen umgeteilt, ging aber 1800 an den Kanton Thurgau.

#### Belagerung 1799, Mediationsverfassung und Reichsdeputationshauptschluss
Am 1. Oktober 1798 wurden die Stadt und der Munot von den Franzosen besetzt, nachdem bereits am 15. Juni Balthasar Alexis Henri Antoine von Schauenburg und Jean-Jacques Rapinat in der Stadt erschienen waren. Am 15. November 1798 erschien André Masséna und forderte Quartiere für die nach der Schlacht bei Ostrach und der Schlacht bei Stockach verwundeten Franzosen in der Stadt. General Jean-Baptiste Jourdan liess ein Munitionsdepot anlegen. Der Munot wurde mit Geschützen versehen.
Am 13. April 1799 positionierten General Maximilian Baillet von Latour und Major Michael von Kienmayer 6000 Mann bei Herblingen und Büsingen. Die Geschütze postierte man bei Buchthalen auf der Windegg. Nachdem die Aufforderung zur Übergabe von Stadt und Festung unbeantwortet geblieben war, wurde gegen 15 Uhr mit der Beschiessung begonnen. Die Besatzung des Munot erwiderte das Feuer, doch nach der Erstürmung der Stadt gegen 17 Uhr warfen sie die Geschütze in den Graben, wo sie die Österreicher in Besitz nahmen. Um eine Verfolgung zu vereiteln, setzten die Franzosen die Grubenmann-Brücke in Brand. Diese war 1758 nach Plänen des Appenzeller Baumeisters Hans Ulrich Grubenmann errichtet worden. Am 22. und 23. Mai 1799 überquerten etwa 25 000 österreichische Soldaten unter der Führung von Erzherzog Karl von Süddeutschland kommend auf zwei Behelfsbrücken im Schaaren den Rhein. Zuvor wurden über 1200 Einwohner der Region gezwungen, den Brückenkopf mit einem Rheinkastell im Schaarenwald, bestehend aus Wällen, Gräben und Verhauen, zu sichern. Im August wurden die Österreicher durch die verbündeten russischen Truppen unter dem Obristen Borodin abgelöst. Sie schlugen ihr Lager zwischen Büsingen und Gailingen auf. Nach der Zweiten Schlacht um Zürich zogen sie Ende Oktober ab, und die Österreicher nahmen ihre Stellungen ein.
Am 1. Mai 1800 überquerte der französische General Lecourbe mit 30'000 Soldaten bei Rheinklingen den Rhein. Am 2. Mai marschierte General Moreau mit 35'000 Soldaten in Schaffhausen ein. Bei einer heftigen Strassenschlacht wurde Schaffhausen wieder für Frankreich eingenommen. Die Stadt blieb nun für über ein Jahr besetzt. Napoleon Bonaparte widersetzte sich erfolgreich, und es kam am 19. Februar 1803 zum Abschluss der Mediationsverfassung. Doch erst mit der in Regensburg abgefassten Schlussakte des Reichsdeputationshauptschlusses wurden die Hoheitsrechte geklärt.
Das Städtchen Stein am Rhein und die Gemeinde Ramsen und Hemishofen wurden unter der französischen Besatzung dem jungen Kanton Schaffhausen zugeteilt. Bis anhin gehörten sie zu Zürich. Dies war die einzige territoriale Erweiterung des Kantons Schaffhausen. Die früheren Gebietserweiterungen erfolgten durch den Stadtstaat Schaffhausen. Dörflingen wurde mit Zürich gegen Ellikon am Rhein eingetauscht. Im selben Jahr wurde ebenfalls der Bezirk Diessenhofen dem Kanton Schaffhausen zugesprochen. Bereits 1800 wechselte dieser jedoch definitiv zum Kanton Thurgau.

### 19. bis 21. Jahrhundert

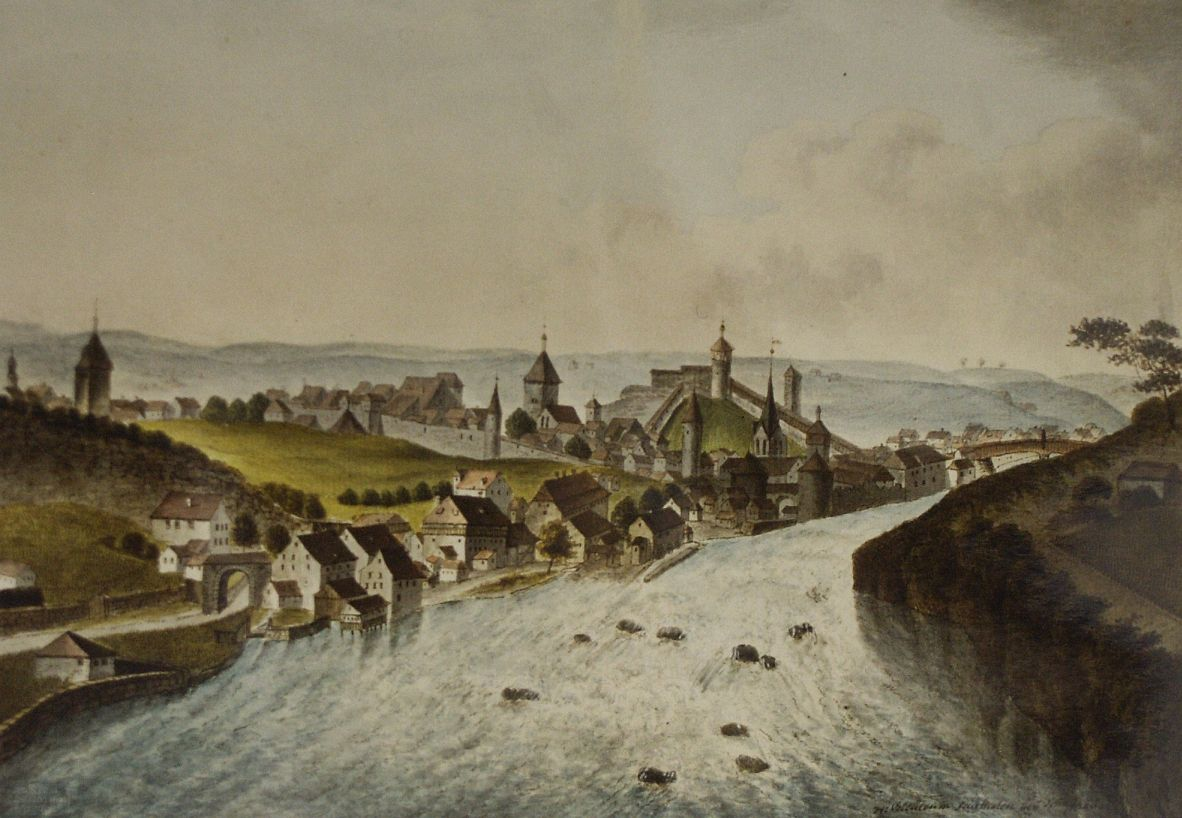
Schaffhausen um 1850

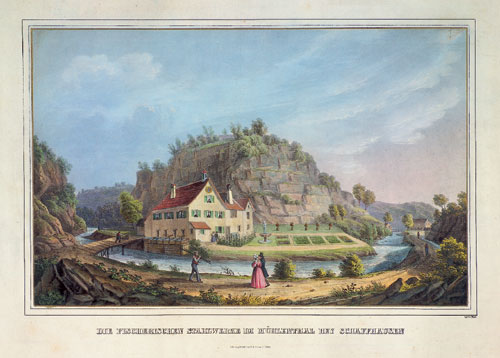
Die Fischerschen Stahlwerke im Mühlenthal um 1850

#### Untergang des Stadtstaats
Unzufriedene Bewohner aus dem Klettgau zogen 1831 bewaffnet vor die Tore der Hauptstadt. Der Stadtstaat brach endgültig auseinander, und die 12 Zünfte und Gesellschaften verloren ihre seit 1411 bestehende politische Vormachtstellung. Bei der Wahl der Ratsmitglieder durften die Zünfte ab 1847 gar nicht mehr mitentscheiden. 1855 trat im Kanton Schaffhausen das neue Gewerbegesetz in Kraft. Dieses beendete auch im wirtschaftlichen Bereich den Einfluss der Zünfte und ebnete den Weg für die Industrialisierung. Mit 48 Sitzen erhielten die Landgemeinden die Mehrheit im Grossen Rat. Die Stadt Schaffhausen durfte nur 30 Vertreter stellen. Die Landgemeinden erlangten ihre Selbständigkeit und konnten eigene Gemeinderäte bestellen.

Historisches Luftbild von Walter Mittelholzer von 1919

#### Industrialisierung
Im Jahre 1802 gründete Johann Conrad Fischer (1773–1854) im Mühlental bei Schaffhausen eine Giesserei. Aus ihr ging später die Georg Fischer AG hervor. Während der Jahre 1831 bis 1835 amtete Fischer als erster Stadtpräsident von Schaffhausen. Um 1850 entstanden in Schaffhausen und Neuhausen Firmen wie die IWC, die Alusuisse oder die SIG. Aus ihnen entwickelten sich im 20. Jahrhundert internationale Grossbetriebe. 1866 wurde der von Heinrich Moser geplante Moserdamm im Rhein fertiggestellt. Er war seinerzeit das grösste Wasserkraftwerk der Schweiz. Die mittels Drahtseiltransmission transportierte Energie war gleichsam der Schlüssel zur Industrialisierung der Region Schaffhausen. 1963 wurde der Moserdamm durch das heutige Kraftwerk ersetzt. 1885 wurde die Hochdruckwasserversorgung in Betrieb genommen. Dadurch wurde erst eine systematische Überbauung der erhöhten städtischen Aussenquartiere möglich.

#### Anschluss an das Eisenbahnnetz
Die erste Eisenbahnverbindung erhielt Schaffhausen im Jahre 1857 mit der Rheinfallbahn nach Winterthur. Im selben Jahr wurde auch der Bahnhof Schaffhausen eröffnet. Das heutige Bahnhofsgebäude wurde jedoch erst 1869 gebaut. 1866 wurde die Hochrheinbahn zwischen Waldshut und Konstanz fertiggestellt. Somit erhielt Schaffhausen Anschluss an das Netz der Badischen Bahn. 1895 folgte die Seelinie nach Stein am Rhein und Kreuzlingen. Die Linie via Eglisau nach Zürich wurde schliesslich 1897 eingeweiht.

#### Erster Weltkrieg
Während des Ersten Weltkriegs wurden die Grenzen des Kantons Schaffhausen zu Deutschland durch Soldaten der Schweizer Armee scharf bewacht; diese Aktion war die Grenzbesetzung von 1914 bis 1917.

#### Bombardierung Schaffhausens im Zweiten Weltkrieg

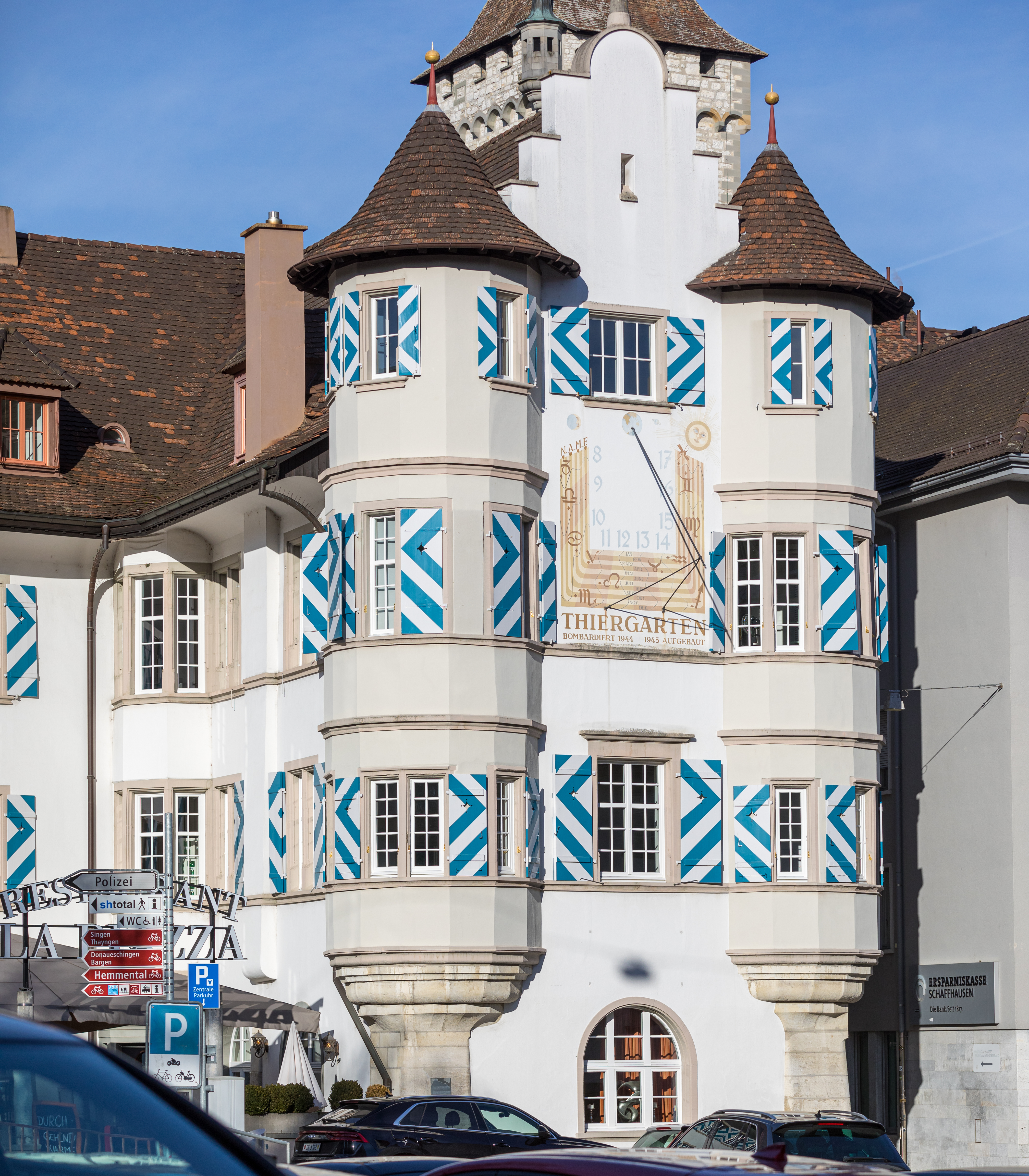
Thiergarten: Bombardiert 1944 - 1945 Aufgebaut

Im Zweiten Weltkrieg wurde die Stadt am 1. April 1944 um 10.55 Uhr durch einen Navigationsfehler zum Ziel eines Luftangriffs einer Bomberstaffel der 8th US Army Air Forces (USAAF). Insgesamt 47 Flugzeuge des Typs B-24 „Liberator“ warfen 378 Spreng- und Brandbomben auf die Stadt. Dabei kamen 40 Menschen (29 Männer, 9 Frauen, 2 Kinder) ums Leben. 271 Personen wurden zum Teil schwerverletzt und 465 obdachlos. Die Verstorbenen ruhen im Waldfriedhof Schaffhausen in einer Gemeinschaftsgrabstätte. Über tausend Arbeiter verloren durch die Zerstörung von Fabriken ihren Arbeitsplatz. Das Naturhistorische Museum auf dem Herrenacker wurde fast vollständig zerstört. Auch das Museum zu Allerheiligen wurde bombardiert. Dabei wurde fast das gesamte Werk des Schaffhauser Renaissance-Künstlers Tobias Stimmer zerstört. Der damalige US-amerikanische Präsident, Franklin D. Roosevelt, entschuldigte sich bei der Bevölkerung von Schaffhausen, und die Vereinigten Staaten leisteten zunächst 4 Millionen Dollar an Wiedergutmachung.
Lange Zeit hielt sich die These, der Bombenangriff wäre als gezielter „Vergeltungsschlag“ oder „Denkzettel“ an die Schaffhauser Industrie gedacht gewesen, die das Deutsche Reich mit Rüstungsgütern belieferte. Die mittlerweile zugänglichen Akten in den amerikanischen und britischen Archiven zeigen jedoch unzweifelhaft, dass es sich bei der Bombardierung um einen Irrtum handelte. Eigentliches Angriffsziel waren die Werke der IG Farben (heute BASF) im 200 km nördlich gelegenen Ludwigshafen am Rhein. In Folge des sehr schlechten Wetters über dem Ärmelkanal, Frankreich und Süddeutschland kamen die unerfahrenen Piloten vom Kurs ab und verloren die Orientierung; ein Rückenwind von ca. 100 Kilometern pro Stunde führte zur Abweichung.
Jeweils am 1. April läuten in Schaffhausen die Glocken zum Gedenken an diesen verhängnisvollen Angriff. Es handelt sich um die bis heute schwerste Bombardierung einer Schweizer Stadt. Auch später gab es bei alliierten Bombenabwürfen auf die Schweiz weitere Opfer, wie z. B. in Stein am Rhein, wo am 22. Februar 1945 neun Menschen ums Leben kamen.
Hatten die Amerikaner 1944 noch 4 Millionen Dollar an Entschädigung bezahlt, so erhielt die Schweiz von den USA am 21. Oktober 1949 einen abschliessenden zusätzlichen Betrag von 62'176'433,06 Schweizer Franken (14'392'692,82 $) für die gesamten durch die USA verursachten Sach- und Personenschäden in der Schweiz.
Allgemein fühlte man sich in der Grenzregion Schaffhausen während des Zweiten Weltkrieges latent bedroht – speziell im Frühjahr 1940 im Vorfeld des deutschen Westfeldzuges, als eine Invasion in der Schweiz fast stündlich erwartet wurde.

#### Grosse Infrastrukturbauten

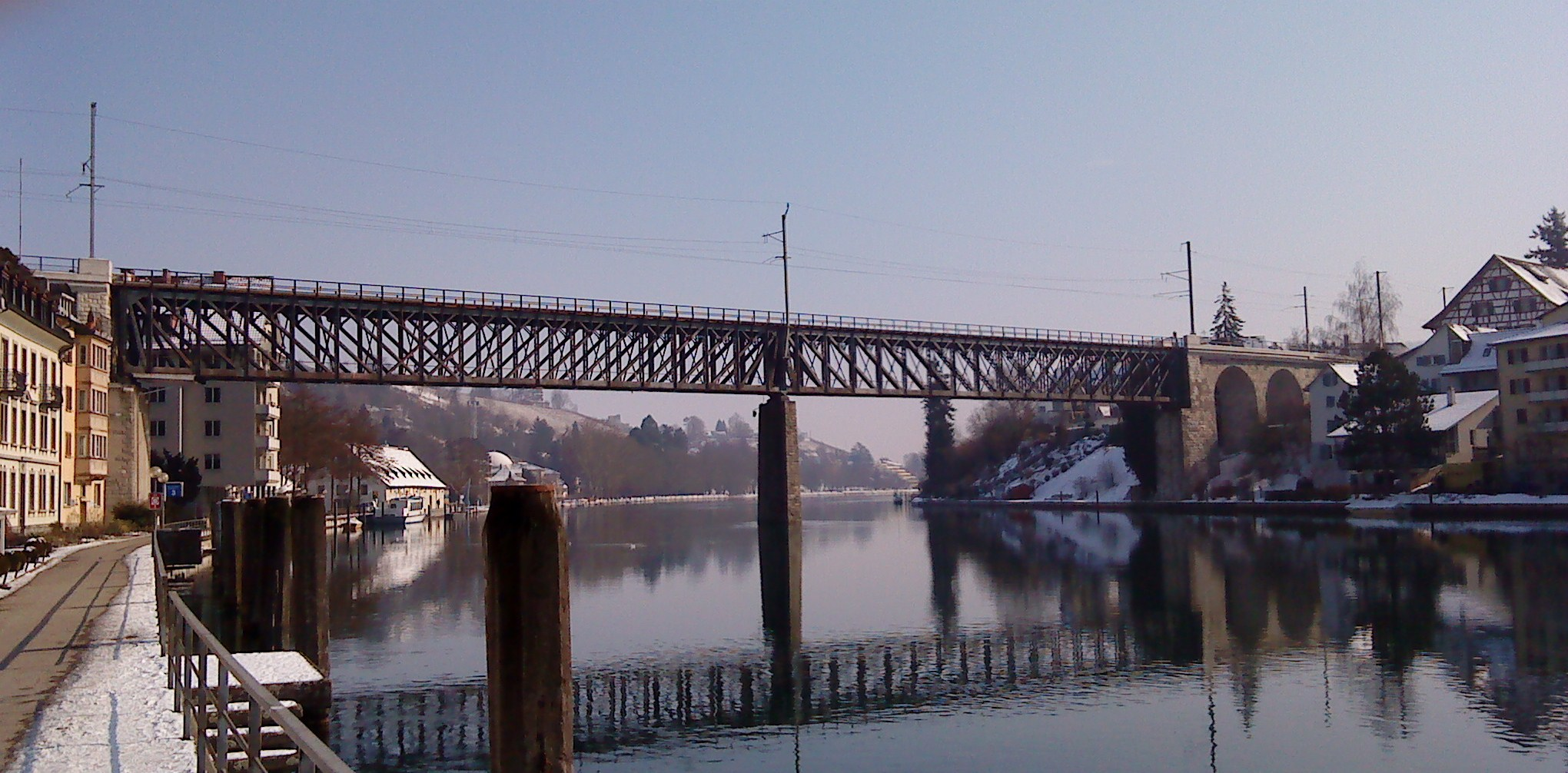
Eisenbahnbrücke über den Rhein

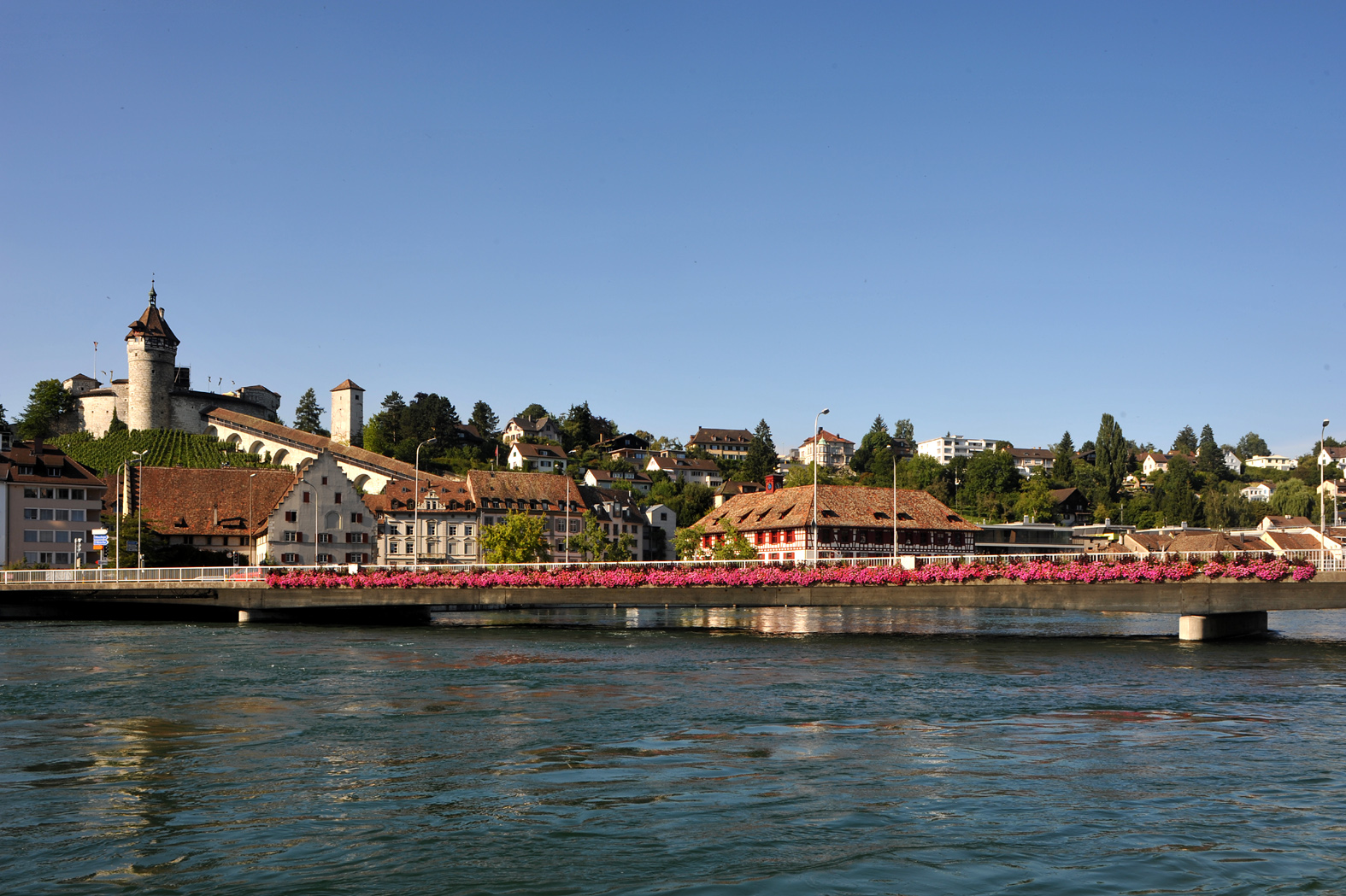
Strassenbrücke über den Rhein nach Feuerthalen und Munot

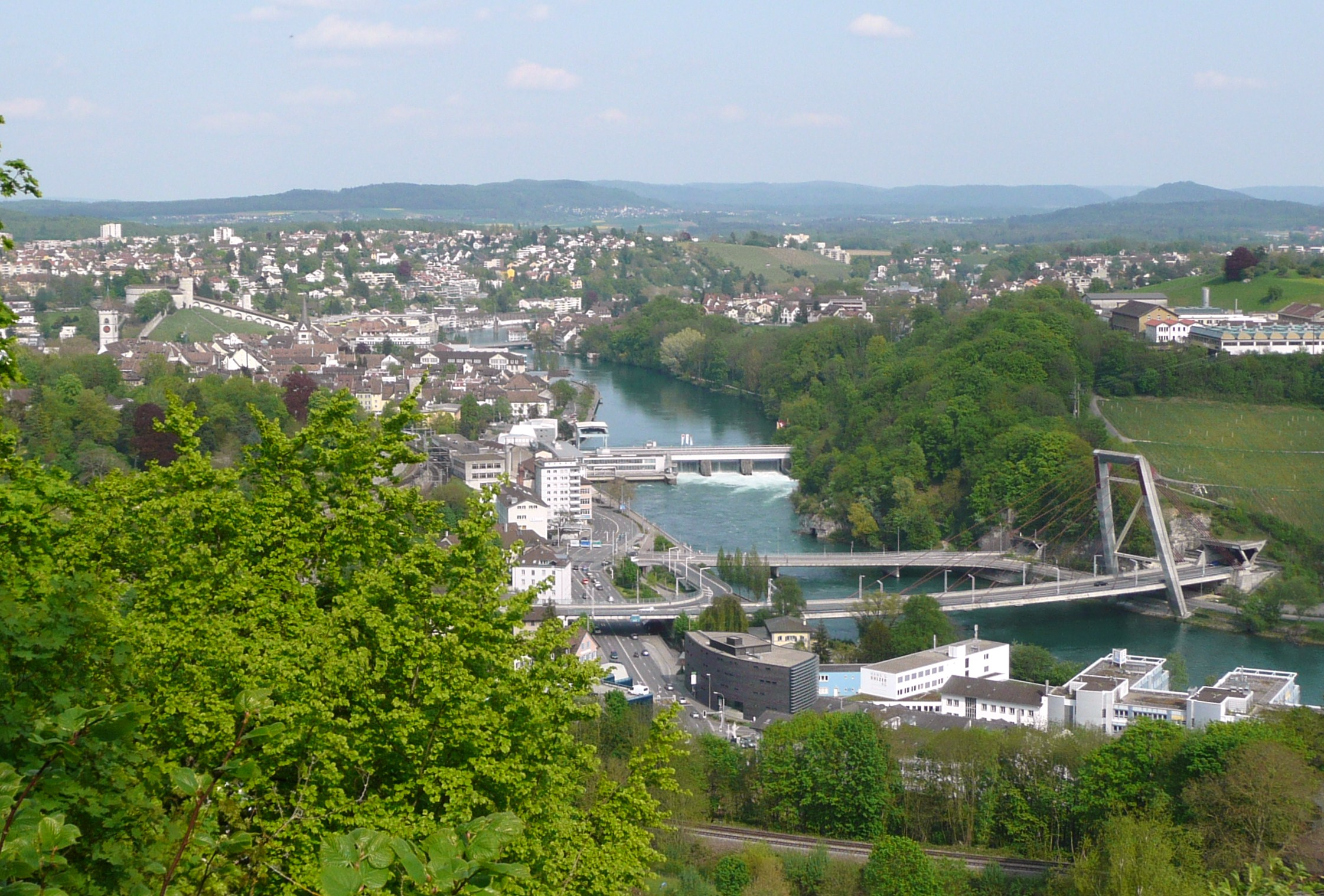
Stadt Schaffhausen mit dem Kraftwerk Schaffhausen und der Schrägseilbrücke A4

Der grosse industrielle Aufschwung nach dem Zweiten Weltkrieg führte in Schaffhausen zu einem Mangel an Industrieflächen. In den Jahren 1966 bis 1974 wurde das Industriegebiet Herblingertal erschlossen. Beinahe drei Millionen Kubikmeter Erdreich musste abgetragen werden. Zur selben Zeit wurden in Schaffhausen das neue Rheinkraftwerk als Ersatz des fast hundertjährigen Moser-Damms, die Rheinuferstrasse sowie die neue Rheinbrücke gebaut. Ein Teil des Erdreichs wurde für diese Bauwerke verwendet. Die Staustrecke des Kraftwerks musste ebenfalls neugestaltet werden. Die Rheinpromenade Lindli vom Güterhof über den Salzstadel bis nach Büsingen wurde mit aufgeschüttetem Material aus dem Herblingertal dem Rhein abgerungen.
Zur Entlastung der Stadt vom starken Durchgangsverkehr wurde 1996 die Stadtumfahrung A4 eröffnet.

#### Eingemeindungen

##### Eingemeindung von Buchthalen

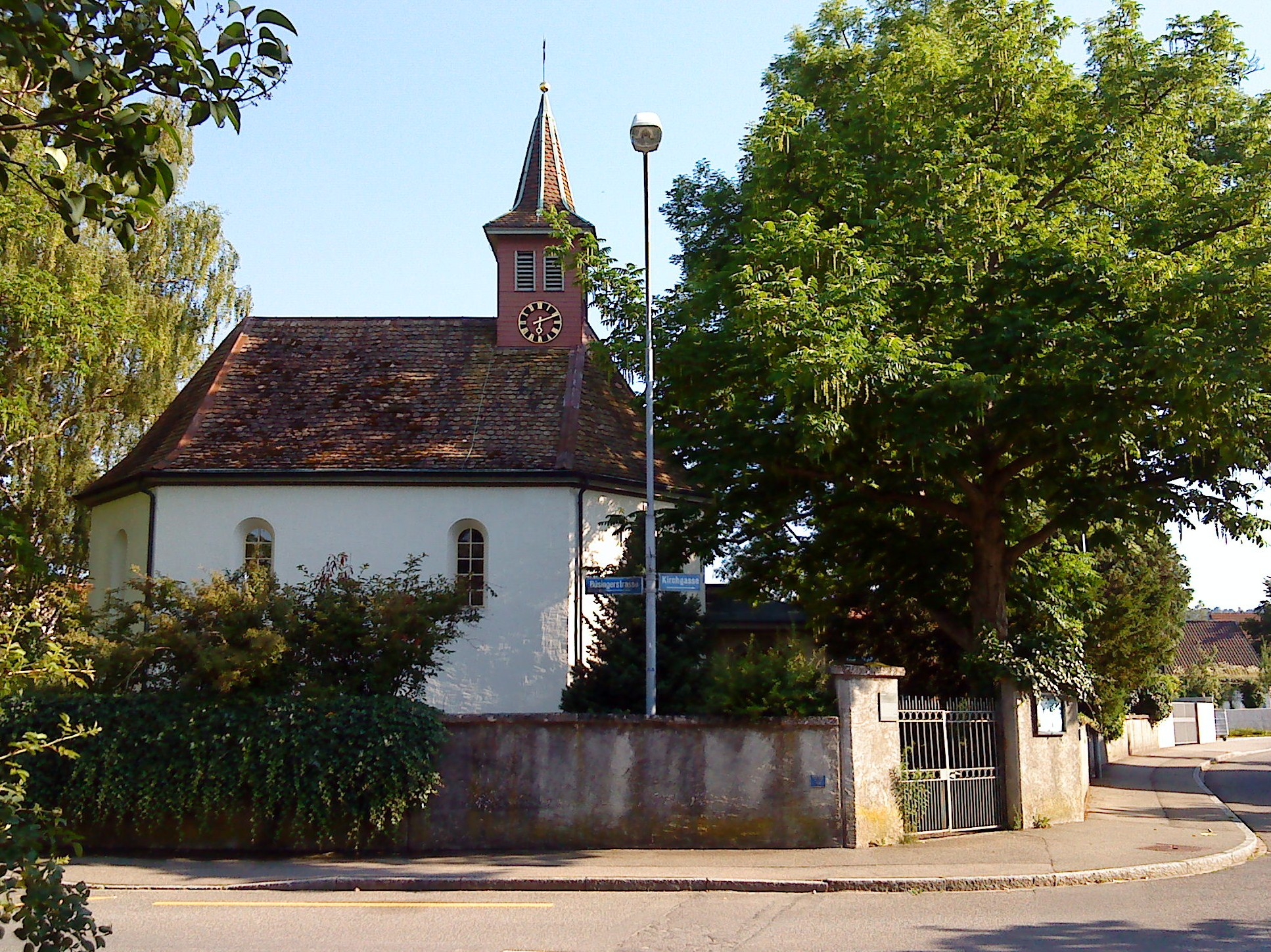
Reformierte Kirche in Buchthalen

Buchthalen war bis Ende 1946 eine selbständige politische Gemeinde. Die wirtschaftlichen Verhältnisse zwangen das ehemalige Bauern- und Winzerdorf im Osten der Stadt zur Aufgabe der Selbständigkeit. Heute ist Buchthalen ein beliebtes Wohnquartier von Schaffhausen.

##### Eingemeindung von Herblingen

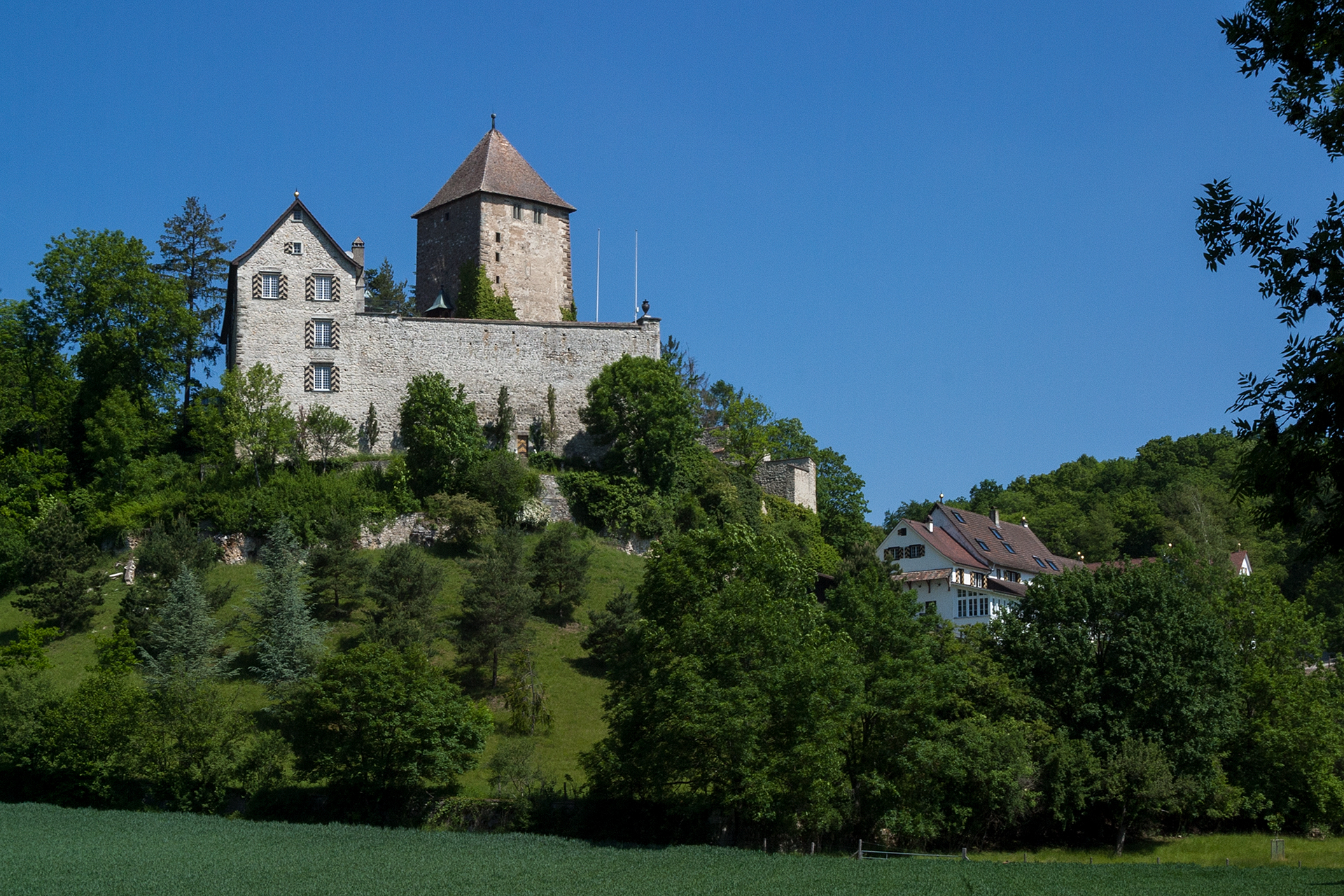
Schloss Herblingen

1949 lehnte der Kantonsrat eine erste Eingemeindungsinitiative des Dorfes Herblingen, im Nordosten der Stadt Schaffhausen gelegen, ab. Ein weiterer Versuch fand 1963 eine zustimmende Mehrheit im Kanton und im Dorf. Herblingen wurde per 1. Januar 1964 ein Stadtquartier von Schaffhausen. Es zählte 1987 Einwohner. Der zu Herblingen gehörende Weiler Gennersbrunn kam ebenfalls zur Stadt Schaffhausen. Durch die Arrondierung des Herblingertals zur Industriezone in den 1960er Jahren erlebte Herblingen eine rasche Entwicklung. 1979 wurden auf der grünen Wiese zwei Einkaufszentren erbaut, die 2001 zum Herblinger Markt erweitert wurden. 2008 zählte das Quartier 5000 Einwohner.

##### Fusion mit Hemmental
Am 23. Februar 2007 beschloss die Gemeindeversammlung der nördlich von Schaffhausen gelegenen Gemeinde Hemmental, mit der Stadt Fusionsverhandlungen aufzunehmen. Eine Kommission „Hemmental – Wie weiter?“ der Gemeinde erstellte in Zusammenarbeit mit der Stadt einen Vertragsentwurf, der am 21. September 2007 publiziert wurde.
Nachdem der grosse Stadtrat (Stadtparlament) im März 2008 mit grossem Mehr den Zusammenschlussvertrag angenommen hatte, kam am 26. März 2008 die Gemeindeversammlung von Hemmental zusammen (313 Stimmberechtigte und somit über 80 % Stimmbeteiligung). Die Abstimmung ergab einen hauchdünnen Vorsprung für die Annahme des Vertrages (158 Ja zu 153 Nein). Am 27. April 2008 schliesslich stimmten die Bürger Hemmentals sowie diejenigen der Stadt Schaffhausen jeweils an der Urne dem Fusionsvertrag zu, der die beiden Gemeinden zu einer einzigen Gemeinde unter dem Namen Schaffhausen zusammenschliessen sollte. In Hemmental fiel die Entscheidung erwartungsgemäss mit 187 Ja- gegen 184 Nein-Stimmen (bei einem absoluten Mehr von 186 Stimmen und einer Stimmbeteiligung von 95,7 %) äusserst knapp aus. In der Stadt Schaffhausen gab es mit 7 444 Ja gegen 3 599 Nein ein klares Resultat.
Nachdem am 2. Juni 2008 auch der Kantonsrat (Kantonsparlament) des Kantons Schaffhausen den Fusionsvertrag mit 69 zu 1 genehmigte, wurde Hemmental am 1. Januar 2009 in die Stadt Schaffhausen eingemeindet.
2015 wurde Schaffhausen der Ehrentitel „Reformationsstadt Europas“ durch die Gemeinschaft Evangelischer Kirchen in Europa verliehen.

## Sehenswürdigkeiten

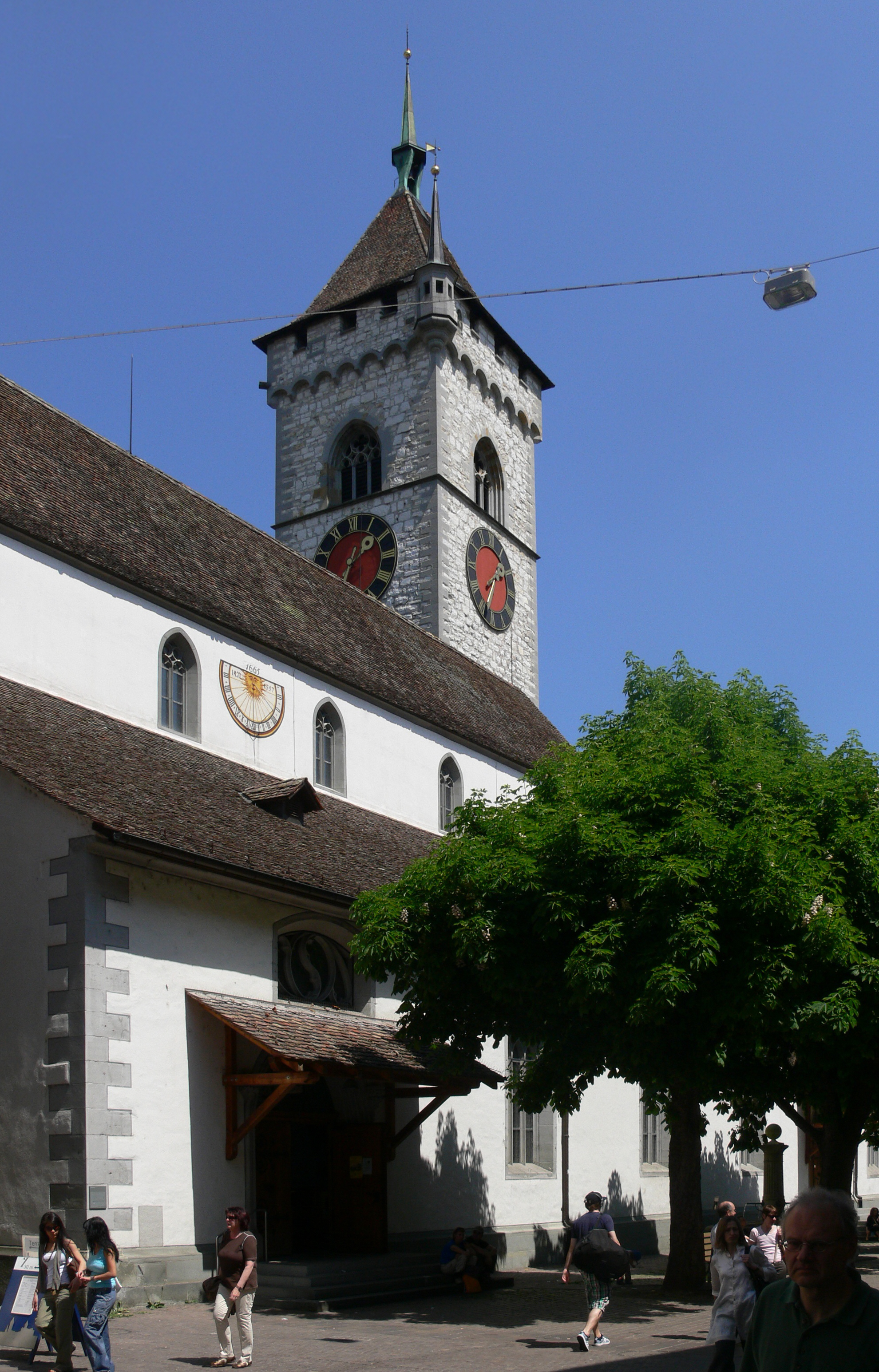
Kirche St. Johann

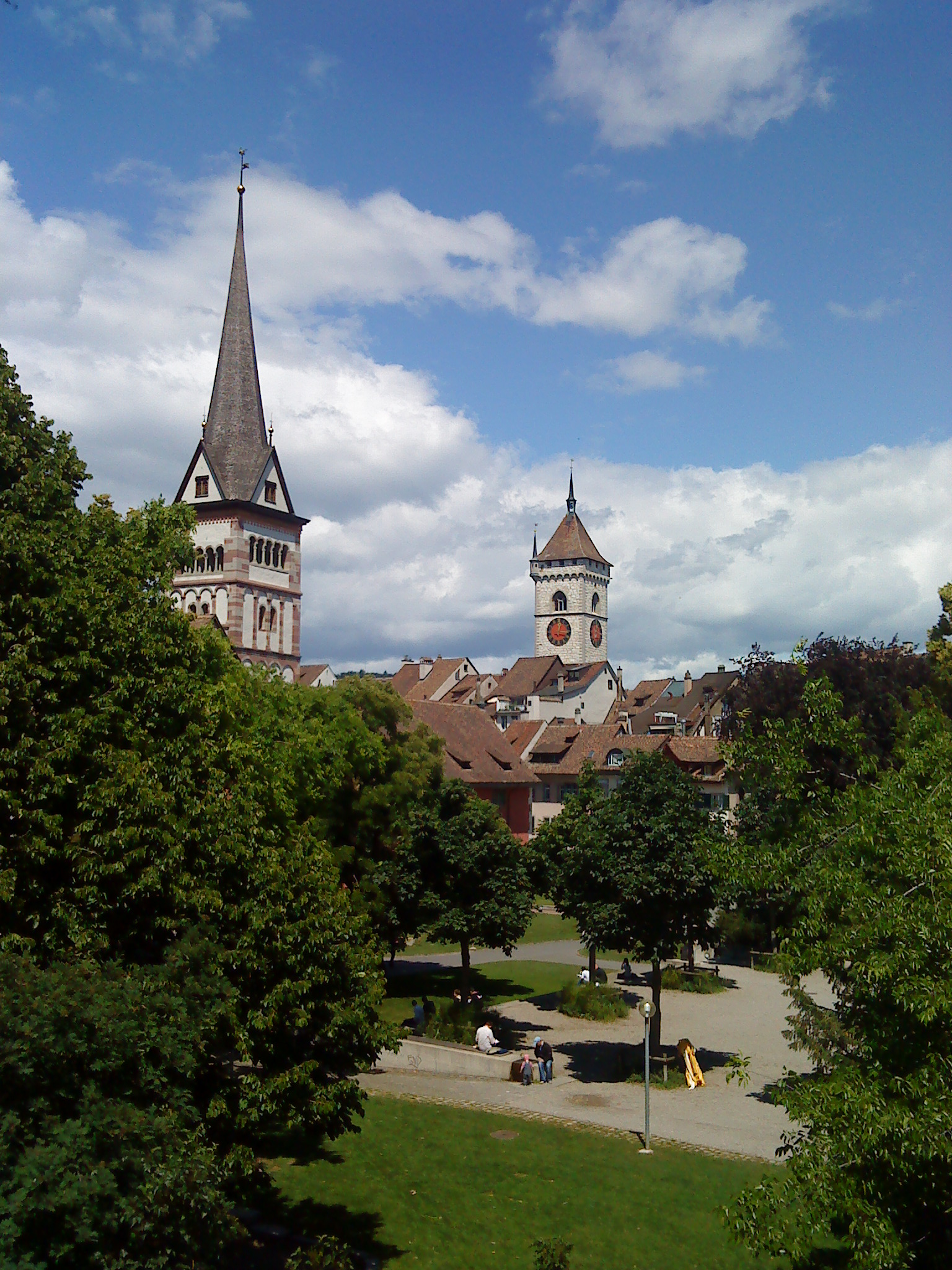
Münster- und St. Johannturm mit Mosergarten im Vordergrund.

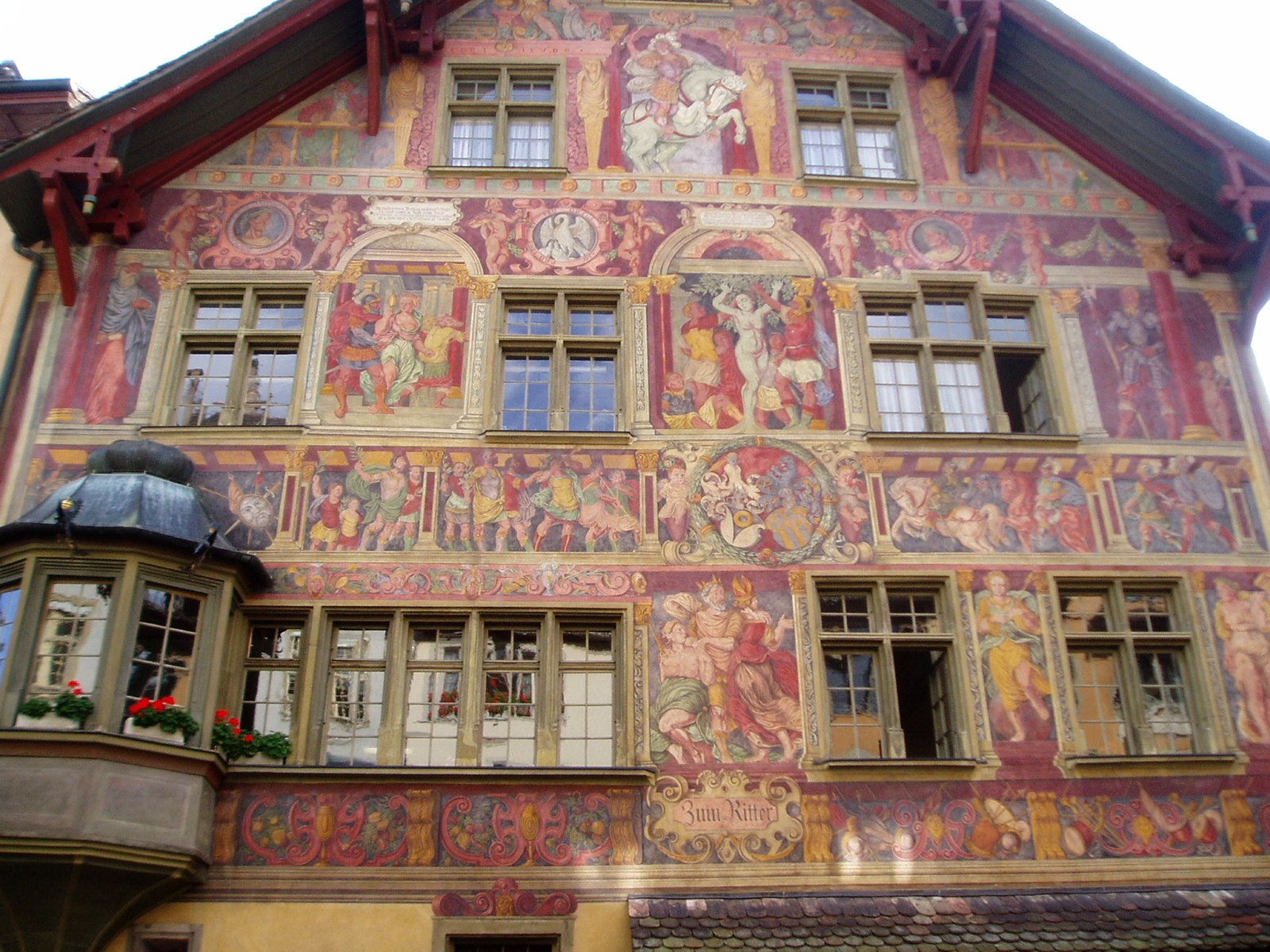
Haus zum Ritter

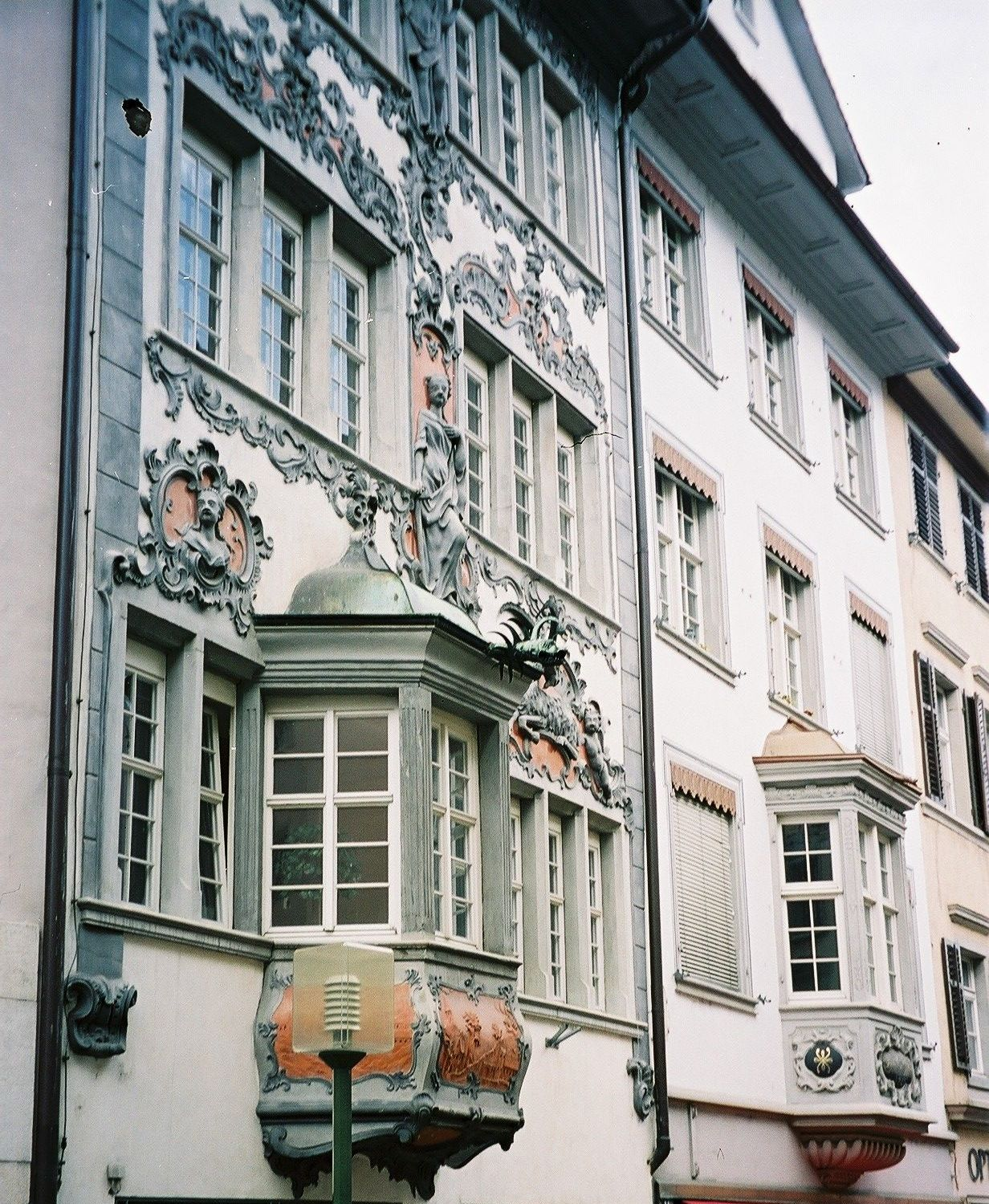
Erker in der Schaffhauser Altstadt

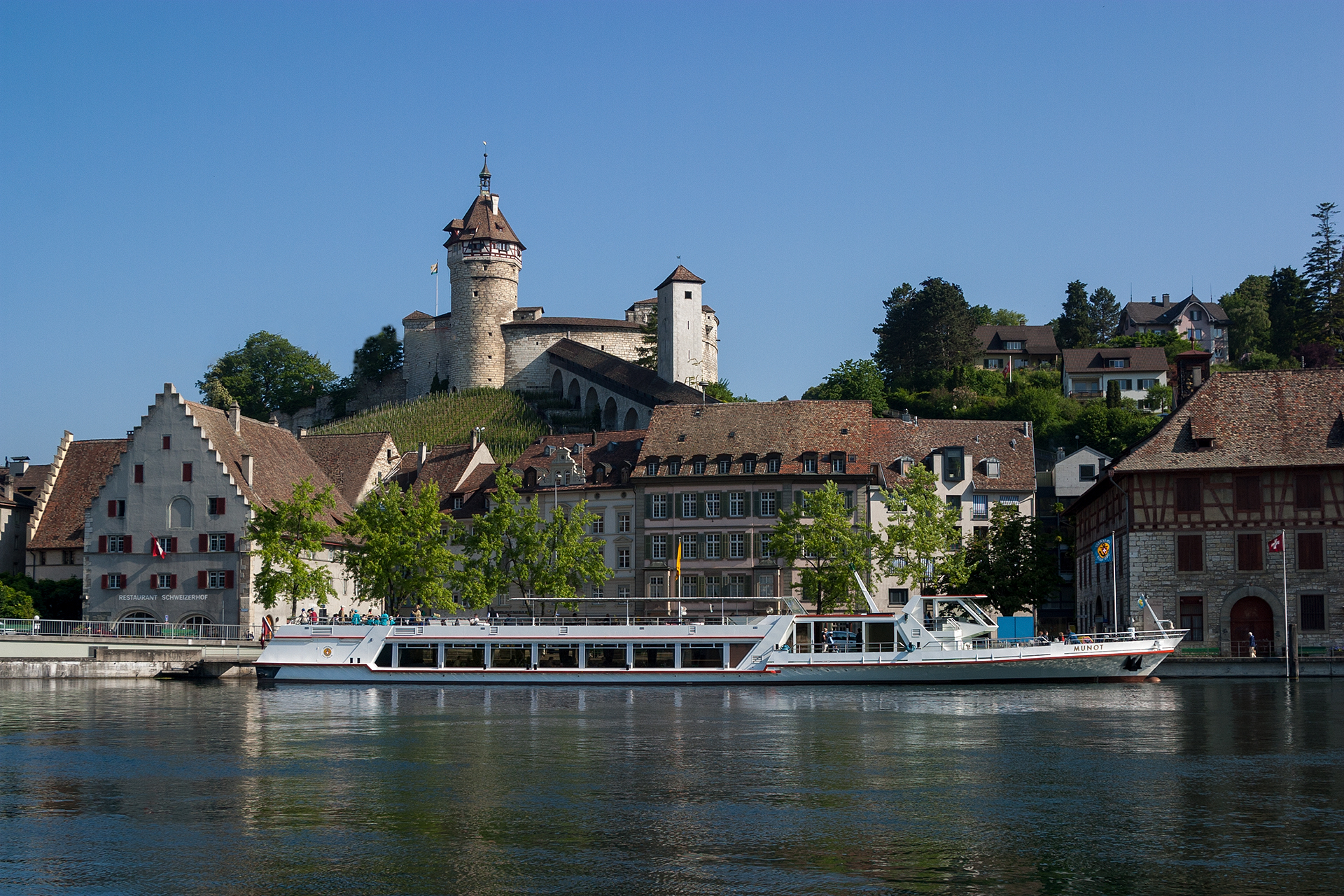
Schweizerhof (links), Munot (Mitte) und Güterhof (rechts).

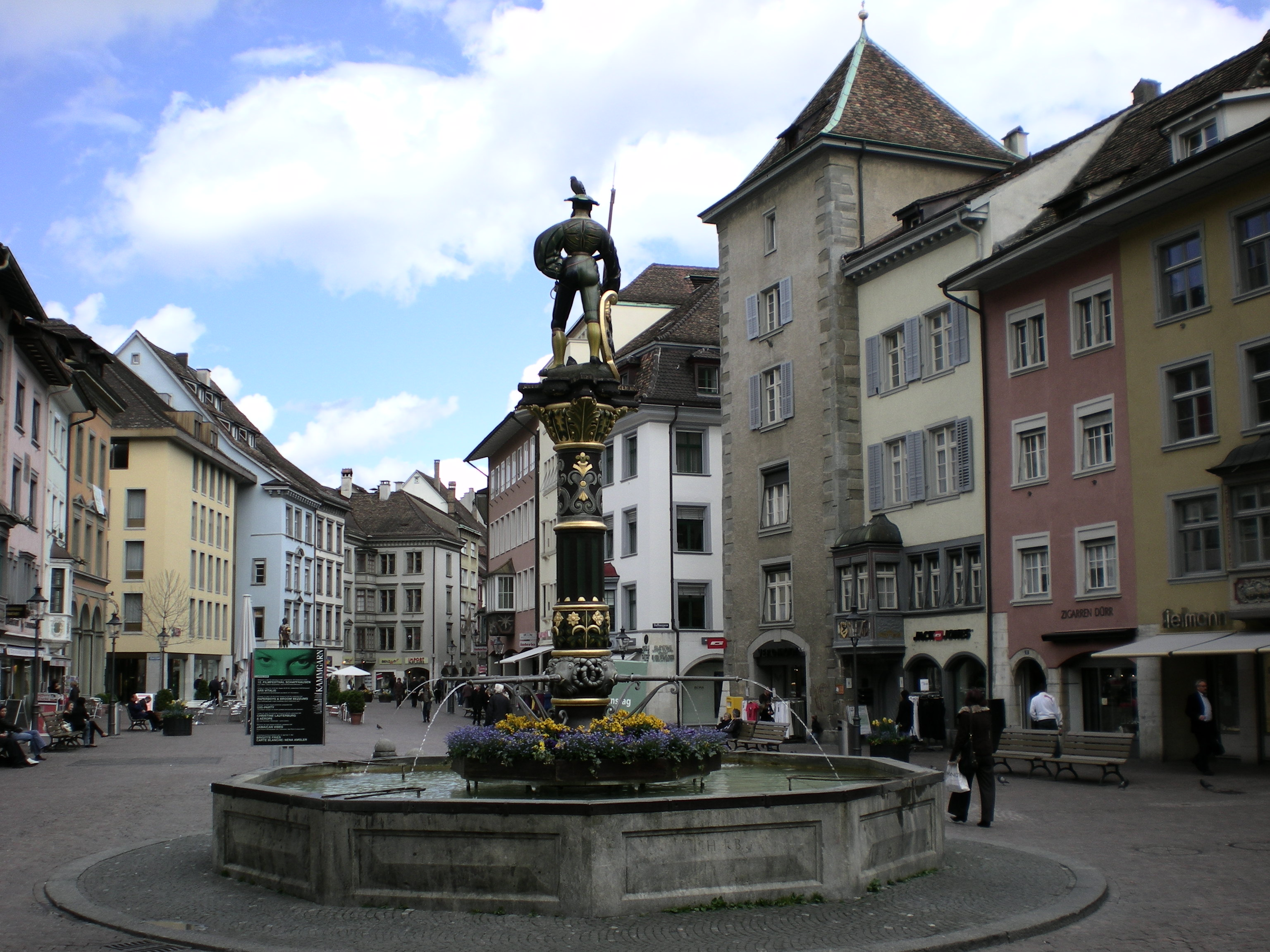
Fronwagplatz

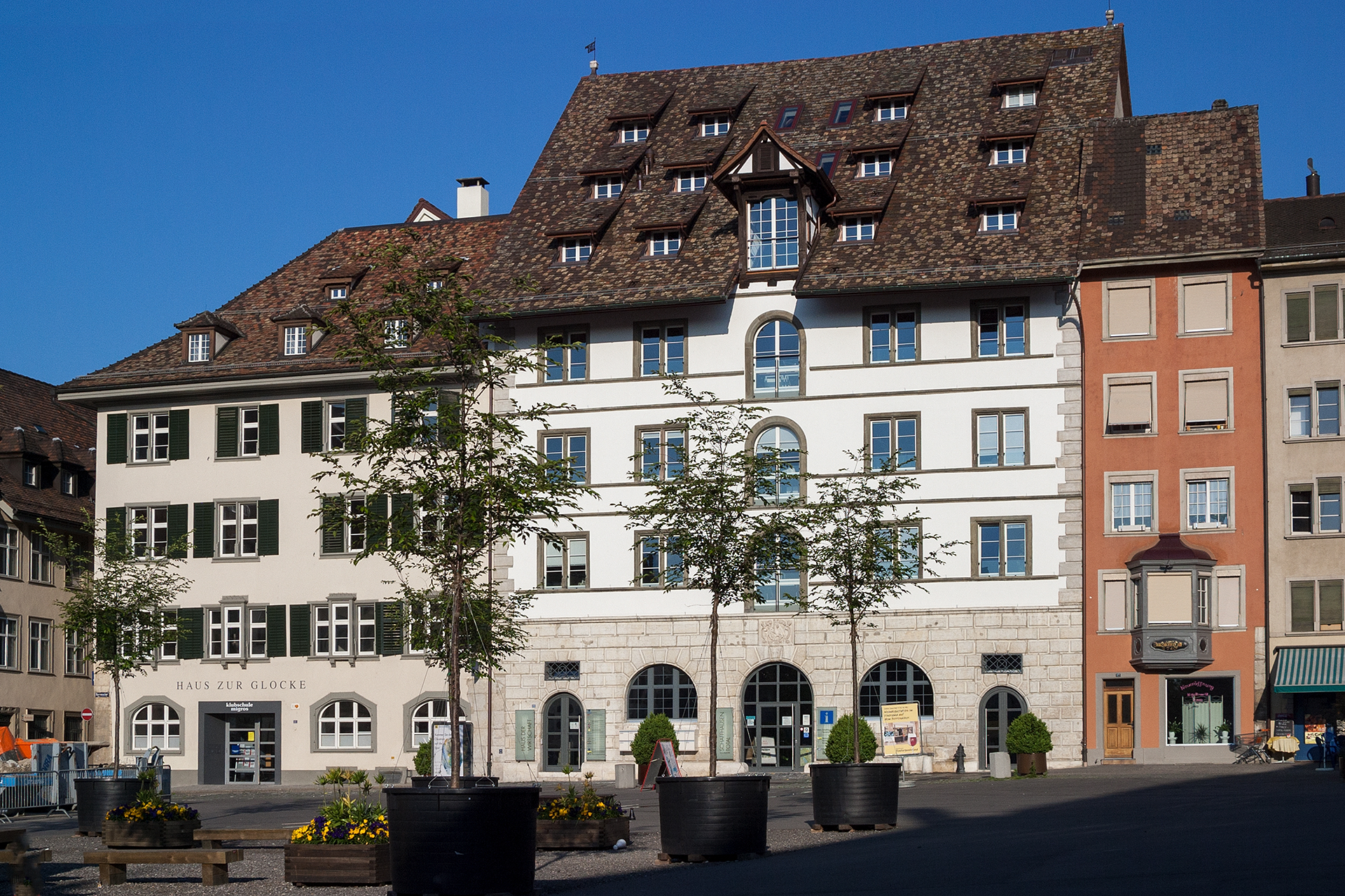
Herrenacker mit Kornhaus.

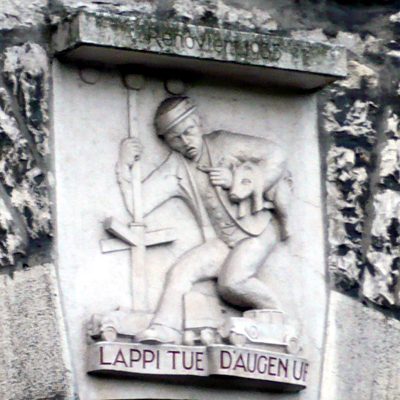
Relief am Schwabentor

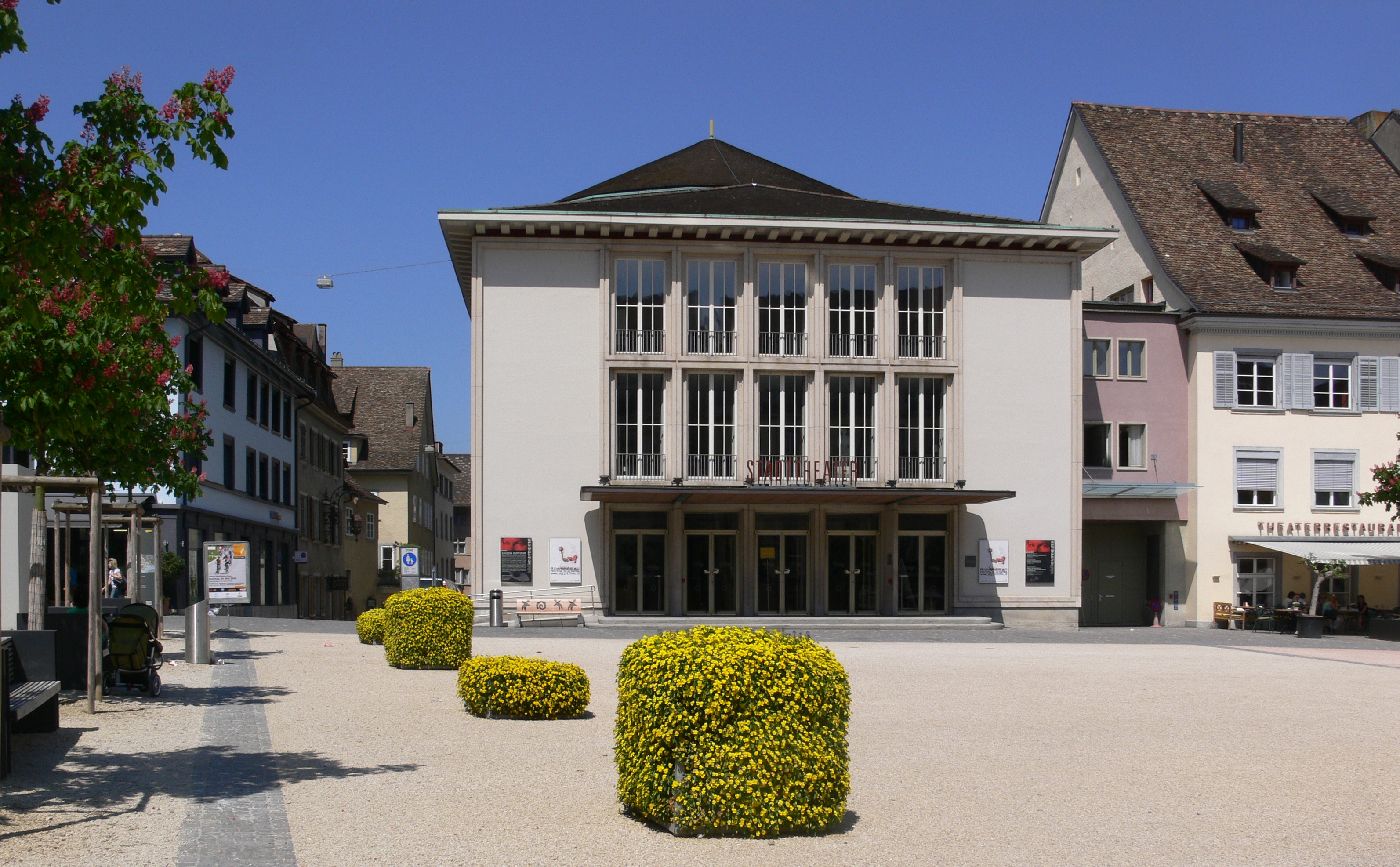
Stadttheater auf dem Herrenacker.

### Gebäude
- Das Kloster Allerheiligen wurde 1049 gegründet. In seinem Bereich befinden sich das Münster, ein Kreuzgang und ein Klostergarten. Der Klosterkomplex wird heute vom Museum zu Allerheiligen genutzt.
- Der Munot, eine frühneuzeitliche Festungsanlage mit charakteristischer Rundform, wurde von 1564 bis 1589 von Schaffhauser Bürgern in Fronarbeit erbaut. Er ist das Wahrzeichen der Stadt.
- Die zweite grosse Kirche in der Altstadt von Schaffhausen heisst St. Johann. Ihr Baubeginn geht bis ins Jahr 1000 zurück.
- In der Altstadt stehen zahlreiche historische Brunnen und sehenswerte Häuser mit Erkern und Fassadenmalereien.
  - Das Haus zum Ritter ist mit Malereien von Tobias Stimmer geschmückt.
  - Das Stadthaus an der Stadthausgasse/Krummgasse wurde 1730 an Stelle des nach der Reformation aufgegebenen Barfüsserklosters erbaut und dient seit 1839 als Stadthaus. Der Schaffhauser Kantonsrat und der Grosse Stadtrat der Stadt Schaffhausen tagen im Rathaus. Der Regierungsrat hat im Regierungsgebäude seinen Sitz.
  - Als Teile der mittelalterlichen Stadtmauer sind erhalten:[52]
    - der Obertorturm, ein Rest des historischen Obertors, war der Zugang der Stadtbefestigung aus Richtung Breite.
    - Das Schwabentor, ein Rest des historischen Schwabentors, war der Zugang der Stadtbefestigung aus Richtung Norden. Am 22. September 1932 brannte der Dachstock komplett aus. Von 1933 bis 1935 wurde er in einfacherer Form wiederaufgebaut. Ein Relief von Arnold Oechslin mit dem Spruch „LAPPI TUE D’AUGEN UF“ soll die Bauerntölpel auf den regen (Auto)-Verkehr in der Stadt aufmerksam machen.
    - Der Diebsturm ist ein kleiner runder Wachturm in der ehemaligen Stadtmauer an der heutigen Grabenstrasse.

  - Das Haus „Zun drei Bergen“ ist das Vaterhaus des Schaffhauser Reformators Sebastian Hofmeister.
  - Das Haberhaus in der Neustadt wurde 1592/1593 als Getreidespeicher erbaut. Heute wird es als Restaurant und Wohnhaus genutzt.
- Das kantonale Gefängnis besteht seit 1914.

### Plätze und Strassen
- Fronwagplatz: Dieser Platz im Herzen der Fussgängerzone ist der belebteste und meistgenutzte Platz von Schaffhausen. Auf ihm stehen zwei historische Brunnen, die in den 1880er Jahren nach historischen Überlieferungen restauriert und bemalt wurden. Vor dem Fronwagturm steht der vierröhrige Landsknechtbrunnen. Auf der gegenüberliegenden Platzseite steht der Mohrenbrunnen.
- Herrenacker: Dies ist der grösste Platz der Stadt. Seit Jahrhunderten fand dort der Wochenmarkt statt. Auch wurden artistische Darbietungen und Belustigungen dort abgehalten. 1961 musste der Markt im Zuge der aufkommenden Motorisierung einem Autoparkplatz weichen. Bald kam der Wunsch nach einem unterirdischen Parkhaus auf. Dieses scheiterte an politischen und finanziellen Hindernissen. Ende der 90er Jahre konnte man sich auf ein privates Projekt einigen. Das unter dem Herrenacker gelegene Parkhaus wurde 2002 eröffnet. Die Neugestaltung des Platzes brauchte zwei Anläufe in der Volksabstimmung. 2006 wurde der neugestaltete, verkehrsfreie Platz der Bevölkerung übergeben, der nun auch als Veranstaltungsplatz zahlreicher Konzerte dient.
- Freier Platz: Der Freie Platz liegt zwischen der Unterstadt und der Schifflände und ist der einzige direkte Zugang von der Schaffhauser Altstadt zum Rhein. Der Platz wird umrahmt von den beiden historischen Gebäuden Güterhof und dem Schweizerhof. Die beiden Liegenschaften sind nebst dem 200 Meter rheinaufwärts liegenden äusseren Salzstadel die letzten Zeugen des über Jahrhunderten florierenden Salzhandels.
- Kirchhofplatz: Der Platz liegt hinter der Kirche St. Johann und wird als Parkplatz genutzt.
- Walther-Bringolf-Platz: Der Platz hiess bis 2019 nur Platz. Zu Ehren des langjährigen Stadtpräsidenten Walther Bringolf wurde der teilweise als Parkplatz dienende Platz nach ihm umbenannt.[53] Auf dem Walther-Bringolf-Platz steht ausserdem ein historischer Brunnen mit Brunnenfigur. Im Sommer 2015 wurden der Platz leicht umgestaltet und neun Parkplätze aufgehoben. Es wurden Sitzgelegenheiten für Passanten geschaffen und Blumentröge aufgestellt. Diese Aufwertung dient ebenfalls den Hochzeitsgesellschaften des benachbarten Zivilstandesamts.
- Münsterplatz: Der Münsterplatz ist eher eine Strasse und führt am Münster zu Allerheiligen vorbei. Der parallel zur Vordergasse verlaufende Platz hiess früher Hintergasse.[54]
- Vordergasse: verkehrsfreie Einkaufsstrasse. Führt vom Fronwagplatz in Richtung Schifflände bis zur Bachstrasse (Durchgangsstrasse).
- Unterstadt: Weiterführung der Vordergasse (ebenfalls verkehrsfrei) bis zum Freien Platz.
- Oberstadt: Führt vis-à-vis Vordergasse vom Fronwagplatz zum Obertor, ist teilweise verkehrsfrei.
- Vorstadt: zweite grosse verkehrsfreie Einkaufsachse. Verläuft vom Fronwagplatz zum Schwabentor.
- Fäsenstaubpark: eine 1802 vom deutschen Hofgärtner Johann Michael Zeyher erstellte Parkanlage. Die Anlage ist eine Mischung aus Landschaftsgarten und einem streng gegliederten Barockgarten. Die Längsachse, die durch den Park führte, endete an der Kante beim ehemaligen Steinbruch Urwerf. Dort wurde eine Aussichtskanzel errichtet. Der Steinbruch diente im Mittelalter als Lieferant von Baumaterial für viele Stadtliegenschaften u. a. auch dem Munot. Später wurde der Steinbruch mit Aushubmaterial aufgeschüttet. Von der Kanzel aus hat man eine Aussicht auf den Rhein, bewaldete Hügel und die Alpen. Der Name Fäsenstaub kommt von Vesenstaub. In den Mühlenen wurde im 19. Jahrhundert noch Korn gemahlen. Die Spreu oder Vesen wurde vom Wind als Staub Richtung Park geweht.

### Umgebung
Der Rheinfall befindet sich 2,5 km rheinabwärts von Schaffhausen auf den Gemeindegebieten von Neuhausen am Rheinfall und Laufen-Uhwiesen.
Aussichtstürme und -punkte:
- Auf dem Gebiet der Stadt selbst ist der Munot der am leichtesten erreichbare Aussichtspunkt. Am nördlichen Stadtrand bietet der Hügel des früheren Säckelamtshüsli (543 m) eine weite Aussicht nach Osten, Süden und Westen.
- Während das nördlich von Schaffhausen gelegene, überwiegend bewaldete Plateau des Randen den Wanderern relativ wenig Fernsicht bietet, kann der Blick auf Alpen und Schwarzwald von den Aussichtstürmen oberhalb von Merishausen (Hagenturm, mit 912 m ü. M. höchstgelegener Punkt im Kt. SH), vom Siblinger Randenturm, Schleitheimer Randenturm und Beringer Randenturm genossen werden. Südlich von Schaffhausen auf dem Gebiet der Zürcher Gemeinde Flurlingen steht auf dem Höhenzug Cholfirst der Öffentlichkeit der 96 Meter hohe Sendeturm Cholfirst zur Besteigung offen.

## Kultur und Sport

### Theater
Seit 1867 verfügt Schaffhausen auf dem Herrenacker, dem grössten städtischen Platz, über ein eigenes Stadttheater. Das nach seinem Stifter Johann Conrad Imthurn Imthurneum genannte Haus ging 1938 von der Imthurnschen Stiftung an die Stadt Schaffhausen über und wurde 1954 wegen grosser baulicher Mängel abgerissen. 1956 wurde der jetzige Bau eröffnet. Das Schaffhauser Stadttheater wird als Gastspieltheater von der Stadt Schaffhausen betrieben. Neben diesem grössten Haus der Stadt existieren weitere Theaterlokale, so die Probebühne Cardinal, die Fassbühne, die Eventhalle Kammgarn und der Haberhauskeller. Im November 2021 wurde das Theater Bachturnhalle eröffnet.
Verschiedene lokale Vereine und Gruppierungen bespielen diese Bühnen. Das Theater Schauwerk veranstaltet seit 1973 ein Programm mit lokalen Produktionen und Gastspielen. Zu den lokalen Theaterschaffenden zählen das Theater Sgaramusch, das Jugendclub Momoll Theater, das Festival Jups (junges Publikum Schaffhausen), die Tanztheatergruppe Kumpane und Szenario. Der Verein Schaffhauser Sommertheater erarbeitet seit 1983 mit Profi- und Laiendarstellenden Theaterproduktionen, die jeweils an unterschiedlichen Orten in der Stadt – oft auch unter freiem Himmel – aufgeführt werden.

### Museen, Bibliothek
- Das städtische Museum zu Allerheiligen ist grossenteils in den Räumen des ehemaligen Benediktinerklosters Allerheiligen untergebracht und zeigt Ausstellungen zu den Themen Archäologie, Geschichte, Kunst und Naturkunde. Unter anderem ist eine Nachbildung der prähistorischen Wohnhöhle Kesslerloch zu sehen.
- Das Stemmler Museum in der Sporrengasse zeigt Tierpräparate aus Europa, insbesondere eine Sammlung von ausgestopften Greifvögeln wie Adler, Steinadler und Bartgeier. Das Museum wurde vom Natur- und Tierschützer Carl Stemmler (1882–1971) aufgebaut. Er wollte damit auf die Verfolgung der Tiere aufmerksam machen. 1970 schenkte Stemmler das Museum der Stadt Schaffhausen.[63]
- Das Museum im Zeughaus zeigt persönliche Ausrüstungsgegenstände, Ordonnanzwaffen, Blasinstrumente, historische Militärfahrzeuge und Geschütze der Schweizer Armee im 19. und 20. Jahrhundert.[64]
- Die Uhrenfabrik International Watch Company stellt im IWC-Uhrenmuseum ca. 230 Exponate aus. Das Unternehmen will mit diesem Museum einen Einblick in seine Geschichte geben und damit auch einen Teil der Geschichte der Stadt Schaffhausen der Öffentlichkeit zugänglich machen.
- Die Stadtbibliothek Schaffhausen gehört zu den Studien- und Bildungsbibliotheken. Die historische Sammlung befindet sich am Münsterplatz.
- In den Hallen für Neue Kunst waren Werke international bekannter Künstler aus den 60er und 70er Jahren zu sehen, darunter Joseph Beuys, Sol LeWitt, Bruce Nauman, Carl Andre und Mario Merz. Das Museum ist seit Juni 2014 geschlossen.

### Kulturelle Veranstaltungen
- Seit 1946 führt die Internationale Bachgesellschaft im Dreijahres-Rhythmus, seit 2012 alle zwei Jahre die Bachfeste durch. Als Versöhnungs- und Friedenszeichen wurde ein Jahr nach dem Zweiten Weltkrieg im Zeichen der Musik von Johann Sebastian Bach die Internationale Bach-Gesellschaft gegründet. Bei jedem Bachfest gastieren Künstler aus der internationalen «Bach-Elite» in Schaffhausen und Umgebung. Zusammen mit der Stadt Schaffhausen wurde 2014 das 25. Bachfest durchgeführt. Aus diesem Anlass wurde am 31. Mai 2014 die Schaffhauser Jubiläumskantate von Rudolf Lutz (Text von Karl Graf) uraufgeführt.
- Seit 1990 wird jährlich das viertägige Schaffhauser Jazzfestival durchgeführt.
- Seit 2010 findet alljährlich im August auf dem Herrenacker das Musikfestival Stars in Town statt.
- Seit 2014 werden unter dem Namen Klassik im Rüden jährlich etwa zehn Kammerkonzerte im historischen Zunftsaal zum Rüden durchgeführt.

### Sport
- Die Kadetten Schaffhausen sind mit 15 Meisterschaften (2005 bis 2007, 2010 bis  2012, 2014 bis 2017, 2019, 2022 bis 2025), zehn Schweizer-Cup-Siegen (1999, 2004, 2005, 2007, 2008, 2011, 2014, 2016, 2021, 2024) und 16 Schweizer-Supercup-Erfolgen (2004 bis 2007, 2010 bis 2017, 2019, 2022 bis 2024)[65] der erfolgreichste Schweizer Handballverein der letzten Jahre. Internationale Erfolge feierten die Kadetten 2010 mit dem Erreichen des EHF-Cup Finales, das gegen den TBV Lemgo knapp verlorenging. In den Jahren 2011 und 2012 erreichte der inzwischen erfolgreichste Schaffhauser Sportclub jeweils das Champions-League-Achtelfinale. Im Europapokal der Pokalsieger konnte 2007/08 und 2008/09 das Halbfinale erreicht werden. In der European League drangen die Kadetten 2021 bis 2024 jeweils bis in das Viertelfinale beziehungsweise Achtelfinale vor.[66] Der Verein spielt in der neuen BBC-Arena. Sie hat ein Fassungsvermögen von rund 3 500 Sitzplätzen. Neben vier gleichzeitig benutzbaren Trainingsfeldern, einem Kraft- und Gymnastikraum und einem Hospitality Center für bis zu 400 Personen bietet sie auch Unterkünfte und Verpflegung. In der integrierten Suisse Handball Academy finden Schweizer Handballtalente Möglichkeiten vor, Schule und Handball zu vereinen.

- Von der Saison 2004/05 bis zur Saison 2006/07 spielte der FC Schaffhausen in der Super League, der höchsten Fussball-Spielklasse der Schweiz. 2007 stieg der Club auf Grund der Platzierung in die Challenge League ab. Der Verein spielte bereits zweimal im Endspiel des Schweizer Cups (1988, 1994). Seine Heimspiele bestritt der Club bis 2016 im Stadion Breite. Anfangs 2017 bezog er sein neues Stadion LIPO Park Schaffhausen im Herblingertal. Das 8'000 Personen fassende Stadion mit einem kleinen Einkaufszentrum als Mantelnutzung steht unmittelbar neben dem Bahnhof Schaffhausen-Herblingen.

- Der zweite grössere Fussballclub in Schaffhausen heisst SV Schaffhausen, umgangssprachlich auch «Spielvi» genannt.

- Der Frauen-Volleyball-Club VC Kanti Schaffhausen spielt seit Jahren auf hohem Niveau im Schweizerischen Frauenvolleyball. Gegründet 1973 als VBC Volta spielt der VC Kanti seit 1991 in der NLA (Nationalliga A, höchste Schweizer Spielklasse) und wurde inzwischen mehrmals Vize-Schweizermeister. Der Swiss Cup ging in den Saisons 1999/00 und 2008/09 nach Schaffhausen. Mit guten Auftritten in den Europäischen Ligen (Europacup, Top Teams Cup, CEV Cup) macht der Verein sich und Schaffhausen in ganz Europa bekannt. Der Verein spielt (wie der Handballclub Kadetten Schaffhausen) in der Schweizersbildhalle seine Heimspiele.

- Der 1932 gegründete EHC Schaffhausen spielte in der Saison 2010/11 in der Gruppe 1 der 2. Liga Ost der Regio-League (der Eishockeyamateurliga der Schweiz). Seit November 2010 spielt er in der neu errichteten IWC Arena auf der «Breite» in Schaffhausen. Der Verein hat neben der ersten Mannschaft eine zweite Mannschaft in der 3. Liga (2010/11) und eine Nachwuchsabteilung mit Mannschaften in allen Alterskategorien. Die Junioren trainieren und spielen 2010/11 mit dem EHC Bülach zusammen.

- Für den LC Schaffhausen erfolgreich war Meta Antenen.

- Der KSS Freizeitpark Schaffhausen im Breite-Quartier bietet ein Frei- und Hallenbad, eine Eisbahn mit der IWC-Arena sowie eine Curlinghalle.
- Mit den Schaffhauser Sharks[67] existiert in Schaffhausen eine American Football Mannschaft

### Vereine
- Pfadfinder, Jungwacht und Blauring Schaffhausen sind Jugendverbände, die sich für eine sinnvolle Freizeitgestaltung von Kindern und Jugendlichen einsetzen.
- Die Naturforschende Gesellschaft Schaffhausen unterhält die Sternwarte Schaffhausen.

### Rhybadi

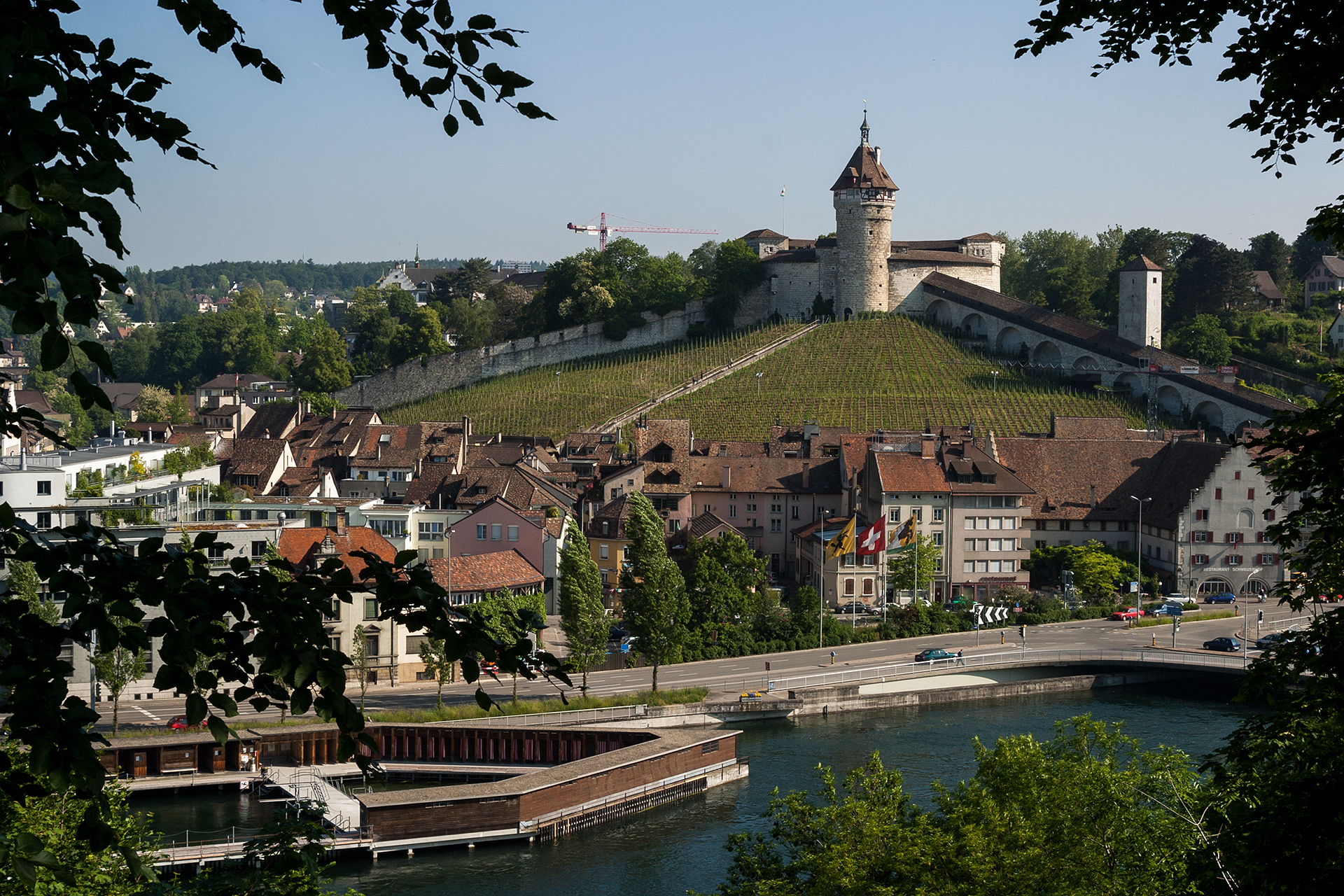
Die Spitze der Rhybadi mit Munot

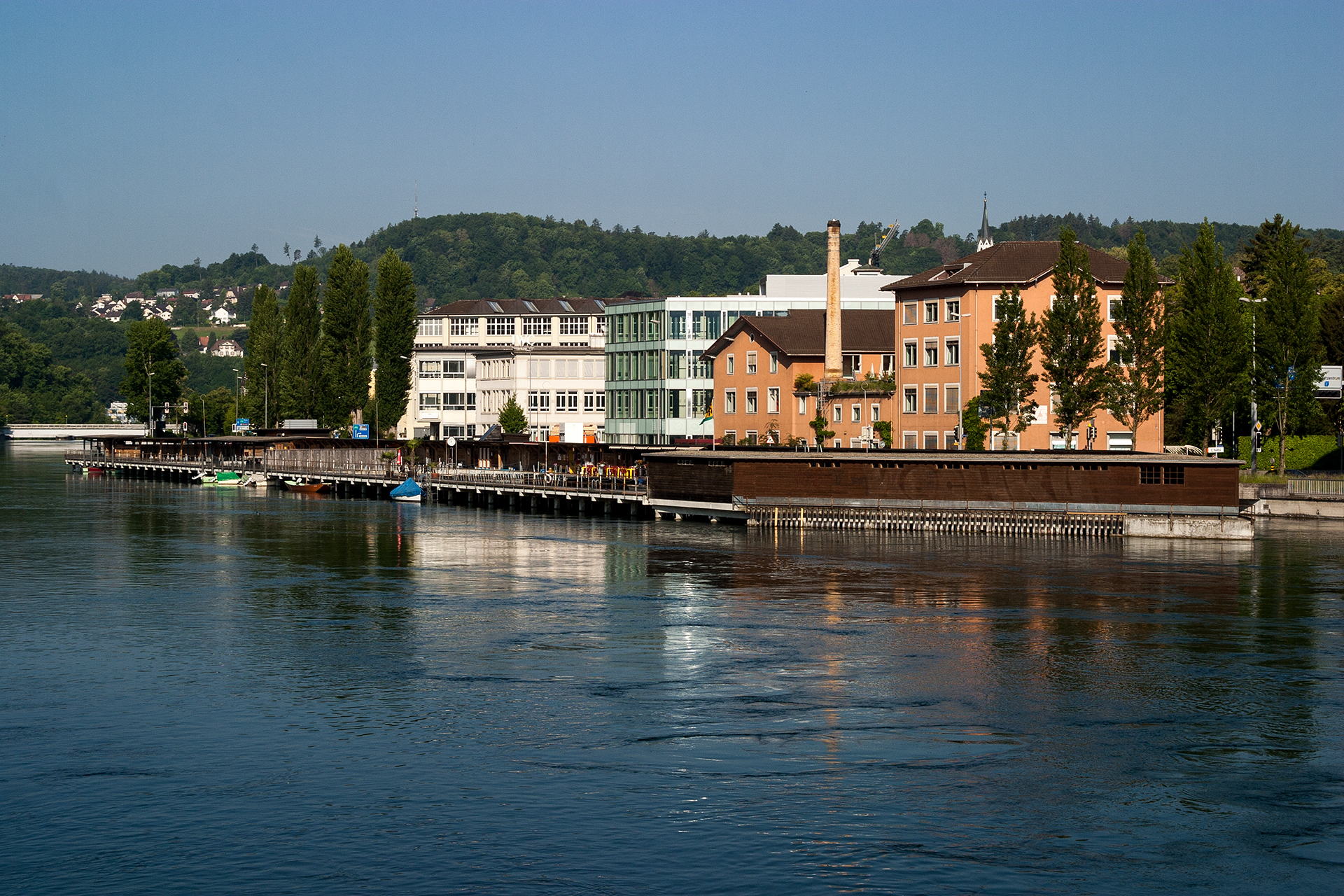
Die Schaffhauser Rhybadi

Zwischen der Rheinbrücke und dem Kraftwerk liegt im Rhein die Rhybadi, die städtische Badeanstalt. Das 1870 vom damaligen Stadtbaumeister Johann Gottfried Meyer erbaute Rheinbad hat die Form eines gegen den Strom schwimmenden Schiffes. Mit einer Breite von 30 Metern und einer Länge von 186 Metern ist es das grösste noch erhaltene Kastenbad in der Schweiz. Das Bad wurde ursprünglich weit in den Rhein hineingebaut und konnte nur über zwei schmale Stege erreicht werden. In den Zwischenraum wurde in den 1960er Jahren die Rheinuferstrasse gebaut.
Bis etwa nach dem Ersten Weltkrieg war das Bad streng nach Geschlechtern getrennt zu benutzen.
Das Bad wurde auf Pfählen erbaut und in verschiedene Bereiche unterteilt. Die Spitze ist dank einem Zwischenboden auch für Nichtschwimmer geeignet. Es folgen das frühere Bad für Männer, das sogenannte Mannenhägli, mit einem drei Meter hohen Sprungturm und das kürzere Frauenhägli. Der Pegelstand ist dank dem Kraftwerk immer gleichbleibend. Je nach Wassermenge ist die Strömung jedoch unterschiedlich.

## Bildung

### Städtische Schulhäuser
| - Alpenblick: Primarschule, Realschule - Bach: Sekundarschule - Breite: Primarschule - Buchthalen: Sekundarschule - Emmersberg: Primarschule, 16 Klassen - Gelbhausgarten „Gega“: Sekundarschule, Realschule, 8 Klassen, 180 Schüler - Gräfler: Sekundarschule, Realschule, 21 Klassen | - Hohberg: Primarschule - Kreuzgut: Primarschule - Steig: Primarschule - Steingut: Primarschule - Zündelgut: Primarschule - Kirchhof: Schule für Haushalt und praktische Lebensgestaltung |

#### Schulhaus Steig
Am 5. Dezember 1709 wurde das neue Schul- und Waisenhaus auf der Steig bezogen. Gegründet wurde es von Pfarrer Johann Georg Hurter. Bereits fünf Jahre früher begann er mit dem Unterricht der Kinder von Tagelöhnern im Wachtlokal beim Stadttor. Der Unterricht im Neubau fand im Erdgeschoss in zwei Schulzimmern statt. Im ersten Stock wohnten die Waisenkinder. Nachdem 1822 die Waisenkinder in einem anderen Gebäude untergebracht wurden, konnte das ganze Gebäude als Schulhaus genutzt werden. Da der Schulunterricht zu dieser Zeit noch nicht obligatorisch war, besuchte von den ca. 150 Kindern nur jeweils die Hälfte den Unterricht. Die restlichen Kinder mussten ihren Eltern bei der Feldarbeit oder in den Rebbergen helfen. Die aufkommende Industrialisierung im 19. Jahrhundert änderte auch die Zusammensetzung der Schüler. Nicht nur Bauernkinder besuchten die Schule, sondern auch immer häufiger die Söhne und Töchter aus wohlhabenden Familien. 1892 wurde das Schulhaus durch einen Neubau, das sogenannte rote Schulhaus, ersetzt. Es wird heute noch genutzt. Kurze Zeit später wurde das Schulhaus durch eine Turnhalle ergänzt. Im Jahre 1926 wurde ein Anbau u. a. für den Werkunterricht erstellt.

### Weitere Schulen in Schaffhausen
- Kantonsschule Schaffhausen

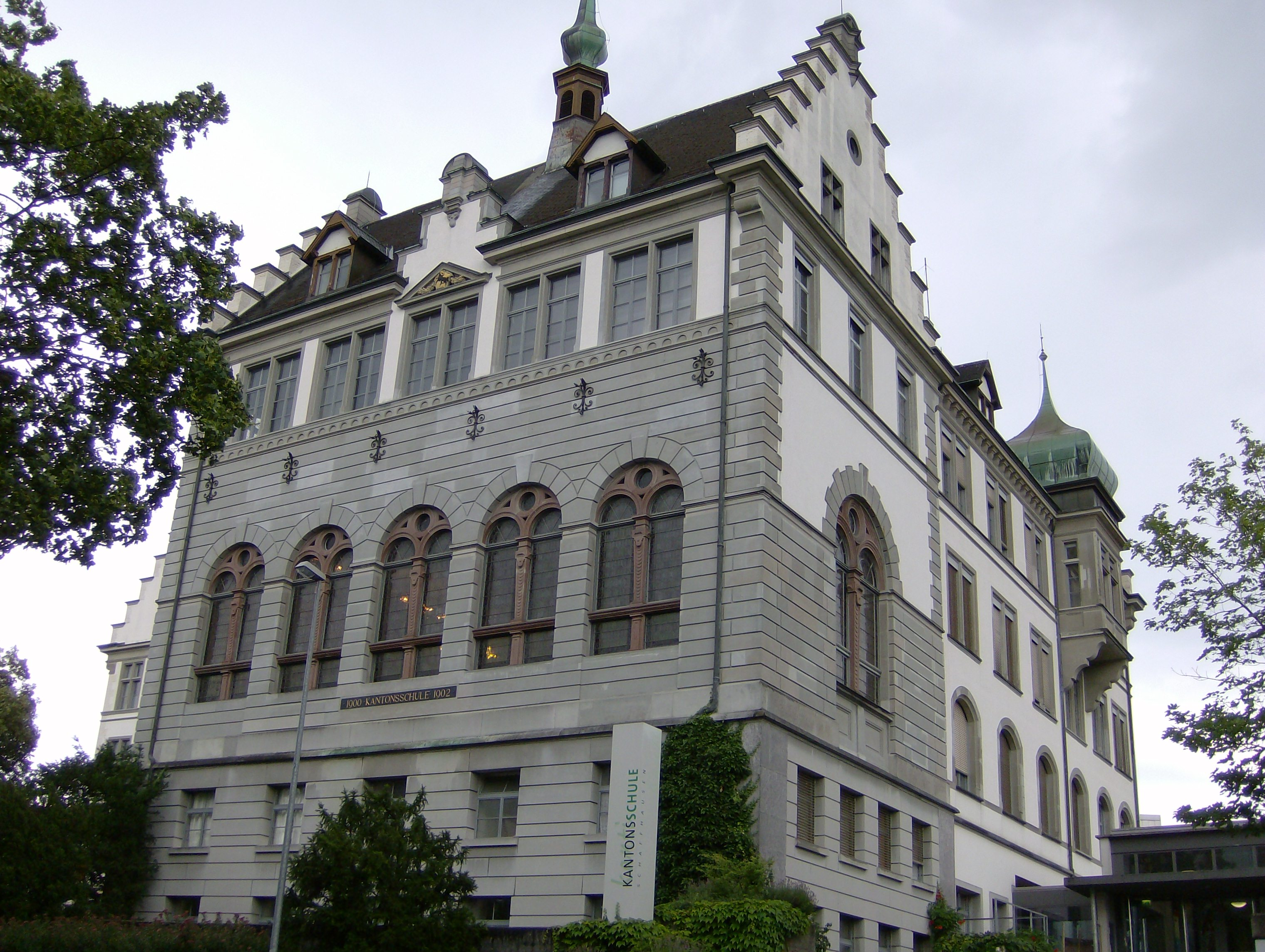
Kantonsschule Schaffhausen (Altbau)

- Berufsbildungszentrum des Kantons Schaffhausen (BBZ)
- Pädagogische Hochschule Schaffhausen (PHSH)
- Compucollege, Weiterbildungszentrum für Informatik
- Handelsmittelschule Schaffhausen (HMS)
- Handelsschule KV Schaffhausen (HSKVS)
- Höhere Fachschule Wirtschaft Schaffhausen (hfw)
- Höhere Fachschule Schaffhausen (HFS)
- International School of Schaffhausen (ISSH)
- Hochschulinstitut Schaffhausen (HSSH)
- Klubschule Migros
- Musikschule MKS Schaffhausen (MKS)
- Waldorfschule Schaffhausen[70]
- Schaffhausen Institute of Technology (SIT)
- Schule für Wirtschaft und Sprachen (SWS)
- Senioren Universität Schaffhausen
- Stadtrandschule (Atelier-A) Schaffhausen

### Kindergärten
Bocksriet, Spiegelgut, St. Peter, Kreuzgut, Fäsenstaub, Vordersteig, Hauental, Lahn, Nelkenstrasse, Neubrunn, Rietstrasse, Schwarzadlergütli, Munothalde, Eschengut, Geissberg, Kessel, Brüel, Buchthalen, Gruben, Windegg.

## Verkehr

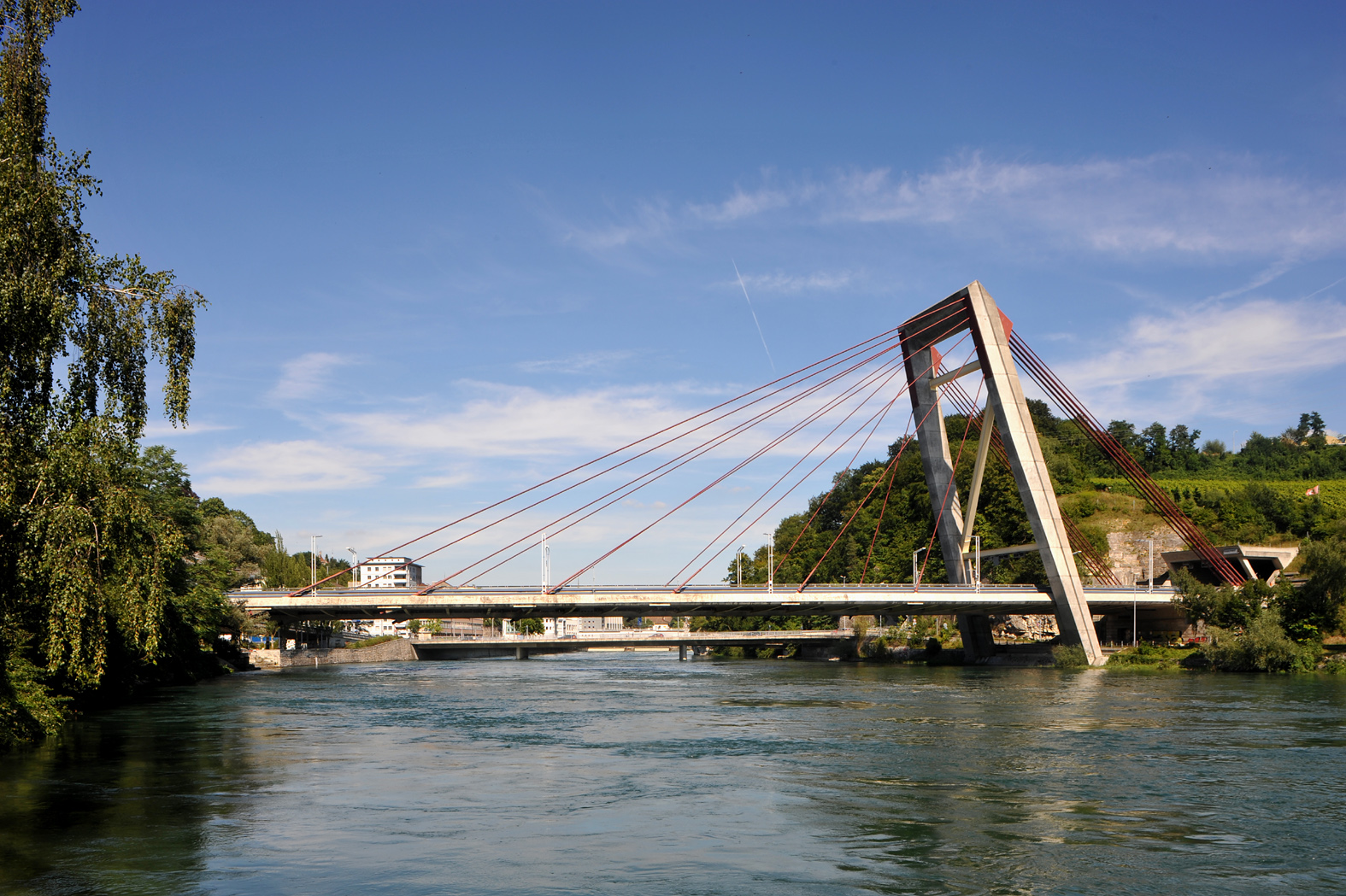
Rheinbrücke der A4

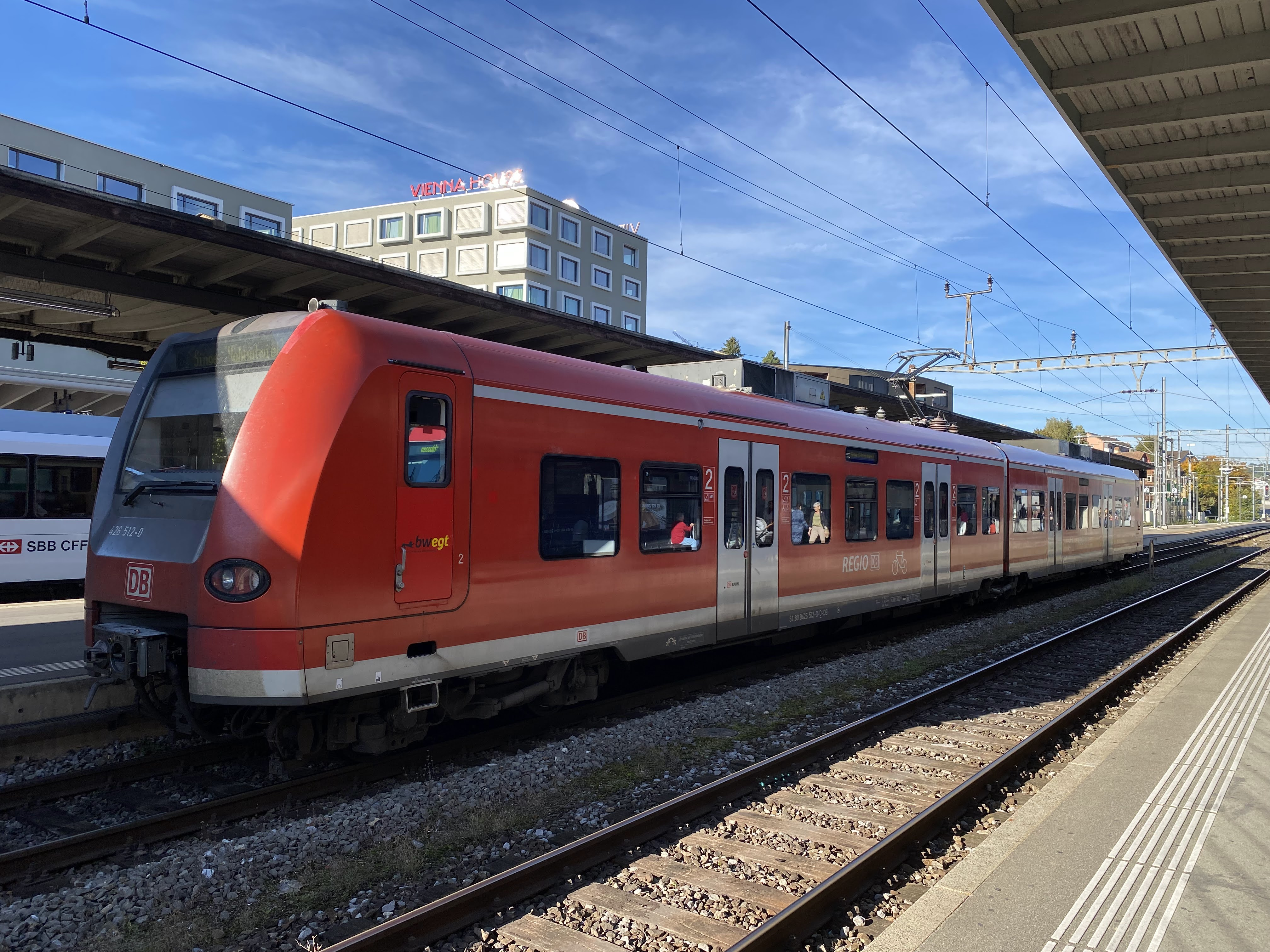
Eine Linie der Hochrheinbahn im Bahnhof Schaffhausen

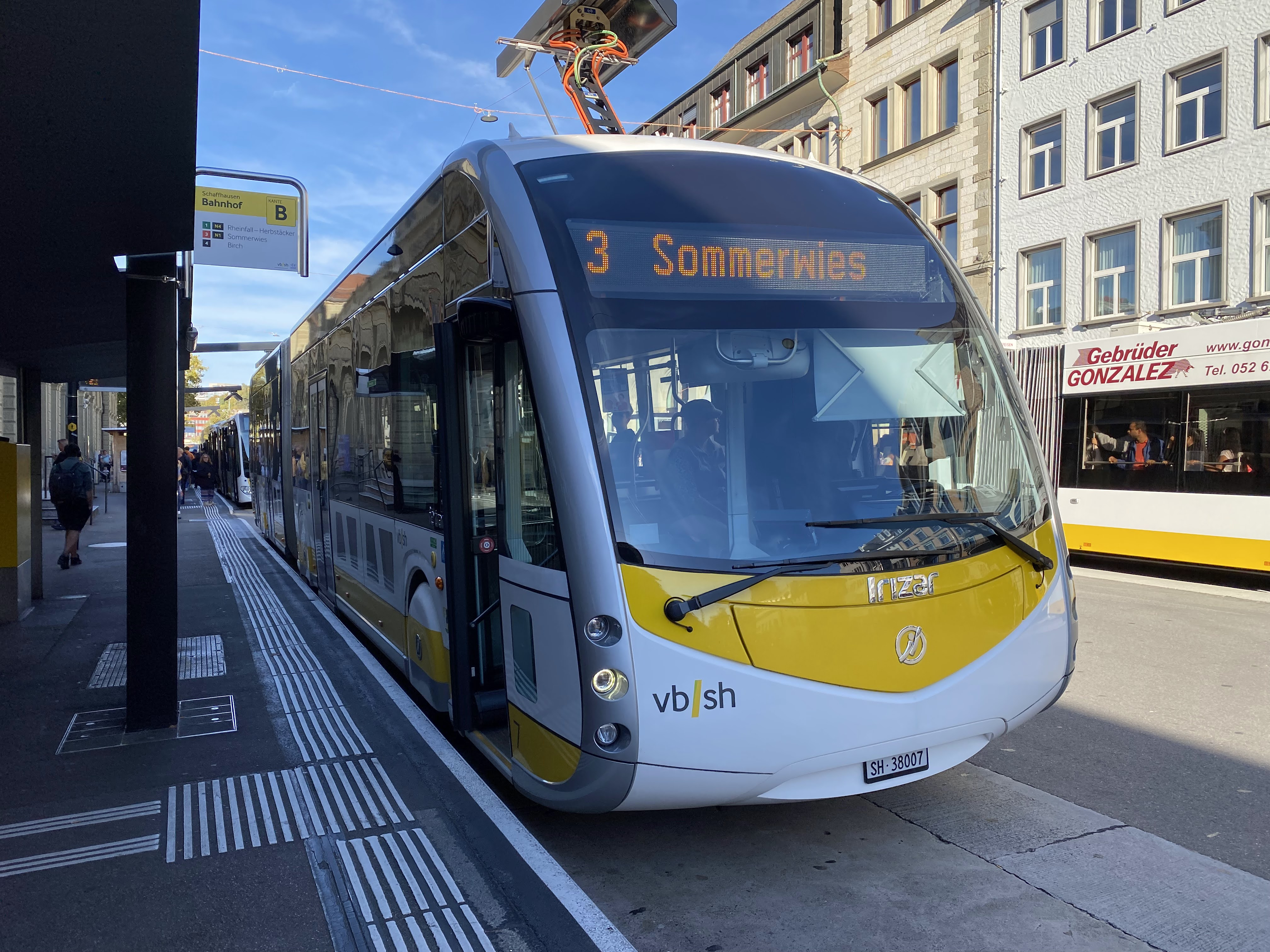
Moderner Trolleybus in der Bahnhofstrasse

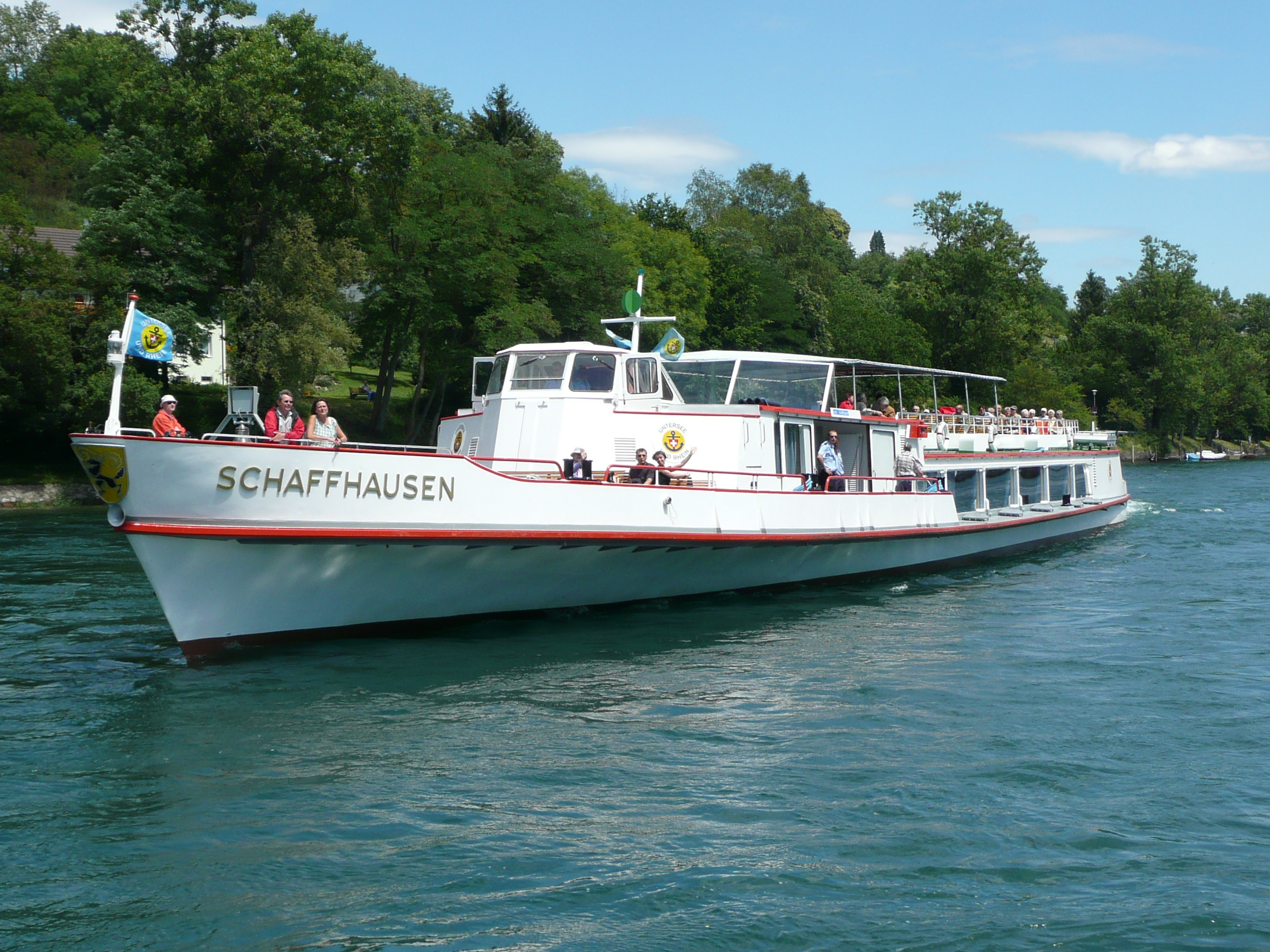
MS Schaffhausen

### Strassenverkehr
Schaffhausen ist über die Autobahn A4 gegen Süden mit Winterthur und gegen Norden über Thayngen (bis 2009 J15) zur deutschen Autobahn A 81 in Richtung Stuttgart verbunden. In Richtung Nordosten führt die Hochleistungsstrasse 4 (bis 2009 A4) nach Bargen. Über die Rheinbrücke nach Feuerthalen führen die Hauptstrassen 13, 14 und 15.
Durch den 1460 m langen Fäsenstaubtunnel der A4 wird die Innenstadt von Schaffhausen umfahren. Im Rahmen des Ausbauschrittes 2023 für die Nationalstrassen war neben anderen Projekten auch der Bau einer 2. Röhre des Tunnels vorgesehen. Gegen den entsprechenden Bundesbeschluss wurde das fakultative Referendum ergriffen. Am 24. November 2024 wurde die Vorlage in der eidgenössischen Volksabstimmung von 52,7 Prozent der Stimmenden abgelehnt. Im Kanton Schaffhausen wurde die Vorlage mit 53,6 Prozent angenommen, in der Stadt hingegen mit 56,0 Prozent abgelehnt.

### Bahn und Bus
Der Bahnhof wird gemeinsam von den Schweizerischen Bundesbahnen (SBB) und der Deutschen Bahn betrieben und gehört laut Grundbucheintrag zu 65 % den SBB und zu 35 % der DB. Die Linien der SBB führen über Bülach nach Zürich, über Andelfingen nach Winterthur und über Stein am Rhein und Kreuzlingen nach Romanshorn; die DB verbindet Schaffhausen mit Basel Badischer Bahnhof, Singen (Hohentwiel), Friedrichshafen und Stuttgart. Einige Linien werden von der Thurbo, einer Regionalbahngesellschaft der SBB, betrieben. Am 25. September 2011 bewilligte das Stimmvolk des Kantons Schaffhausen mit einem Ja-Anteil von 76 % einen Rahmenkredit über 74,86 Millionen Franken für den Bau der S-Bahn Schaffhausen.
Die Verkehrsbetriebe Schaffhausen vbsh betreiben acht Autobuslinien in Schaffhausen und in Neuhausen am Rheinfall. Seit 2020 wird die Schaffhauser Busflotte auf Elektrobusse umgerüstet.
Ausserhalb der Stadt gibt es ebenfalls gute Verbindungen. Mit den sieben regionalen Linien 21 bis 25, 27 und 28 der Verkehrsbetriebe Schaffhausen vbsh werden alle weiteren Gebiete des Kantons Schaffhausen mit Bussen bedient. Zusätzlich bedienen auch die SüdbadenBus GmbH, zum Beispiel Stein am Rhein–Singen, sowie Die Schweizerische Post mit dem Postauto weitere regionale Strecken.
Alle Anbieter des öffentlichen Verkehrs waren seit 1988 im Tarifverbund Schaffhausen zusammengeschlossen, der mit dem Fahrplanwechsel 2017 in den Tarifverbund Ostwind integriert wurde.
Zwischen 1901 und 1966 besorgte die Strassenbahn Schaffhausen den öffentlichen Personennahverkehr in Schaffhausen. Zwischen 1905 und 1964 verkehrte ausserdem von Schaffhausen ausgehend eine Überlandstrassenbahn nach Schleitheim. Heute betreibt SchaffhausenBus eine Buslinie durchs Klettgau nach Schleitheim.

### Schifffahrt
Zwischen April und Oktober verkehren Motorschiffe der Schweizerische Schifffahrtsgesellschaft Untersee und Rhein (URh) rheinaufwärts in die Bodenseeregion. Das grösste Schiff heisst MS Schaffhausen.

### Veloverkehr und Fussgängerverkehr

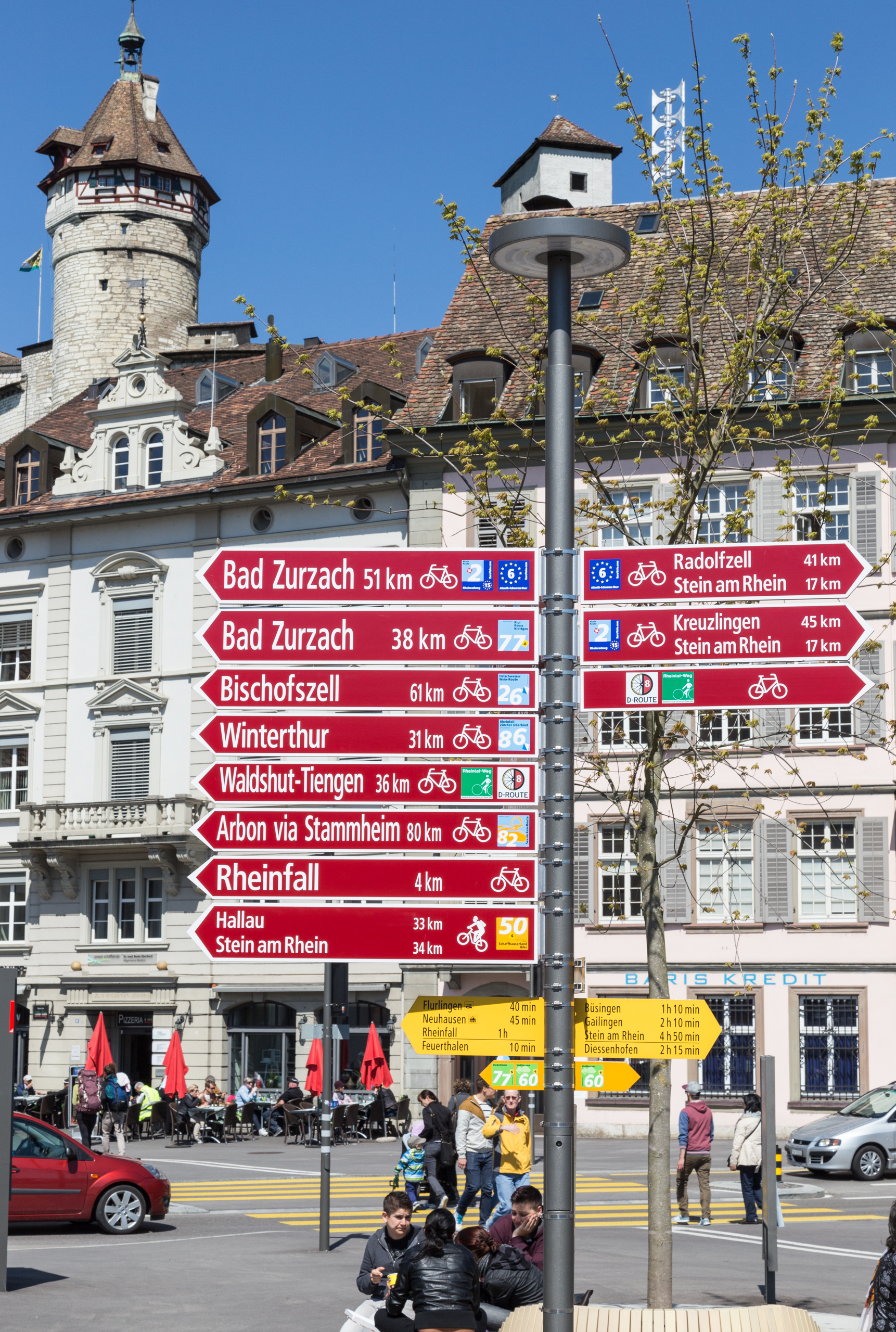
Velo- und Wander-Wegweiser in Schaffhausen

Die Hauptstrassen 13, 14, 15 und 4 sind auch für Radfahrer Verbindungen von und nach Schaffhausen. Eine Besonderheit ist, dass die A4 von Schaffhausen nach Thayngen auch für Radfahrer zugelassen ist und dafür einen Radweg hat.
Schaffhausen ist an das Netz der touristischen Routen des nichtmotorisierten Individualverkehrs von SchweizMobil angebunden. Mehrere Routen führen durch Schaffhausen:
Veloland Schweiz
Die nationale Rhein-Route Nr. 2 Andermatt – Oberalppass – Chur – Schaffhausen – Basel (424 km) führt am Rhein entlang durch Schaffhausen. Diese Route ist grösstenteils deckungsgleich mit dem internationalen Rheinradweg. Auch der Hochrhein-Hotzenwald-Weg führt durch Schaffhausen.
Die regionalen Routen
- 26. Ostschweizer Wein-Route: Schaffhausen – St. Gallen
- 77. Rigi–Reuss–Klettgau-Schaffhausen
- 82. Seerücken-Route: Schaffhausen – Arbon
- 86. Rheinfall–Zürcher Oberland: Schaffhausen – Wattwil (Ricken)
- 98. Rheintal-Weg
- 751. Klettgau-Route: Schaffhausen Gächlingen – Hallau – Schaffhausen
- 752. Rheinfall-Rheinau-Route: Schaffhausen – Rheinau – Schaffhausen
- 753. Hegau-Rhein-Route: Schaffhausen – Ramsen – Stein am Rhein – Schaffhausen

Wanderland Schweiz
- 34. Klettgau-Rhein-Weg: Hallau – Randen – Schaffhausen
- 60. ViaRhenana: Kreuzlingen – Schaffhausen – Eglisau
- 77. ViaGottardo (Ostarm): Bargen – Schaffhausen – Bülach – Zürich – Zug – Küssnacht am Rigi

Von Blumberg kommend ist durch den Kanton Schaffhausen ein Anschlussweg zum Jakobsweg mit der stilisierten Jakobsmuschel, dem Symbol der Jakobswege, signalisiert. Der Weg überquert bei Schaffhausen den Rhein und führt auf zwei Routen weiter Richtung Süden zur nationalen Wanderroute Nr. 4 ViaJacobi von SchweizMobil.
Ausserdem endet der Ostweg, eine Nord-Süd-Fernwanderstrecke durch den Schwarzwald von Pforzheim, in Schaffhausen. Der zirka 240 Kilometer lange Höhenweg wurde im Jahr 1903 angelegt und wird seither vom Schwarzwaldverein gepflegt und betreut. Sein Wegzeichen ist eine schwarz-rote Raute auf weissem Grund.
Hindernisfreie Wege
- 904. Eschheimertalweg, Schaffhausen

Mountainbikeland Schweiz
- 50. Schaffhauserland Bike

Kanuland Schweiz
- 70. Rhein Kanu: Stein am Rhein – Schaffhausen

Langlaufen
- 435. Randenspur-Loipe klassisch[77]
- 435. Randenspur-Loipe Skating[78]

## Politik

### Parlament
- AL: 4
- Grüne: 3
- JUSO: 1
- SP: 8
- EVP: 1
- GLP: 4
- Mitte: 1
- FDP: 5
- SVP: 8
- EDU: 1

Die oberste gewählte und gesetzgebende Behörde der politischen Gemeinde Schaffhausen ist der Grosse Stadtrat. Er besteht aus 36 Mitgliedern, die von den Stimmberechtigten alle vier Jahre gewählt werden. Auf die Amtszeit von 2009 wurde er durch Volksentscheid von 50 auf 36 Mitglieder verkleinert. Die Mitglieder werden nach dem Verhältniswahlverfahren (Proporz) gewählt. Der Grosse Stadtrat tagt jährlich an rund 20 öffentlichen Sitzungen jeweils am Dienstag um 18 Uhr in der Rathauslaube. Nebenstehende Grafik zeigt die Zusammensetzung des Rates nach der Wahl vom 29. November 2020.
| Partei/Liste                                        |         | Sitze  | Sitze  | Sitze  | Sitze  |       | Stimmenanteil in % | Stimmenanteil in % | Stimmenanteil in % | Stimmenanteil in % |
| --------------------------------------------------- | ------- | ------ | ------ | ------ | ------ | ----- | ------------------ | ------------------ | ------------------ | ------------------ |
| Partei/Liste                                        | 2024    | 2020   | 2016   | 2012   | 2008   | 2024  | 2020               | 2016               | 2012               | 2008               |
| Schweizerische Volkspartei (SVP)                    | 8       | 8      | 9      | 8      | 7      | 23.49 | 21.98              | 25.12              | 22.60              | 20.31              |
| Sozialdemokratische Partei (SP)                     | 10      | 8      | 8      | 7      | 9      | 28.64 | 22.20              | 21.34              | 21.75              | 25.36              |
| FDP.Die Liberalen (FDP)                             | 6       | 5      | 5      | 6      | 7      | 16.35 | 14.86              | 14.57              | 16.03              | 18.72              |
| Alternative Liste Schaffhausen (AL; ab 2022 zur SP) | n. a.   | 4      | 4      | 4      | 3      | n. a. | 9.73               | 11.41              | 11.37              | 7.09               |
| Grünliberale Partei (glp)                           | 4       | 4      | 3      | –      | –      | 9.92  | 10.47              | 9.45               | –                  | –                  |
| Grüne (bis 2017: ÖBS)                               | 2       | 3      | 2      | 4      | 4      | 4.87  | 8.64               | 5.04               | 10.56              | 11.61              |
| Christlichdemokratische Volkspartei (CVP)           | 1       | 1      | 1      | 2      | 2      | 3.01  | 3.07               | 4.00               | 4.63               | 5.71               |
| Eidgenössisch-Demokratische Union (EDU)             | 1       | 1      | 1      | 1      | 1      | 2.36  | 2.64               | 3.01               | 3.77               | 3.29               |
| Evangelische Volkspartei (EVP)                      | 1       | 1      | 1      | 1      | 1      | 2.20  | 2.61               | 2.41               | 2.45               | 3.21               |
| JungsozialistInnen (JUSO)                           | 1       | 1      | 1      | 1      | –      | 2.22  | 2.70               | 2.21               | 2.43               | –                  |
| Jungfreisinnige Schaffhausen (JFSH)                 | -       | –      | 1      | 2      | 2      | 0.58  | 1.11               | 1.43               | 4.41               | 4.71               |
| Junge Grüne (JG)                                    | 1       |        |        |        |        | 3.80  |                    |                    |                    |                    |
| PUSH (Parteiunabhängige Schaffhausen)               | 1       |        |        |        |        | 2.52  |                    |                    |                    |                    |
|                                                     |         |        |        |        |        |       |                    |                    |                    |                    |
| Stimmbeteiligung:                                   | 50,43 % | 55,2 % | 53,8 % | 46,2 % | 54,0 % |       |                    |                    |                    |                    |

### Regierung
Der Stadtrat ist für die Regierungsgeschäfte verantwortlich. Jedes Mitglied führt gleichzeitig ein Referat, dem verschiedene Verwaltungsbereiche angehören. Präsident, Vizepräsident und alle übrigen Stadträte sind im Vollamt tätig. Für die Amtsdauer von 2025 bis 2028 setzt sich der Stadtrat wie folgt zusammen:
| Name              | Partei                | Referat                          |
| ----------------- | --------------------- | -------------------------------- |
| Peter Neukomm     | SP                    | Stadtpräsident, Präsidialreferat |
| Christine Thommen | SP                    | Sozial- und Sicherheitsreferat   |
| Marco Planas      | parteilos             | Bildungsreferat                  |
| Daniel Preisig    | parteilos (zuvor SVP) | Finanzreferat                    |
| Katrin Bernath    | GLP                   | Baureferat                       |

#### Ehemalige Stadtpräsidenten
- 1831–1835: Johann Conrad Fischer (1773–1854)
- 1835–1844: Johann Heinrich Im Thurn (1777–1845)
- 1845–1851: Tobias Hurter (1790–1866)
- 1851–1865: Hans von Ziegler (1810–1865)
- 1866–1867: Johann Heinrich Ammann (1820–1867), Nationalrat
- 1867–1879: Georg Rauschenbach (1816–1879)
- 1879–1891: Rudolf Pfister (1824–1893)
- 1891–1893: Conrad Habicht-Oechslin (1842–1931)
- 1893–1894: Ernst Müller-Fink (1851–1910)
- 1894–1917: Carl Alfred Spahn (1863–1943)
- 1917–1919: Hermann Schlatter (1873–1953)
- 1919–1932: Heinrich Pletscher (1878–1952)
- 1933–1968: Walther Bringolf (1895–1981) SP
- 1969–1988: Felix Schwank (1922–2017), FDP
- 1989–1996: Max Hess (* 1944) SP
- 1997–2008: Marcel Wenger (* 1948) FDP
- 2009–2014: Thomas Feurer (* 1953) ÖBS; ab 2014 GLP
- 2015–:0000 Peter Neukomm (* 1962) SP

### Liste der ehemaligen Bürgermeister

#### Bürgermeister (vor der Helvetik)
- Götz von Hünenburg, Herrenstube, 1411 bis 1416
- Hans Lingki, Kaufleutenstube, 1416 bis 1418
- Hans von Winkelsheim, Ritter, Herrenstube, 1418 bis 1429
- Konrad von Fulach, Herrenstube, 1422
- Hans Nützli, Gerberstube, 1426 bis 1429
- Hans Hallower, Kaufleutestube, 1427 bis 1437
- Adam Cron, Kaufleutestube, 1438 bis 1442
- Hans Fridbolt, Herrenstube, 1441 bis 1445
- Heinrich Barter, Kaufleutestube, 1442 bis 1466
- Konrad Schwager, Herrenstube, 1453 bis 1455
- Nikolaus von Eich, Kaufleutestube, 1458 bis 1466
- Hans am Stad, Herrenstube, 1459 bis 1479
- Hans Waldkirch, Kaufleutestube, 1467 bis 1475
- Ulrich Trülleray, Herrenstube, 1470 bis 1499
- Laurenz Cron, Kaufleutestube, 1477 bis 1482
- Hans Schmidt, Weberstube, 1482 bis 1484
- Hans Ulrich Oening (gen. Jünteler), Rebleutestube, 1485 bis 1487
- Konrad Waldkirch, Kaufleutestube, 1490 bis 1502
- Konrad Barter, Kaufleutestube, 1502 bis 1518
- Hans Trülleray, Herrenstube, 1503 bis 1515
- Hans Ziegler, Kaufleutestube, 1515 bis 1546
- Hans Peyer, Schmiedstube, 1516 bis 1531
- Hans von Waldkirch, Kaufleutestube, 1532 bis 1545
- Konrad Meyer, Beckenstube, 1546 bis 1552
- Alexander Peyer, Schmiedstube, 1547 bis 1576
- Hans Schaltenbrand, Schmiedstube, 1553 bis 1558
- Dietegen von Wildenberg, gen. Ringk, Herrenstube, 1559 bis 1589
- Johann Conrad Meyer, Beckenstube, 1577 bis 1598
- Hans Jakob Ziegler, Kaufleutestube, 1590 bis 1598
- Georg Mäder, Rüdenzunft, 1599 bis 1604
- Ludwig Buggin, Fischerstube, 1599 bis 1607
- Hans Heinrich Schwarz, Schuhmacherstube, 1604 bis 1629
- Alexander Keller, Schmiedstube, 1608 bis 1612
- Rochus Goßwiler, Schneiderstube, 1612 bis 1632
- Hans Martin Forrer, Metzgerstube, 1629 bis 1638
- Hans Imthurn, Herrenstube, 1632 bis 1648
- Hans Ludwig Seiler, Rüdenzunft, 1638 bis 1642
- Hans Caspar Lang, Rüdenzunft, 1642 bis 1645
- Hans Jakob Ziegler, Rüdenzunft, 1645 bis 1656
- Matthäus Schalch, Schmiedstube, 1648 bis 1659
- Leonhard Meyer, Fischerstube, 1656 bis 1682
- Hans Conrad Nükom (Neukomm), Beckenstube, 1659 bis 1660
- Johannes Mäder, Rüdenzunft, 1660 bis 1683
- Hans Conrad Nükum der Jüngere, Beckenstube, 1682 bis 1699
- Tobias Holländer von Berau, Gerberstube, 1683 bis 1695 (resig.)
- Hans Conrad Wepfer, Beckenstube, 1695 bis 1707
- Tobias Holländer von Berau, (Wiederwahl) 1699 bis 1711
- Johannes Köchlin, Schuhmacherstube, 1707 bis 1710
- Michael Senn, Schuhmacherstube, 1710 bis 1725
- Heinrich Ott, Weberstube, 1711 bis 1722
- Melchior von Pfistern, Metzgerstube, 1722 bis 1736
- Johann Felix Wepfer, Beckenstube, 1725 bis 1749
- Nicolaus Wischer, Schmiedstube, 1736 bis 1750
- Balthasar Pfister, Metzgerstube, 1749 bis 1763
- Franciscus von Meyenburg, Fischerstube, 1750 bis 1760
- Johann Jacob Peyer im Hof zur Sonnen, Herrenstube, 1758 bis 1761
- Johann Christoph Schalch, Gerberstube, 1761 bis 1768
- Anselm Franciscus von Meyenburg, Fischerstube, 1763 bis 1798
- David Meier, Fischerstube, 1768 bis 1788
- Johann Heinrich Keller, Schneiderstube, 1788 bis 1797
- Johann Ludwig Peyer vom unteren Hof, Rüdenzunft, 1797 bis 1798

#### Regierungsstatthalter
- Stephan Maurer vom 27. April 1798 bis 26. März 1799 dann entsetzt und ersetzt durch
- Johannes Tobler aus Zürich, dann
- Johann Georg Müller, Unterstatthalter des Distrikts Schaffhausen, resigniert 29. März 1799
- Johann Ludwig Peyer, Amtsbürgermeister 14. Juli 1799
- Stephan Maurer, Unterbürgermeister
- Johannes Tobler, Regierungsstatthalter, 1. Mai 1800
- Johann Konrad Stierlin, Regierungstatthalter, 3. Mai 1800
- Johann Kaspar Maurer Unterstatthalter, 8. Mai 1800

#### Bürgermeister von 1803 bis 1852
- Stephan Maurer, Fischerzunft, 1803
- Balthasar Pfister, Metzgerstube, 1803 bis 1822
- Johann Konrad Stierlin, Metzgerstube, 1804 bis 1825
- Johann Ulrich von Waldkirch, Kaufleutestube, 1822 bis 1833
- Franz von Meyenburg-Stokar, Fischerstube, 1826 bis 1836
- Johann Konrad Siegerist, Beckenstube, 1831 bis 1833
- Anselm Franz von Meyenburg-Rausch, Fischerstube, 1833 bis 1835
- Johann Heinrich Zündel, Schuhmacherstube, 1835 bis 1836
- Johann Christoph Harder, Rebleutestube, 1836 bis 1843
- Leonhard Alexander Im Thurn, Herrenstube, 1837 bis 1843
- Franz von Meyenburg-Stokar, Fischerstube, 1843 bis 1844
- Junker Johann Conrad Peyer, Kaufleutestube, 1844 bis 1851
- Junker Ferdinand von Waldkirch, Kaufleutestube, 1844 bis 1850
- J.G. Böschenstein, Kleeblatt, Stein am Rhein, 1851 bis 1852 (ab 1853 Regierungspräsident)
- August Winz, Rüdezunft, 1851 bis 1852 (ab 1853 Regierungspräsident)

### Städtepartnerschaften
Schaffhausen hat Städtepartnerschaften (Städtefreundschaften genannt) geschlossen mit
- Sindelfingen in Deutschland, seit 1952
- Varaždin in Kroatien, seit 2019

Weiter ist die Stadt Schaffhausen an der Partnerschaft Schaffhausen – Joinville beteiligt. Die Partnerschaft beruht auf der gemeinsamen Geschichte. Die südbrasilianische Stadt Joinville im Bundesstaat Santa Catarina wurde vor rund 150 Jahren von Auswanderern aus dem Kanton Schaffhausen mitgegründet. Träger der Partnerschaft ist der Verein Partnerschaft Schaffhausen – Joinville, der von Kanton und Stadt Schaffhausen unterstützt wird. Seit November 2007 besteht eine Kooperationsvereinbarung des Kantons Schaffhausen mit der Stadt Joinville.
Gemeinsam mit den Städten Winterthur, St. Gallen und Frauenfeld unterstützt Schaffhausen jedes Jahr je ein Entwicklungshilfeprojekt im Inland und im Ausland.
Schaffhausen ist ausserdem zusammen mit sieben anderen Städten aus der Bodensee-Region am Projekt „Lernende Verwaltungen“ beteiligt. Die Projektpartner sind Radolfzell, Überlingen, Konstanz und Friedrichshafen in Deutschland, Dornbirn und Feldkirch in Österreich und das schweizerische Kreuzlingen. Im Rahmen dieses Projekts wird ein Städtenetz etabliert, in dem diese Städte miteinander und voneinander lernen wollen. Dabei geht es zum Beispiel um gemeinsame Weiterbildung, Erfahrungsaustausch über Reformprojekte und auch praktische Zusammenarbeit.
Zudem ist Schaffhausen Gründungsmitglied des Internationalen Städtebundes Bodensee sowie Mitglied der Metropolitankonferenz Zürich und der Greater Zurich Area.

## Wirtschaft

### Mittelalter bis 19. Jahrhundert
Vor der Industrialisierung war die Wirtschaft der Stadt durch Weinanbau, Leinenweberei, Schifffahrt und Handel geprägt. Die Brauerei Falken existiert schon seit 1799. Seit 1802 war über mehr als 150 Jahre die Schwerindustrie der Georg Fischer (GF) der grösste Arbeitgeber der Stadt. Ab 1828 wurde die städtische Ziegelhütte an Jakob Ziegler-Pellis verpachtet, der dann auch Keramik herstellte. Später wurde Ziegler Keramik stark durch den Keramikkünstler Gustav Spörri geprägt, bevor die Fabrik 1973 geschlossen wurde. Begünstigt durch den 1866 gebauten Moser-Damm folgten im 19. Jahrhundert Industriebetriebe wie die International Watch Company (IWC), Furrer Jacot, die Strickmaschinenfabrik, die Kammgarn-Fabrik (Schaffhauser Wolle), Amsler Maschinenfabrik, Maschinenfabrik Rauschenbach und weitere. Bereits 1817 wurde die Ersparniskasse Schaffhausen gegründet, und seit 1883 existiert die Schaffhauser Kantonalbank.

### 20. Jahrhundert
In der ersten Hälfte des 20. Jahrhunderts wurden der Fahrradkomponenten-Hersteller Weinmann, der elektrische Schaltanlagen-Hersteller CMC und das Pharmaunternehmen Cilag gegründet. Nach dem Zweiten Weltkrieg führte der grosse industrielle Aufschwung zu einem Mangel an Industrieflächen, weshalb das Herblingertal als Industriegebiet von 1966 bis 1974 erschlossen wurde. Der neue Rangierbahnhof wurde 1968 provisorisch und 1975 definitiv eingeweiht. 1967 wurde ein modernes Flusskraftwerk durch die NOK gebaut, um u. a. auch den industriellen Energiebedarf der Wirtschaft sicherzustellen. Seit 1971 besteht die Klinik Belair. 1979 wurde das Einkaufszentrum Herblinger Markt eröffnet. In den 1980er Jahren wurden die GF-Stahlgiesserei und mehrere Maschinenfabriken geschlossen, und die Schaffhauser Wirtschaft erlebte einen grossen Umbruch von der Schwer- zur Dienstleistungsindustrie, unter anderem begünstigt durch Steuerpolitik und Wirtschaftsförderung.

### 21. Jahrhundert
Heute haben International bekannte Firmen wie Garmin, Tyco International und Groupon eine Firmenzentrale in Schaffhausen, weshalb es auch die englischsprachige International School gibt. Der grösste unabhängige Schweizer Anbieter auf dem Computer- und Elektronikmarkt, die PCP.COM Gruppe, befindet sich ebenfalls in Schaffhausen. Das Entwicklerteam Urban Games, das durch die Spiele Train Fever, Transport Fever sowie Transport Fever 2 bekannt ist, hat hier seinen Sitz.

## Persönlichkeiten

### Söhne und Töchter der Stadt
(Folgende Persönlichkeiten sind in Schaffhausen geboren. Die Auflistung erfolgt chronologisch nach Geburtsjahr. Ob sie ihren späteren Wirkungskreis in Schaffhausen hatten oder nicht, ist dabei unerheblich)

#### Bis 1800
- Johann Geiler von Kaysersberg (1445–1510), Prediger
- Hans Ziegler (1464–1550), Politiker
- Sebastian Hofmeister, auch Sebastian Oeconomus (1476–1533), Reformator
- Johannes Brötli (um 1494–1528), Täufer
- Maximilian Wischak, auch Wisshack, Wysschock (um 1500–1556), Maler und Glasmaler
- Johann Konrad Ulmer, auch von Ulm, ab Ulmis (1519–1600), Reformator
- Tobias Stimmer (1539–1584), Maler, Graphiker, Dramatiker
- Abel Stimmer (1542–nach 1606), Maler
- Daniel Lang (1543–um 1605) Glasmaler
- Isaak Habrecht (1544–1620), Uhrmacher
- Felix Lindtmayer der Jüngere (1544–1574), Glasmaler
- Johann Conrad Meyer (1544–1604), Jurist, Politiker, Bürgermeister in Schaffhausen
- Johann Jakob Rüeger (1548–1606), evangelischer Theologe, Chronist
- Josias Habrecht (1552–1575), Uhrmacher
- Daniel Lindtmayer (1552–1607), Glasmaler, Tafel- und Fassadenmaler
- Hans Caspar Lang der Ältere, (1571–1645), Glasmaler, Buchillustrator, Tafel- und Fassadenmaler, nach 1613 Bürgermeister der Stadt Schaffhausen
- Johann Jakob Stokar, auch Stockar (1615–1681), Diplomat
- Johann Jakob Wepfer (1620–1695), Arzt
- Heinrich Peyer (1621–1690), Architekt, Kartograph
- Samuel Höscheller (1630 – um 1714), Stuckateur und Goldschmied
- Johann Ludwig Fabricius (1632–1696), evang. Theologe
- Tobias Holländer (1636–1711), Gesandter und Bürgermeister
- Heinrich Skreta (1636–1689), Mediziner, Naturforscher
- Johann Conrad Peyer (1653–1712), Physiologe
- Johann Conrad Wepfer (1657–1711), Stadtphysicus in Schaffhausen und Mitglied der Leopoldina
- Tobias Schalch (1661–1738), Glockengiesser
- Johann Georg Seiller (1663–1740), Kupferstecher
- Hans Jakob Läublin (1664–1730), Goldschmied
- Johann Jakob von Meyenburg (1665–1717), Mediziner und Postmeister
- Johann Konrad Ammann (1669–1724), Arzt und Gehörlosenlehrer
- Johann Wilhelm Meyer (1690–1767), Geistlicher und Kirchenlieddichter sowie Antistes von Schaffhausen
- Andreas Schalch (1692–1776), Stückgiesser
- Johann Caspar Deggeller, auch Deggeler, (1695–1776), Kantor
- Johann Konrad Speisegger (1699–1781), Orgelbauer
- Hans Georg Schalch (1700–1784), Goldschmied
- Ulrich Schnetzler, auch Johann Ulrich Schnetzler (1704–1763), Maler, Stuckateur
- Thomas Spleiss (1705–1775), Mathematiker
- George Michael Moser (1706–1783), Goldschmied, Emailleur
- Johann Conrad Peyer (1707–1768), Jurist, Politiker und Dichter
- Lorenz Spengler (1720–1807), Kunstdrechsler, Elfenbeinschnitzer, Bildhauer
- Johann Conrad Fischer (1721–1811), Wandernder Kupferschmiedgeselle, Schweizer Unternehmer
- Johann Jakob Schalch (1723–1789), Maler, Radierer
- Johann Conrad Ammann (1724–1811), Arzt und Kunstsammler
- Hans Ludwig Müller (1724–1809), Unternehmer
- Johann Adam Spengler (1726–1790), erster Leiter der Fayence-Manufaktur Frisching
- Eberhard Gaupp (1734–1796), Kaufmann
- Christoph Jezler (1734–1791), Kürschner, Mathematiker, Physiker, Stadtbaumeister, Forstmeister und Philanthrop
- Johann Heinrich Hurter (1734–1799), Miniatur- und Pastellmaler sowie Erfinder und Gründer einer Manufaktur für mathematische und physikalische Instrumente
- Johann Jakob Altdorfer (1741–1804), Theologe, Schriftsteller
- Johann Caspar Zehender (1742–1805), auch Johann Caspar Zehender oder Johann Caspar Zehnter, Zeichner, Maler, und Radierer,
- Alexander Trippel (1744–1793), Bildhauer
- Johannes von Müller (1752–1809), Historiker, Staatsmann
- Johann Jakob Schmid (1759–1798), Bildhauer
- Johann Conrad Fischer (1773–1854), Industriepionier
- Melchior Kirchhofer (1775–1853), protestantischer Pfarrer und Kirchenhistoriker
- Caroline Mezger (1787–1843), Künstlerin
- Sophie Stokar (1790–1823), Sopranistin
- Bernhard Freuler (1796–1858), Künstler, Landschaftsgärtner und erster städtischer Registrator und Archivar

#### 1801 bis 1900
- Georg Fischer (1804–1888), Unternehmer
- Heinrich Moser (1805–1874), Industriepionier
- Berthold Fischer (1807–1879), Fabrikant
- Jakob Blank-Arbenz, auch Johann Jakob Blank-Arbenz (1810–1893), Kaufmann
- Hans Wilhelm Harder (1810–1872), Beamter, Heimatforscher und Zeichner
- Johann Heinrich Gelzer, auch Johann Heinrich Gelzer (1813–1889), Historiker, Diplomat
- Bernhard Neher (1814–1865), Industrieller
- Hans Bendel, auch: Sigmund Bendel (1814–1853), Illustrator, Zeichner, Maler
- Friedrich Peyer im Hof (1817–1900), Kaufmann, Industrieller, Politiker
- Johann Conrad Neher (1818–1877) Industrieller
- Johann Christoph Moser (1819–1911), Politiker
- Johannes Walter (1839–1895), Holzstecher
- Mathilda Heck (1877–1970), Wirtin und Muse
- Johann Heinrich Ammann (1820–1867), Jurist und Politiker
- Wilhelm Joos (1821–1900), Arzt, Politiker und Nationalrat
- Gustav Stierlin (1821–1907), Mediziner, Entomologe
- Friedrich Zündel (1827–1891), reformierter Theologe und Schriftsteller
- Hugo Hurter (1832–1914), Jesuit, Theologe
- Victor von Meyenburg (1834–1893), Künstler, Bildhauer
- Ernst Götzinger (1837–1896), Germanist, Historiker
- Georg Robert Neher (1838–1925), Kaufmann und Unternehmer
- Hermann Freuler (1841–1903), Politiker
- Ferdinand Hurter (1844–1898), Chemiker und Fotografietheoretiker
- Arnold Neher (1846–1906), Landschaftsgärtner und Bühnenautor
- Ferdinand Schalch (1848–1918), Geologe, Sammler
- Hermann Stierlin (1859–1941), Architekt
- Otto Lang (1863–1936), Politiker
- Georg Fischer der Jüngere (1864–1925), Metallurg, Unternehmer
- Jean Sigg (1865–1922), Lehrer, Gewerkschafter und Politiker
- Conrad von Mandach (1870–1951), Kunsthistoriker
- Emil Ermatinger (1873–1953), Literaturwissenschaftler
- Albert Oeri, auch Jakob Albert Oeri (1875–1950), Redakteur, Politiker
- Johannes Konrad Grieshaber (1877–1962), Messerschmied und Instrumentenmacher
- Otto Schärrer (1877–1938), Staatsschreiber und Regierungsrat in Schaffhausen
- Wilhelm Heim (1878–1952), christkatholischer Geistlicher
- Carl Stemmler (1882–1971), Pionier der Naturschutzbewegung
- Arnold Oechslin (1885–1960), Künstler
- Richard Jakob Petraschke (1885–1937), Bildhauer
- Bernhard Peyer (1885–1963), Anatom, Paläontologe
- Robert Victor Neher (1886–1918), Industrieller und Aluminiumpionier
- Ernst Steinmann, auch Ernst Karl Steinmann (1887–1962), Politiker, Publizist
- Karl Jäger (1888–1959), SS-Funktionär und Kriegsverbrecher
- Paul Meyer (1891–1980), Architekt
- Oscar Frey (1893–1945), Offizier
- Bernhard Henking (1897–1988), Kirchenmusiker, Komponist
- Karl Christian Meyer (1898–1986), Lehrer und Mitglied der Frontenbewegung
- Els Peyer-von Waldkirch (1899–1985), Kantonale Obdachlosen Fürsorge im Zweiten Weltkrieg

#### 1901 bis 1950
- Rolf Henne (1901–1966), Politiker und Unternehmer
- Hans Wahl (1902–1973), Dichter
- Hans Wanner (1905–1996), Sprachwissenschafter, Lexikograph und Chefredaktor
- Hans Homberger (1908–1986), Ruderer, Medaillengewinner bei Olympia und Unternehmer
- Erwin A. Lang (1908–1973), Journalist und Politiker
- Ernst Hess (1912–1968), Komponist, Dirigent, Musikwissenschaftler
- Alex Homberger (1912–2007), Ruderer, Medaillengewinner bei Olympia und Unternehmer
- Ernst Eduard Tanner (1915–1994), Mediziner
- Emil A. Stadelhofer (1915–1977), Diplomat
- Marthely Mumenthaler (1916–1987), Sängerin
- Lili Binder-Wipf (1919–1999), Weberin, Zeichnerin und Grafikerin
- Roger Wellinger (1919–2014), Elektroingenieur, Hochschullehrer und Forschungsleiter
- Otto Kolb (1921–1996), Architekt und Designer
- Gilberto Kardinal Agustoni (1922–2017), Präfekt an der römischen Kurie
- Hans Conrad Peyer (1922–1994), Historiker
- Esther Bührer (1926–2020), Politikerin (SP)
- Heinz Giebeler (1927–2004), Grafiker, Illustrator und Karikaturist
- Walter Reist (1927–2022), Unternehmer
- Werner Spingler (1927–2025), Medizintechniker und Unternehmer
- Uli W. Steinlin (1927–2015), Astronom und Hochschullehrer
- Harry Buser (1928–2016), Künstler und Kunstpädagoge
- Eugen Meier (1930–2002), Fussball-Nationalspieler
- Walter Moser (1931–2023), Architekt
- Barbara Brändli (1932–2011), Fotografin
- Judith Stamm (1934–2022), Politikerin (CVP), Nationalratspräsidentin
- Fritz Brühlmann (1936–2022), Zweiradmechaniker
- Marianne Jehle-Wildberger (* 1937), Historikerin und Publizistin
- Dieter Wiesmann (1939–2015), Liedermacher und Apotheker
- Christoph Blocher (* 1940), Unternehmer und Politiker (SVP), ehemaliger Bundesrat
- Pia Gyger (1940–2014), Zen-Meisterin
- Irène Schweizer (1941–2024), Pianistin und Schlagzeugerin, Mitbegründerin des europäischen Free Jazz
- Edith Gloor (* 1942), Schriftstellerin und Regisseurin
- Regula Heusser-Markun (* 1943), Journalistin, Schriftstellerin und Publizistin
- Markus Huber (1943–2014), Biologe, Lehrer, Kurator und Naturschützer
- Hansjörg Wirz (* 1943), Sportler und Sportfunktionär
- Michael Dreher (1944–2023), Politiker (FPS)
- Moritz Kuhn (1944–2018), Rechtsanwalt, Versicherungsrechtler und Handelsrichter
- Isolde Schaad (* 1944), Schriftstellerin
- Giorgio Behr (* 1948), Unternehmer
- Heinz Albicker (* 1950), Politiker (FDP), Stadt- und Regierungsrat

#### 1951 bis 2000
- Erwin Beyeler (* 1952), früherer Bundesanwalt
- Ralph Dutli (* 1954), Lyriker, Autor und Übersetzer
- Beat Furrer (* 1954), Komponist und Dirigent
- Barbara Marty Kälin (1954–2022), Politikerin (SP)
- Rainer Guldener (* 1956), Schauspieler
- Ruth Genner (* 1956), Politikerin (Grüne), Stadträtin Zürich
- Rosmarie Widmer Gysel (* 1956), Politikerin (SVP), Regierungsrätin
- Hannes Germann (* 1956), Politiker (SVP), Ständerat
- Reto Dubach (* 1956), Politiker (FDP), Regierungsrat
- Niklaus Largier (* 1957), Literaturwissenschaftler, Mediävist und Hochschullehrer
- Niki Reiser (* 1958), Filmkomponist
- Raphaël Rohner (* 1958), Politiker (FDP)
- Johannes Stückelberger (* 1958), Kunsthistoriker
- Heinz Simon Keller (* 1959), Schauspieler, Regisseur und Intendant
- Thomas Minder (* 1960), Politiker (parteilos), Unternehmer
- Ariane Ehrat (* 1961), Skirennläuferin
- Cornelia Stamm Hurter (* 1962), Politikerin (SVP)
- Beat Toniolo (* 1962), Künstler
- Andreas Wimmer (* 1962), Soziologe
- Christian Amsler (* 1963), Regierungsrat
- Stefan Egelhaaf (1963–2023), Physiker und Professor
- Bernd Hecker (* 1963), Rechtswissenschaftler und Hochschullehrer
- Michael Heisch (* 1963), Komponist, Kulturkritiker und Verleger
- Stephan Lehmann (* 1963), Fussballspieler
- Ursula Fricker (* 1965), Schriftstellerin
- Philipp Landmark (* 1966), Journalist
- Maya Bringolf (* 1969), Künstlerin
- Roberto Di Matteo (* 1970), Fussballer
- Daniela Baumer (* 1971), Kajakfahrerin
- Goran Kovačević (* 1971), Akkordeonist und Komponist
- Greg Müller (* 1971), kanadisch-deutscher Eishockey- und Pokerspieler
- Sandra Pfändler (* 1972), Autorin
- Martin Rapold (* 1973), Schauspieler
- Susanne Bollinger (* 1974), Richterin
- Tom Strala (* 1974), Künstler, Designer, Architekt
- Patrick Rapold (* 1975), Schauspieler und Pianist
- Andri Beyeler (* 1976), Dramaturg und Theaterautor
- Barbara Achermann (* 1979), Journalistin und Autorin
- Anne Czichowsky (* 1981), Jazzmusikerin
- Simon Stocker (* 1981), Politiker (SP)
- Qaasim Illi (* 1982), Vorstandsmitglied im Islamischen Zentralrat Schweiz
- Florian Keller (* 1983), Politiker
- Kaspar Müller (* 1983), Künstler und Kunstpädagoge
- Gabriel Vetter (* 1983), Schriftsteller und Kabarettist
- Marcel Montanari (* 1985), Politiker
- Philipp Schelling (* 1985), Eishockeyspieler
- Lara Stoll (* 1987), Slam-Poetin, Filmemacherin, Schauspielerin und Autorin
- Lorenz Kienzle (* 1988), Eishockeyspieler
- Anna Rosenwasser (* 1990), Journalistin, Autorin und LGBTQIA+-Aktivistin
- Sandro Ehrat (* 1991), Tennisprofi
- Joscha Schraff (* 1991), Jazzmusiker
- Andrina Suter (* 1992), Dressurreiterin
- Annina Fahr (* 1993), Leichtathletin
- Marco Dominik Graf (* 1994), Regisseur, Filmproduzent, Sprecher und Kameramann
- Jennifer Murer (* 1996), Handballspielerin
- Danilo Del Toro (* 1997), italienischer Fussballspieler
- Lukas Britschgi (* 1998), Eiskunstläufer
- Petar Pušić (* 1999), Fussballspieler
- Amir Saipi (* 2000), Fussballspieler
- Levin Wanner (* 2000), Handballspieler

#### Ab 2000
- Randy Schneider (* 2001), Fussballspieler
- Gianluca Looser (* 2003), Kantonsrat (Grüne)

### Sonstige Persönlichkeiten
(Folgende Persönlichkeiten sind oder waren in irgendeiner herausragenden Weise mit Schaffhausen verbunden. Die Auflistung erfolgt chronologisch nach Geburtsjahr)
- Eberhard Graf von Nellenburg (um 1018–1078), Benediktiner
- Johannes Rietmann (1679–1765) Reisläufer, Offizier
- Johann Rudolf Daelliker, auch Daellicker, Delliger, (1694–1769), Maler
- Johann Conrad Winz (1757–1828), Gerichtsschreiber, Plantagenleiter, Sklavenhändler und Politiker
- Friedrich von Hartenberg (1781–1822), Zögling und Erpresser von Johannes von Müller
- Johann Theodor Mosewius (1788–1858), Sänger, Musikdirektor
- Johann Georg Neher (* 1788 in Musbach; † 27. November 1858 in Schaffhausen), Industrieller
- Johann Jakob Oechslin (1802–1873), Maler, Bildhauer
- Johann Jakob Mezger (1817–1893), Antistes und Heimatforscher
- Georg Fischer (1834–1887), Unternehmer
- Henri Moser, (1844–1923), Forschungsreisender
- Carl August Koch (1845–1897), Fotograf
- Carl Maier (1877–1952), Unternehmer
- Albert Einstein (1879–1955), arbeitete 1901 und 1902 als Lehrer in Schaffhausen
- Emma Jung (1882–1955), geb. Rauschenbach (Schaffhauser Unternehmerdynastie) IWC, Psychoanalytikerin und Gattin von Carl Gustav Jung
- Hermann Rorschach (1884–1922), Psychiater und Psychoanalytiker, vor Ort die Hermann-Rorschach-Strasse
- Heinrich Bütler (1893–1983), Geologe und Grönlandforscher sowie Rektor und Grossstadtrat
- Werner Schaad (1905–1979) Maler, Zeichner, Glasmaler und Zeichenlehrer
- Jean-Jacques Volz, (1928–2020), Künstler
- Walter Maria Förderer (1928–2006), Bildhauer, Architekt, Hochschullehrer und Politiker
- Erich von Däniken (* 1935), Schriftsteller
- Peter Heisch (1935–2019), Schriftsteller, Satiriker, ehemaliger Chefkorrektor der Schaffhauser Nachrichten
- Max Ruh (1938–2013), Historiker und Sammler
- Günter Blümlein (1943–2001), Unternehmer
- Markus Werner (1944–2016), Schriftsteller
- André Jaeger (* 1947), Spitzenkoch
- Hans-Jürg Fehr (* 1948), Politiker (SP), Nationalrat
- Gerold Bührer (* 1948), ehemaliger Parteipräsident der FDP und ehemaliger Präsident des Wirtschaftsverbands Economiesuisse
- Norbert Neininger (1950–2015), Journalist und Verleger
- Arnold Marti (* 1951), Richter
- Peter Jezler (* 1954), Museumsdirektor
- Iren Eichenberger (* 1957), Grossstadträtin, Kantonsrätin (Grüne)
- Jörg Kachelmann (* 1958), Journalist und Unternehmer im Bereich der Meteorologie
- Severin Brüngger (* 1978), Politiker (FDP) und ehemaliger Profihandballer

## Medien

### Zeitungen
Die einzige verbleibende Tageszeitung von Schaffhausen heisst Schaffhauser Nachrichten, im Untertitel Schaffhauser Intelligenzblatt, und erscheint im Verlag Meier + Cie.
Nur noch als Wochenzeitungen erscheinen die Schaffhauser AZ (ehemals: Schaffhauser Arbeiterzeitung) sowie der Gratisanzeiger Schaffhauser Bock. Viermal im Jahr erscheint das Magazin Lappi tue d’Augen uf.

### Radio und Fernsehen
Seit 1983 verfügt Schaffhausen mit Radio Munot über ein eigenes Lokalradio, das als Ausbildungsradio bekannt ist und dessen Programm die ganze Musikpalette der letzten 40 Jahre beinhaltet. Das Schaffhauser Fernsehen strahlt täglich eine Nachrichtensendung über die Region und weitere Magazinsendungen aus. Ausserdem existiert seit 1999 der Verein «Radio Schaffhauser Alternative – Rasa» – ein Community-Radio im Stil von Radio LoRa in Zürich. Er ist Träger von Radio RaSA. Das Programm wird von den Sendungsmachern selbst bestimmt.

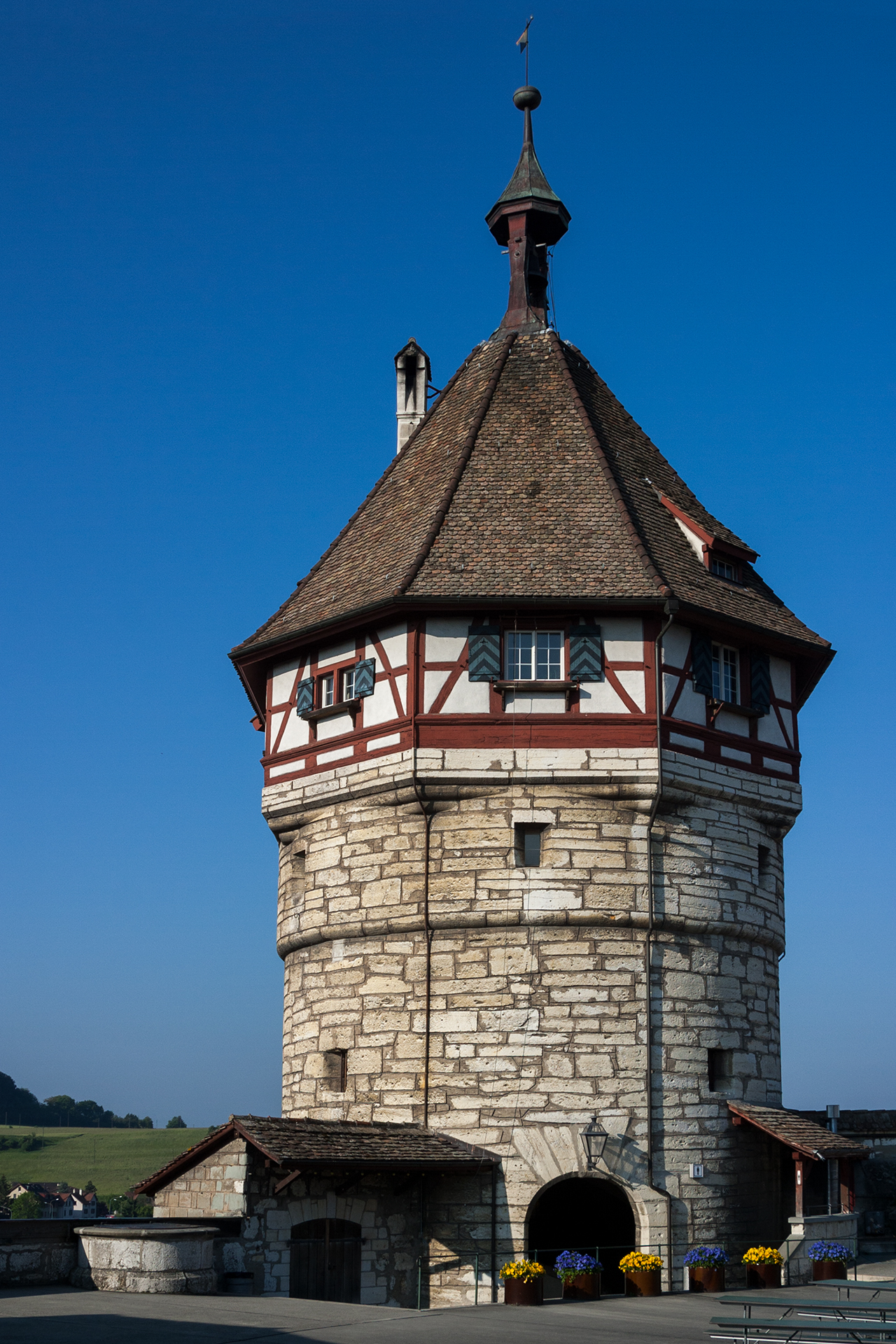
Festungsanlage Munot
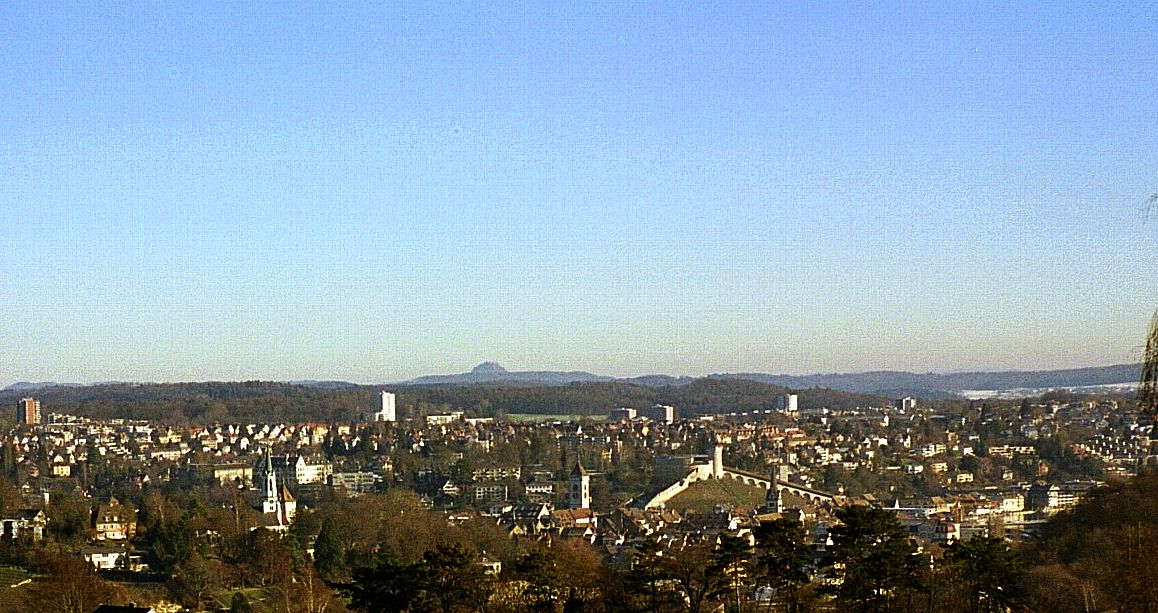
Stadt Schaffhausen
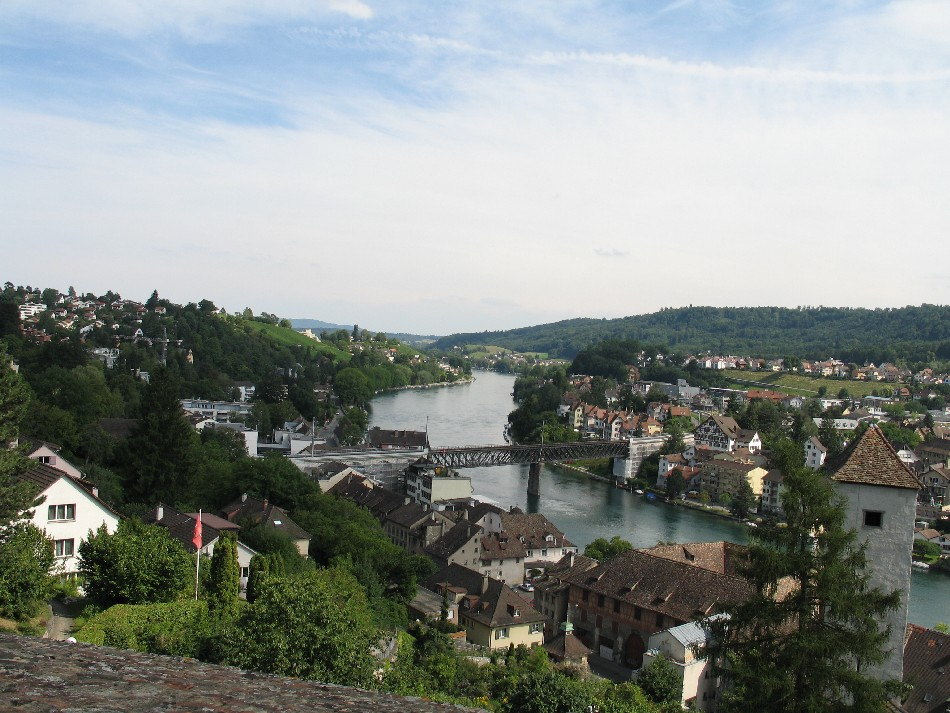
Schaffhausen und Feuerthalen am Rhein, vom Munot aus gesehen
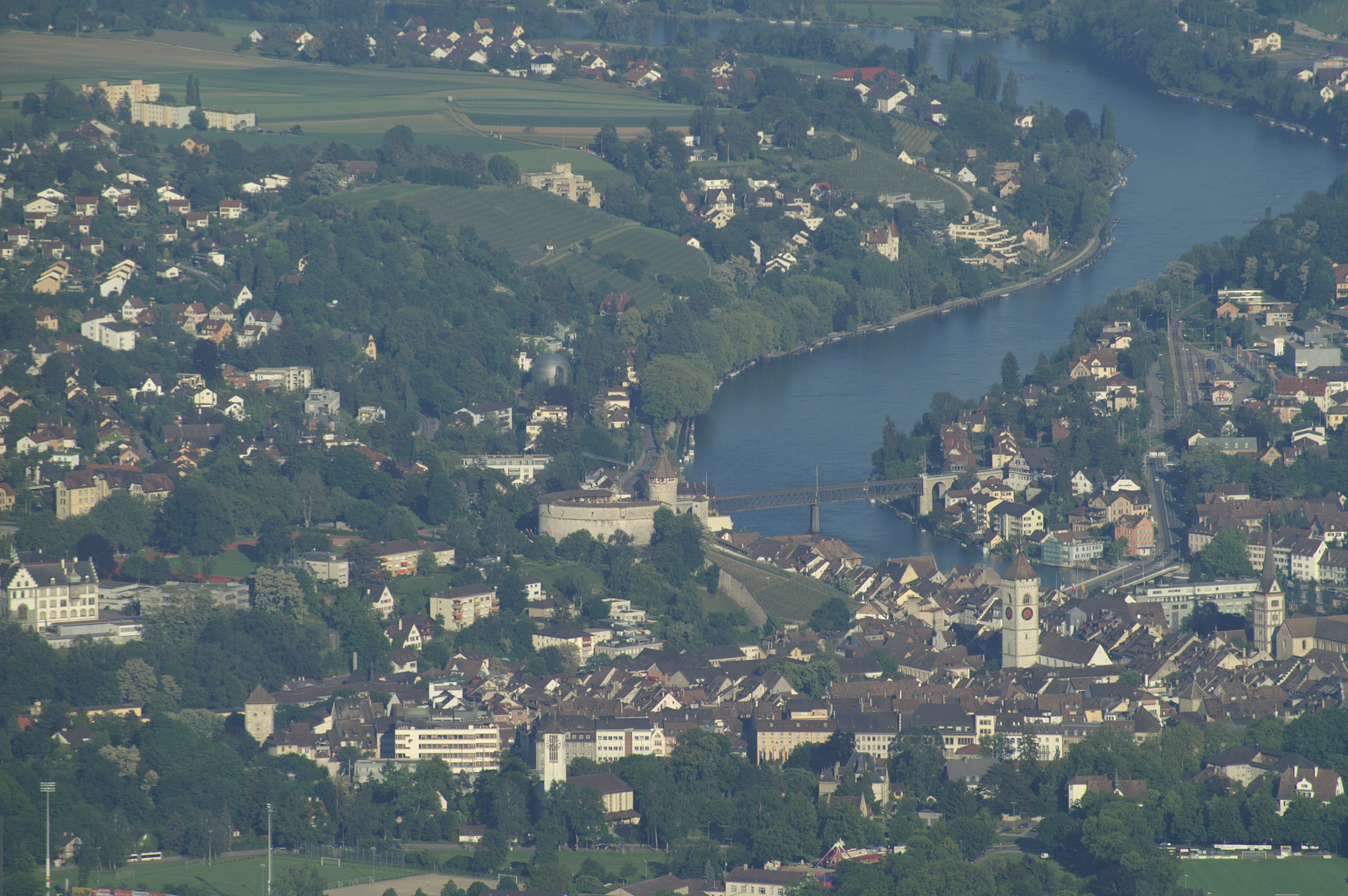
Schaffhausen aus Ballonperspektive Eschheimertal
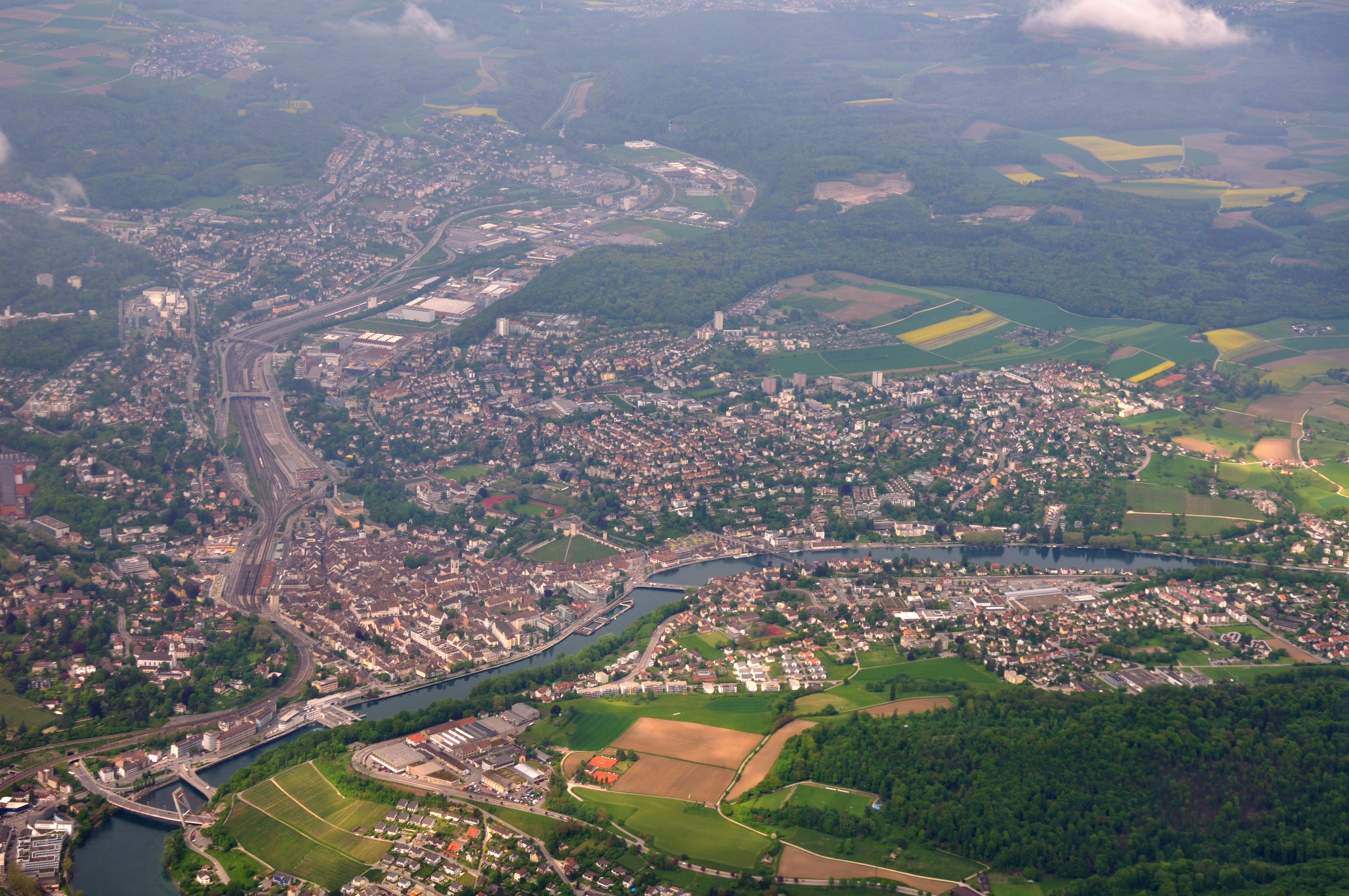
Luftaufnahme Mai 2010
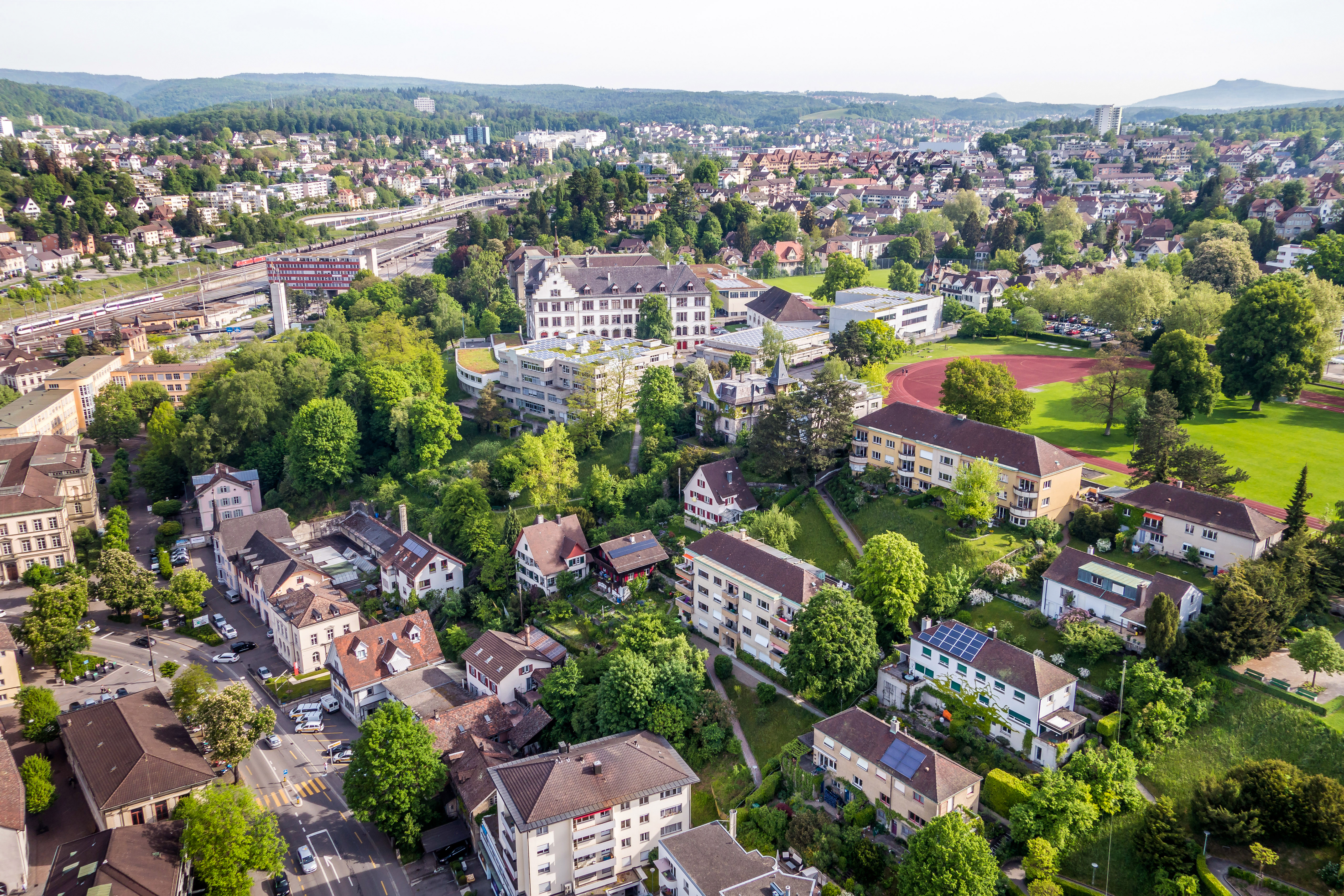
Luftaufnahme Schaffhausen 2015